# Historismus

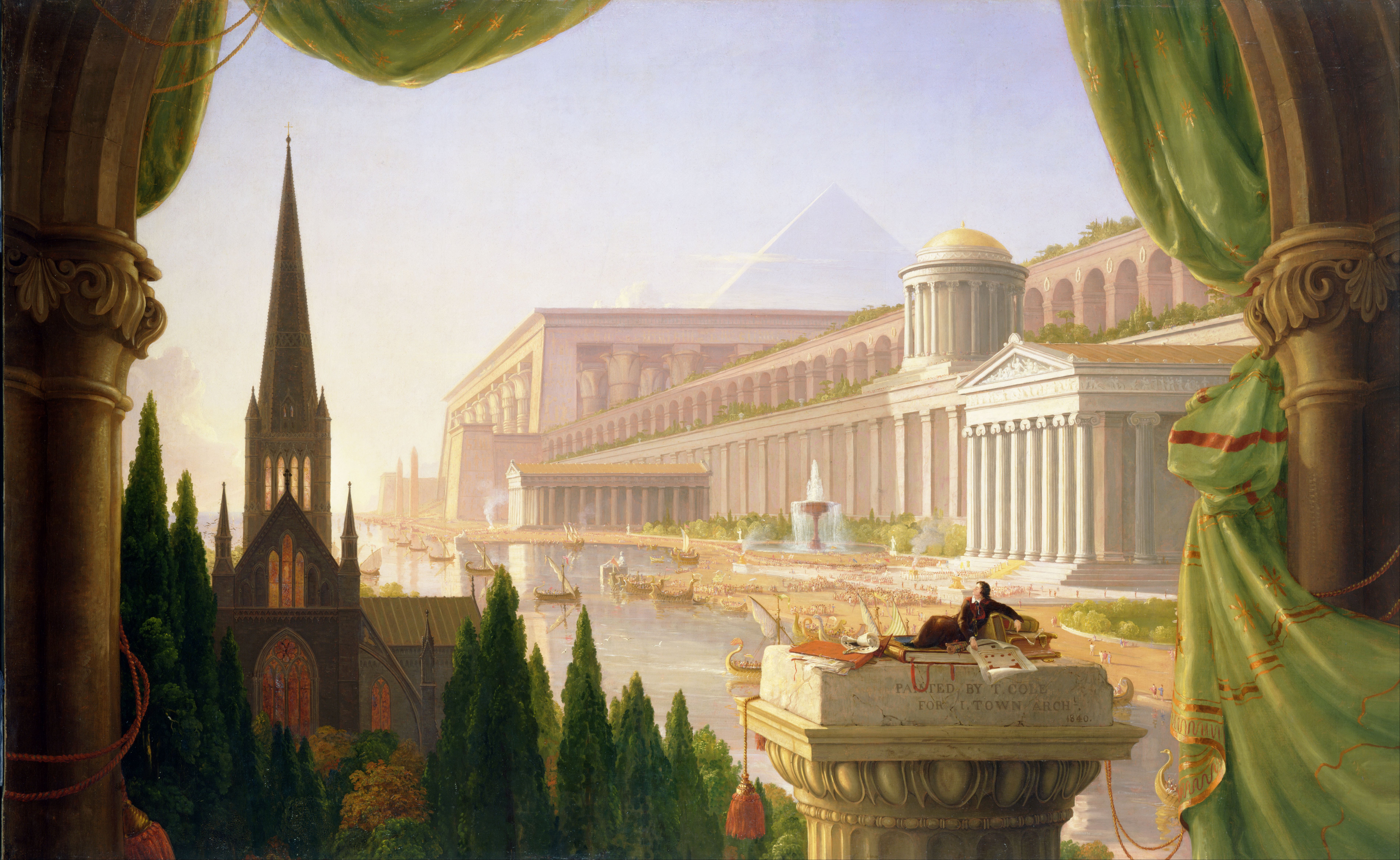
Der Traum des Architekten von Thomas Cole (1840): eine historistische Vision mit ägyptischer, griechischer, römischer und gotischer Phantasiearchitektur

Der Ausdruck Historismus bezeichnet in der Kunstgeschichte ein im späteren 19. und frühen 20. Jahrhundert verbreitetes Phänomen, bei dem Architekten und Künstler vorzugsweise auf Stilrichtungen vergangener Jahrhunderte zurückgriffen.
Stilistische Unterarten sind beispielsweise die Neoromanik, Neogotik, Neorenaissance, der Neobyzantinismus oder der Neobarock. Um 1900 löste der aufkommende Jugendstil die historistischen Stile zunehmend ab. Zur selben Zeit formierte sich die gemäßigte Reformarchitektur, eine Gegenbewegung, die später in die klassische Moderne mündete.
Die prägendste Zeit für den Historismus erstreckte sich von circa 1850 bis vor den Ersten Weltkrieg. Auch in späteren Jahrzehnten wirkten historistische Motive nach. Beispiele hierfür sind der Neoklassizismus, der sozialistische Klassizismus oder die Heimatschutzarchitektur.

## Stilpluralismus

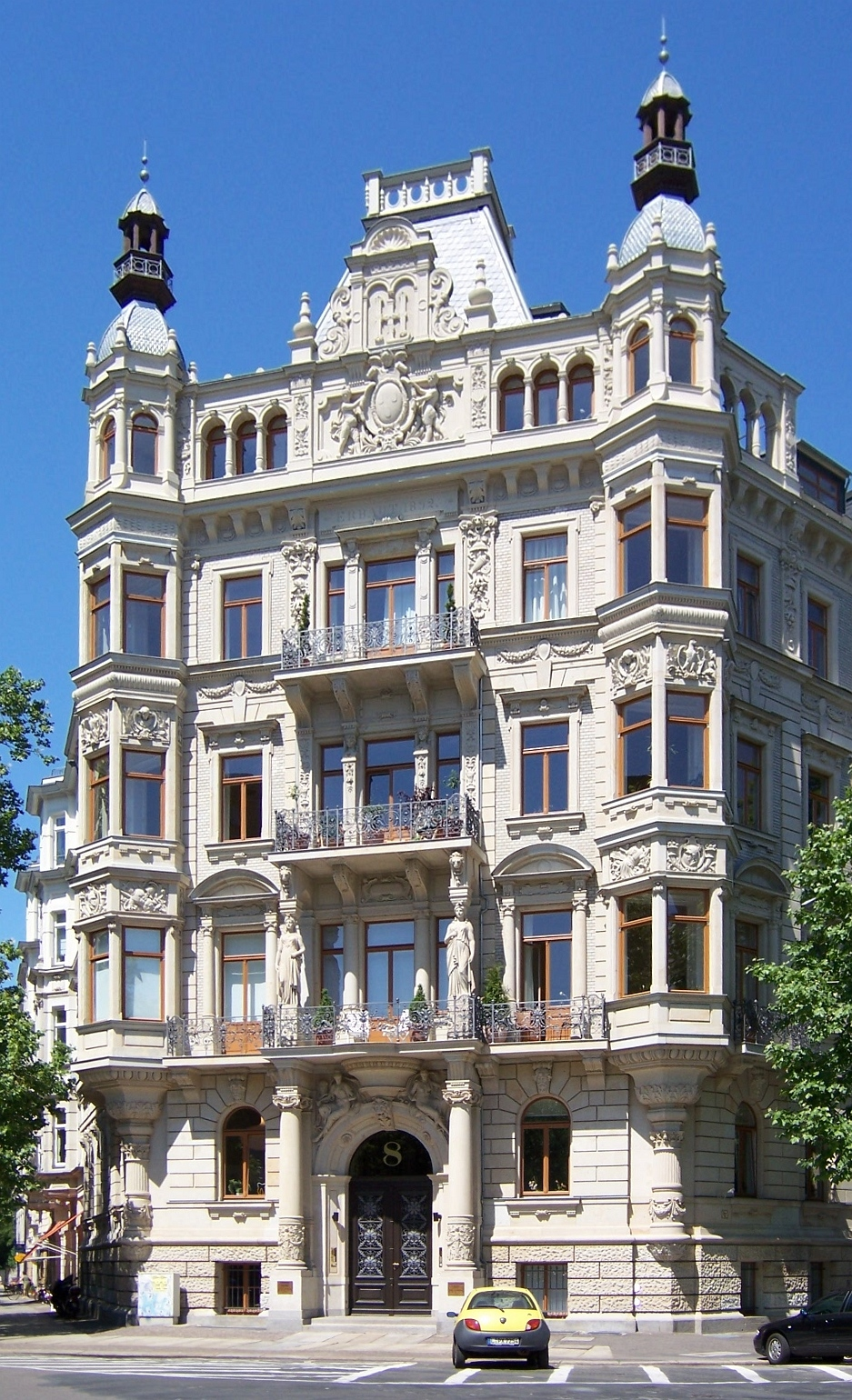
Das Roßbach-Eckhaus, späthistoristisches Wohnhaus im Leipziger Musikviertel, 1892 von Arwed Roßbach erbaut

Im Gegensatz zu vorhergehenden kunsthistorischen Epochen ist für den Historismus ein Stilpluralismus charakteristisch, der sich schon im Nebeneinander von Klassizismus und Romantik um die Wende zum 19. Jahrhundert ankündigt.
Anders als im Klassizismus wurde nicht nur versucht, die Architektur der klassischen griechischen und römischen Antike aufzugreifen, sondern der Bezug zu anderen Epochen und Stilrichtungen gesucht, die mitunter zeitlich deutlich weniger weit zurücklagen. Die Renaissance hatte sich zwar ebenfalls vorwiegend auf die Antike bezogen, jedoch kannte sie auch gelegentlich zielgerichtete Rückgriffe auf das Hochmittelalter, so bei den architektonischen Zierformen der Festen Häuser und Ansitze.
Einen großen Einfluss übte dabei die Romantik aus, die einen Sinn für das historisch Bedingte entwickeln half. Gelegentlich wurden auch mehrere Stile in einem Gebäude gemischt; diese Kombinationen nennt man Eklektizismus. Andere Bauwerke zitieren historische Motive, lassen sich aber keinem konkreten Stil zuordnen. Besonders typisch für den Stilpluralismus ist die Dokumentation für den Wettbewerb für das Neue Rathaus Kassel.

### Erste Impulse aus Großbritannien
Erste Bauwerke in einem nicht-klassizistischen Stil wurden schon ab Mitte des 18. Jahrhunderts in Großbritannien errichtet. Ein frühes Beispiel ist die Villa Strawberry Hill, die Horace Walpole von 1749 bis 1776 im neugotischen Stil erbauen ließ. Ein früher Vertreter des Historismus war John Nash, der bereits zu Beginn des 19. Jahrhunderts in vielen verschiedenen Stilrichtungen baute und damit nicht nur zu einem Vertreter des Klassizismus der Regency-Zeit wurde, sondern auch mit griechischen Säulenordnungen das Greek Revival einläutete, mit dem Italianate begann, die Neugotik fortführte, wobei er den Tudorstil wieder aufgriff, und mit dem Royal Pavilion in Brighton ab 1815 sogar ein Gebäude im Stil eines indischen Mogulpalastes errichtete, ein frühes Beispiel von Architektur nach nicht-europäischen Baustilen, hier nach indischen und chinesischen Vorbildern. Die Fernverbindungen des Britischen Weltreichs begünstigten diesen internationalen Eklektizismus.
Als frühes Meisterwerk der Neugotik gilt das Parlamentsgebäude in London aus dem Jahr 1835. Auch auf die Architektur in den Vereinigten Staaten strahlte der britische und europäische Historismus aus.

## Zeitraum
Da der Historismus in Mitteleuropa ab den 1850er Jahren größere Verbreitung erfuhr und es eine seiner ursprünglichen Funktionen war, die Repräsentationsbedürfnisse des in der Gründerzeit reich gewordenen Bürgertums zu befriedigen, wird er umgangssprachlich manchmal auch als Gründerzeitstil beziehungsweise Gründerzeitarchitektur bezeichnet.
Das Ende des Historismus beginnt mit dem Jugendstil um 1895, der zwar noch Ornamente verwendet, allerdings ohne jeglichen historischen Bezug. Gleiches gilt für den Expressionismus, der in der Architektur knapp nach dem Ersten Weltkrieg einsetzt. Beginnend mit der Reformarchitektur nach 1900 und verstärkt ab 1910 verbreiten sich dann zusehends weniger aufwändige, schließlich ornamentlose bzw. „funktionalistische“ oder „konstruktivistische“ Baustile, die in den 1920er Jahren dann hegemonial werden (s. Neues Bauen oder Neue Sachlichkeit). Dies entspricht einer wachsenden Neigung stilbildender Schichten, sich nun weniger aus Bezügen auf die eigene Geschichte zu legitimieren, sondern immer mehr durch Identifikation mit moderner Technik. Zu dieser Zeit kommt der Historismus in den unterlegenen Staaten zu einem abrupten Ende. In den Siegerstaaten, vor allem in den USA, oder in den am Krieg nicht beteiligten Ländern, etwa Spanien, lässt sich neben dem Neuen Bauen noch eine Nachblüte des Historismus bis in die 1950er Jahre feststellen.

## Bauten

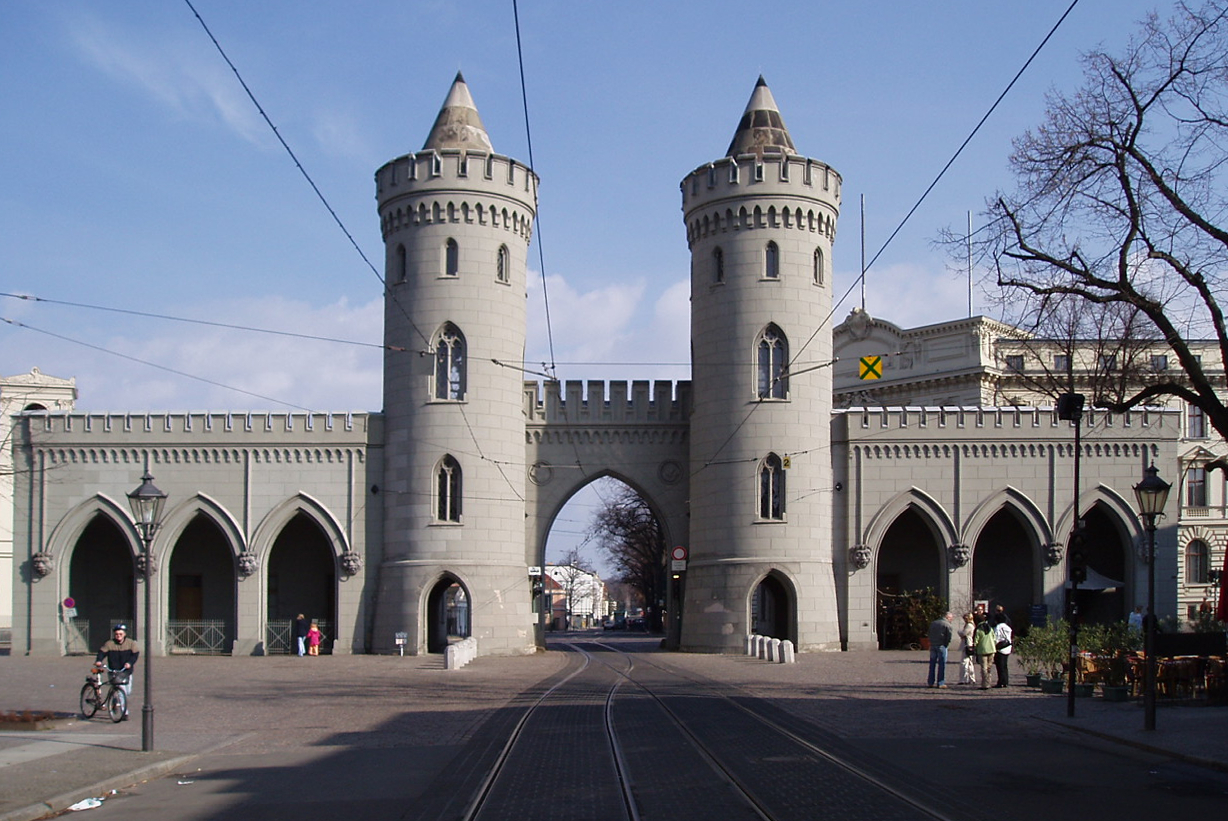
Nauener Tor in Potsdam, der erste Bau des Historismus auf dem europäischen Kontinent (1755, Neugotik, Erscheinungsbild seit 1869)

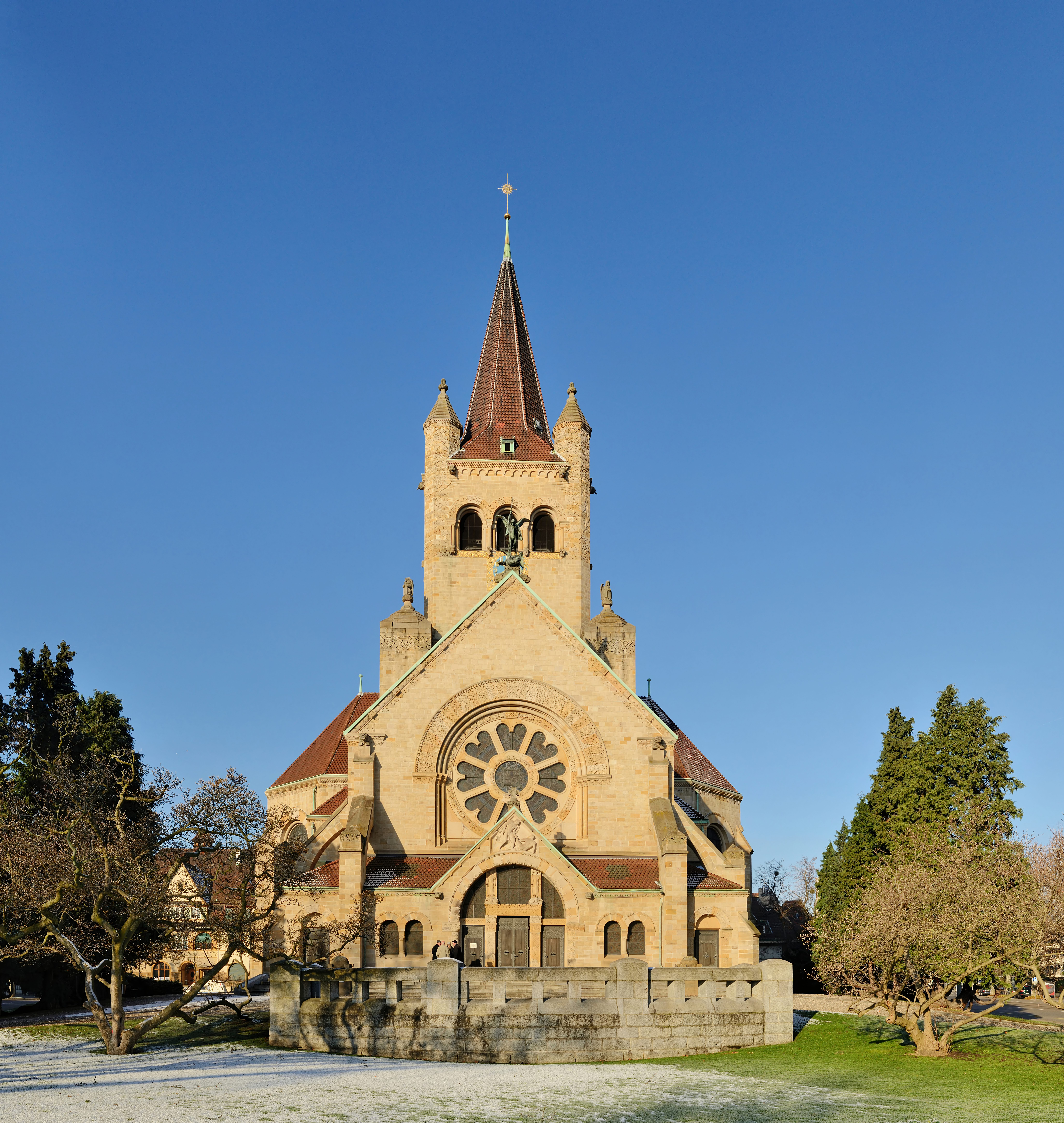
Die neoromanische Pauluskirche in Basel (erbaut 1898–1901)

Die Industrielle Revolution des 19. Jahrhunderts erforderte den Bau von Bahnhöfen, Fabriken und Wassertürmen. Zur Linderung der Wohnungsnot mussten mehrstöckige Zinshäuser errichtet werden; das aufstrebende und zusehends wohlhabende Bürgertum verlangte nach Villen und großen Stadtwohnungen in repräsentativen Gebäuden.
Bedeutend war auch die Integration neuer Technologien in Architektur und Design. Entscheidend war die Weiterentwicklung der Stahlerzeugung (Bessemer-Verfahren). Der nur aus Gusseisen und Glas bestehende Crystal Palace auf dem Gelände der Londoner Weltausstellung von 1851 galt als revolutionär und wegweisend für spätere Jahrzehnte.
Teilweise wurden verschiedenen Baustilen unterschiedliche Funktionen zugeschrieben: Kirchen wurden im Stil der Gotik oder der Romanik gebaut, Banken und Bürgerhäuser im Stil der Renaissance (der großen Zeit der Stadtkultur vor allem in Italien), Adelspalais und vor allem Theater im Barockstil, Fabrikhallen dagegen meist im „englischen Tudorstil“ (mit unverputzten Backsteinfassaden).
Viel Wert wurde auf Repräsentation gelegt, wobei funktionale Aspekte gelegentlich untergeordnet wurden (siehe Universität Wien). Dies ist einer der Gründe, warum der Historismus vor allem Mitte des 20. Jahrhunderts häufig kritisiert wurde. Vor allem wurde bemängelt, dass architektonische Zutaten wie Säulen, Medusenköpfe und Akanthusblätter rein dekorativ zur Erzeugung einer „historischen Atmosphäre“ benutzt worden seien.
Die Fassaden der Gebäude sollten nicht nur in ihrer Größe und ihrem jeweiligen Reichtum, sondern bei Mehrfamilienhäusern auch in ihrem geschossigen Aufbau die soziale Stellung ihrer Bewohner spiegeln. So etwa wurde die erste Etage oder das Hochparterre meist „Bel Etage“ genannt und war mit ihren besonders hohen Decken und ihren reichen Stuckverzierungen dem wohlhabenderen Bürgertum vorbehalten. Nach oben wurde die soziale Stellung der Bewohner mit abnehmender Geschosshöhe meist immer geringer. Dabei wurde die oberste Etage mit ihren oft nur noch lukenartig kleinen Fenstern in der Regel von den Dienstboten und anderen Angehörigen der unteren sozialen Schichten bewohnt.

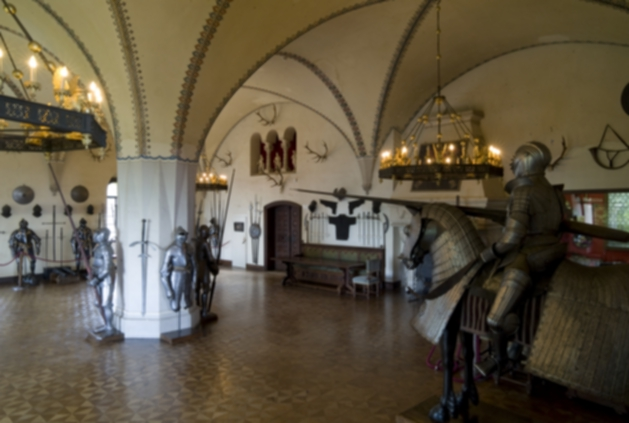
Der Rittersaal auf Schloss Braunfels ist ein typisches Beispiel für den Historismus im Innenbereich: entstanden durch Zusammenlegen von vier ehemals einzelnen Sälen zu einem großen repräsentativen Raum

Auch im Innenbereich spielte der Historismus eine große Rolle, besonders bei den wohlhabenden Schichten der Bevölkerung, des Adels oder den regierenden Fürstenhäusern. So wurden ganze Schlösser oder Teilbereiche umgebaut, um dem Zeitgeist zu entsprechen. Die Ideale des Mittelalters mit Ritterlichkeit und Ehrenkodex wurden hochgehalten und romantisiert. Sie fanden ihren Ausdruck in einer Welle des Aus- und Neubaus von Burgen, in neu geschaffenen Rittersälen und ritterlichen Zimmerfluchten (→ Burgenrenaissance).
In vielen neu entstandenen Wohnvierteln wurden innerhalb der Blockrandbebauung auf früheren Gartenflächen Hinterhöfe angelegt und in Hinterhäusern oftmals zahlreiche weitere Quartiere für die Arbeiter errichtet, häufig auch in räumlicher Nähe zu den Arbeits- und Werkstätten. Die überbelegten Einraumwohnungen der Arbeiterklasse mit ihren oft miserablen und gesundheitsschädigenden unhygienischen Wohnbedingungen wurden von etlichen Reformern seit Ende des 19. Jahrhunderts sehr beklagt. Sie haben unter anderem die Ideen der Gartenstadtbewegung (siehe dazu Ebenezer Howard) und so manches Reformprojekt in Deutschland beflügelt.
Eine Besonderheit der Architektur dieser Epoche sind nach einem Gesamtkonzept angelegte repräsentative Villenkolonien wie etwa die Kolonie Marienthal in Hamburg und die bis heute gut erhaltene und als exemplarisch geltende Villenkolonie Lichterfelde-West im Südwesten Berlins (ab 1860). Die Villenkolonien waren wegen des hohen Personalbedarfs zur Führung der großen Häuser in der Praxis gemischte Wohngebiete. So war das Verhältnis der sogenannten „einfachen Stände“ zu den „Herrschaften“ etwa in Lichterfelde-West in Berlin zwei zu eins. Die Villenkolonien nahmen mit ihrer aufgelockerten Bebauung, den großen Gärten und Alleen die Idee der „Gartenstadt“ vorweg.

## Stilphasen
Stilgeschichtlich unterscheidet man zwischen romantischem Historismus (Übergangsstile ab den 1770ern, voll einsetzend 1840er bis 1870), strengem Historismus (1870–1890) und Späthistorismus (nach 1890). Diese Unterscheidung stammt von Renate Wagner-Rieger.
Der romantische Historismus zeichnet sich durch eine langsame Ablösung vom Klassizismus aus. Bevorzugter Stil ist Neugotik und Neorenaissance, allerdings werden immer wieder „stilfremde“ Elemente kombiniert, so dass es sich um keine einfache Nachahmung der historischen Stile, sondern um subjektive Interpretationen handelt. Auch Elemente aus nicht-westeuropäischen Stilen (etwa maurisch oder byzantinisch) werden kombiniert. Dies drückte sich auch in einem zeitgenössischen Spottgedicht gegen zwei prominente Wiener Architekten dieses Stils aus, deren Hofoper die Zeitgenossen enttäuscht hatte: „Sicardsburg und van der Nüll / Haben beide keinen Stüll / Gotisch, Griechisch, Renaissance / Das ist ihnen alles aans.“
Der strenge Historismus dagegen versucht „reine Elemente“ des vergangenen Formvokabulars kunsthistorisch korrekt zu kombinieren. Der Subjektivismus des romantischen Historismus wird abgelehnt; es wird dagegen versucht, einen lehrbaren und objektiv richtigen Stil zu finden, der sich aus den Formendetails ableitet. Bevorzugter Bezugspunkt ist die Architektur der Renaissance (Neorenaissance).
Im Späthistorismus wird die Orientierung an der Renaissance durch eine Orientierung am Barockstil (Neobarock) abgelöst. Die strenge Orthographie der vorhergehenden Phase löst sich auf zugunsten einer freieren Interpretation der Dekorelemente, die auch nicht mehr streng linear angeordnet werden. Ausbuchtende Erker, Risalite, Kuppeln und ausladende Balkone werden beliebt. Allgemein ist ein Zug zu übersteigerter Monumentalität zu beobachten. Einzelne Elemente (etwa die Blumendekors) weisen gelegentlich schon auf den Jugendstil.
In der bildenden Kunst lassen sich diese Stilphasen kaum nachweisen, auch wenn Maler wie Jean-Baptiste Carpeaux, Hendrik Leys, Hans Makart oder Karl Theodor von Piloty an historische Darstellungsformen anknüpften.

## Stile des Historismus

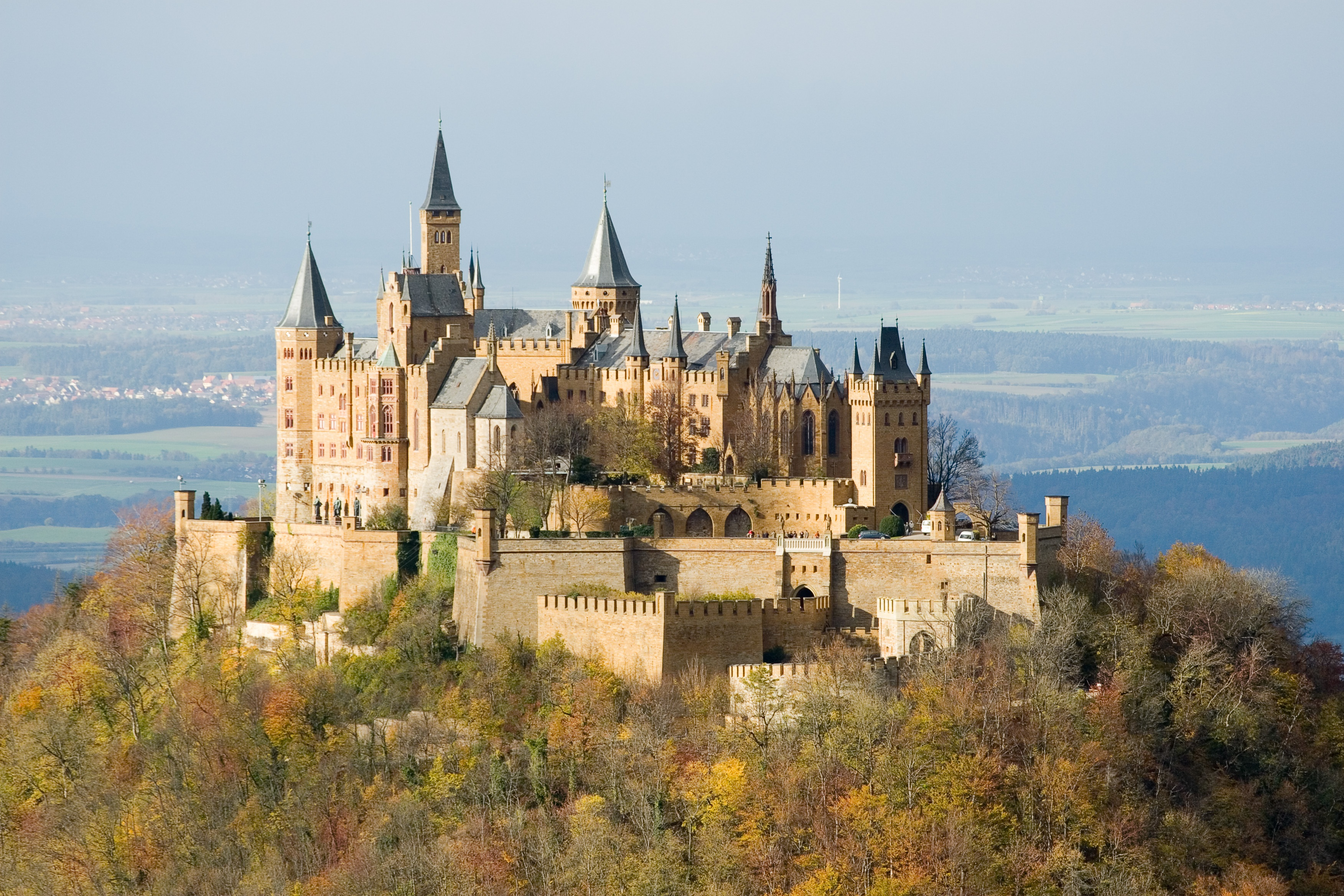
Burg Hohenzollern auf der Schwäbischen Alb, zwischen 1850 und 1867 vom Schinkel-Schüler Stüler neugotisch wiederaufgebaut
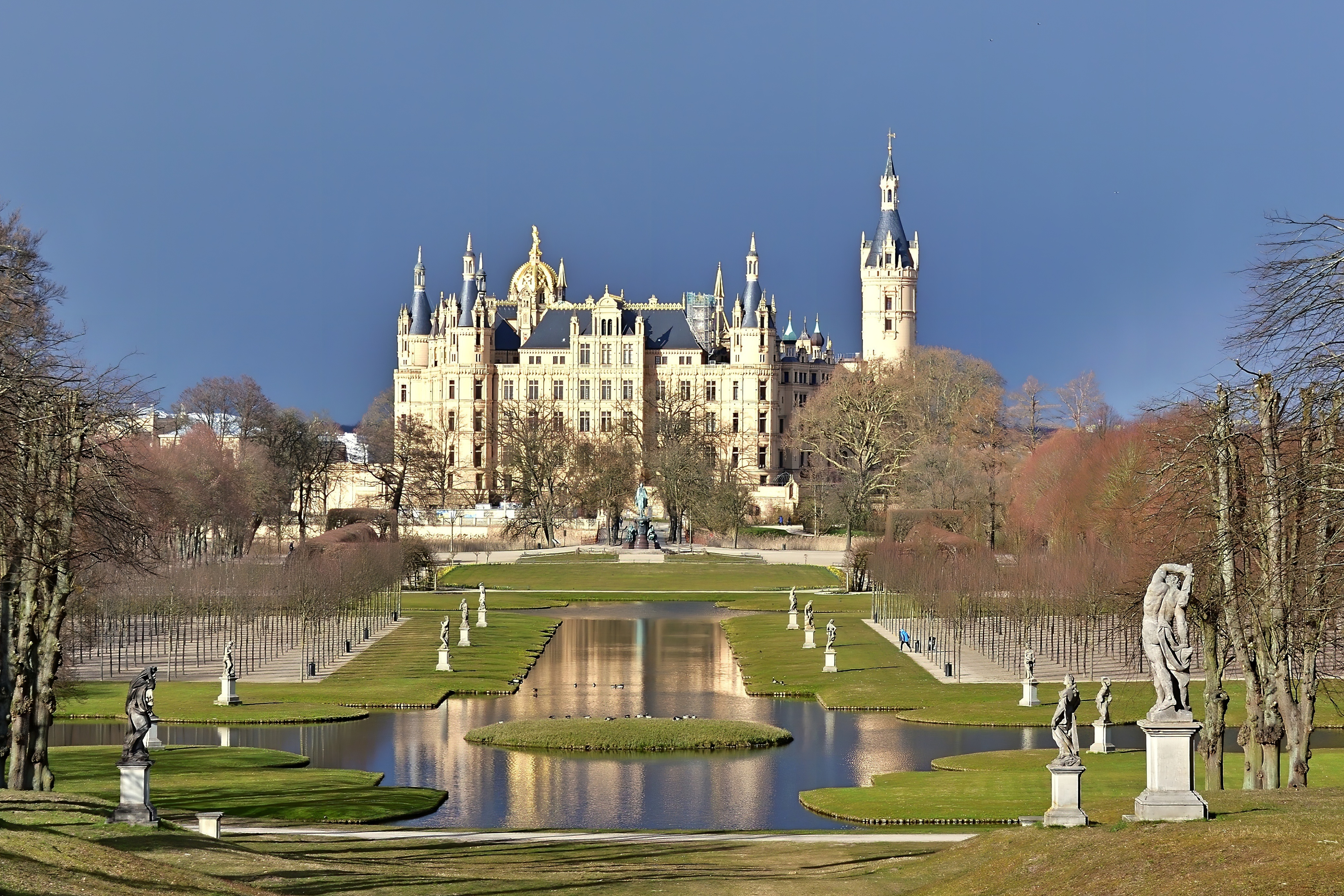
Schweriner Schloss im Stil der Neurenaissance
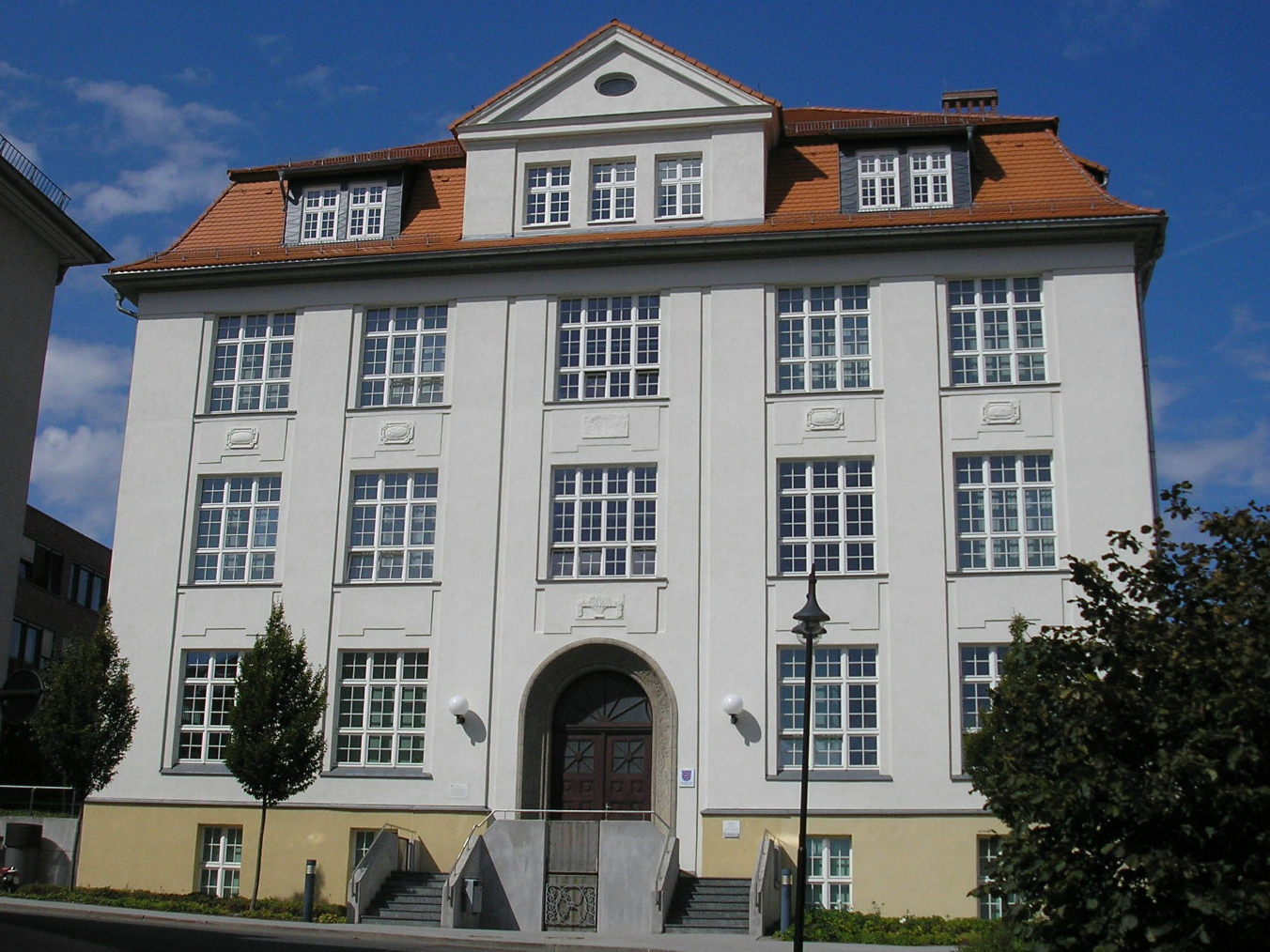
Amtsgericht Ilmenau, Neuklassizismus, erbaut 1914
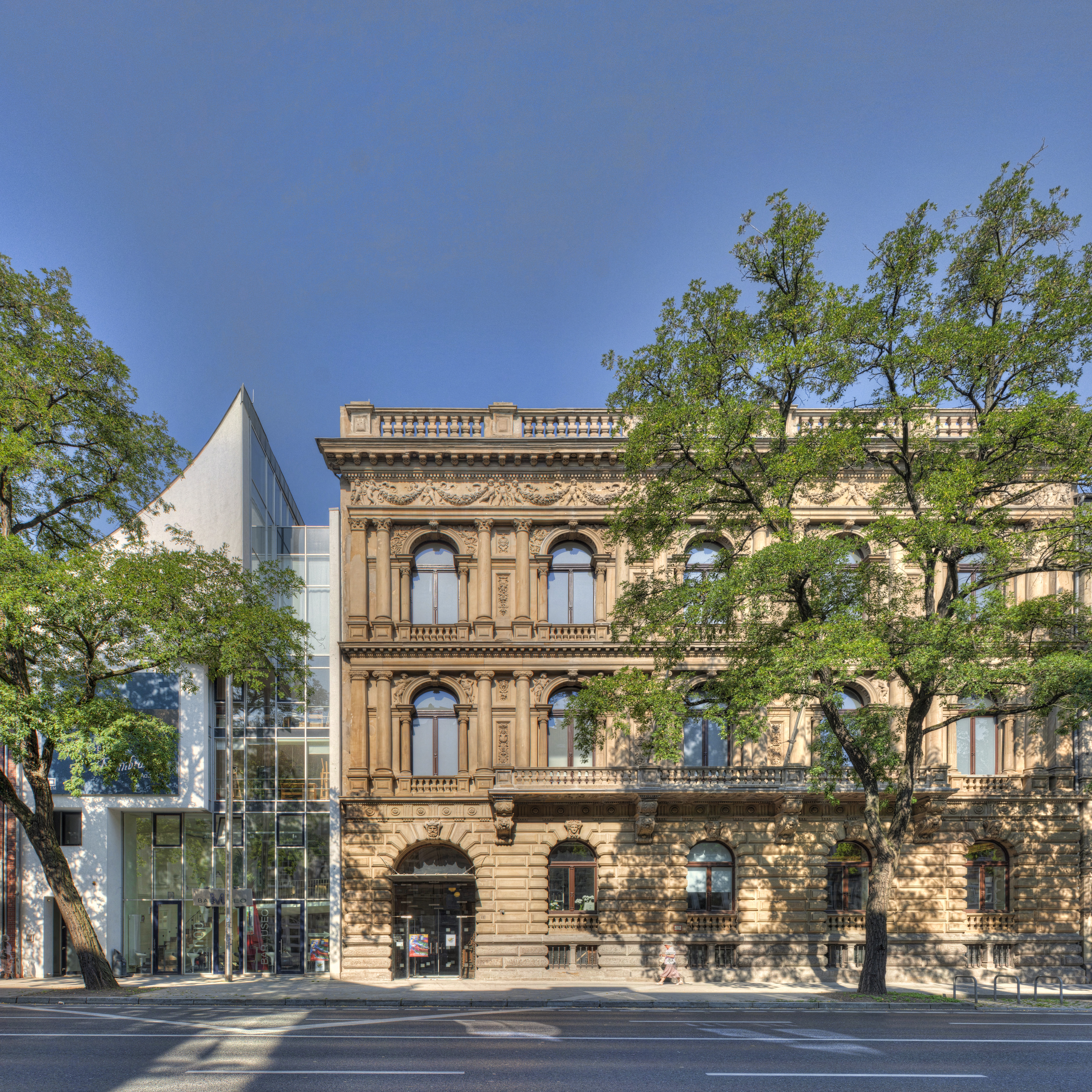
Villa Cassalette in Aachen (heute Suermondt-Ludwig-Museum), erbaut 1883–1888, Beispiel für Neumanierismus (angesiedelt zwischen Neurenaissance und Neubarock)
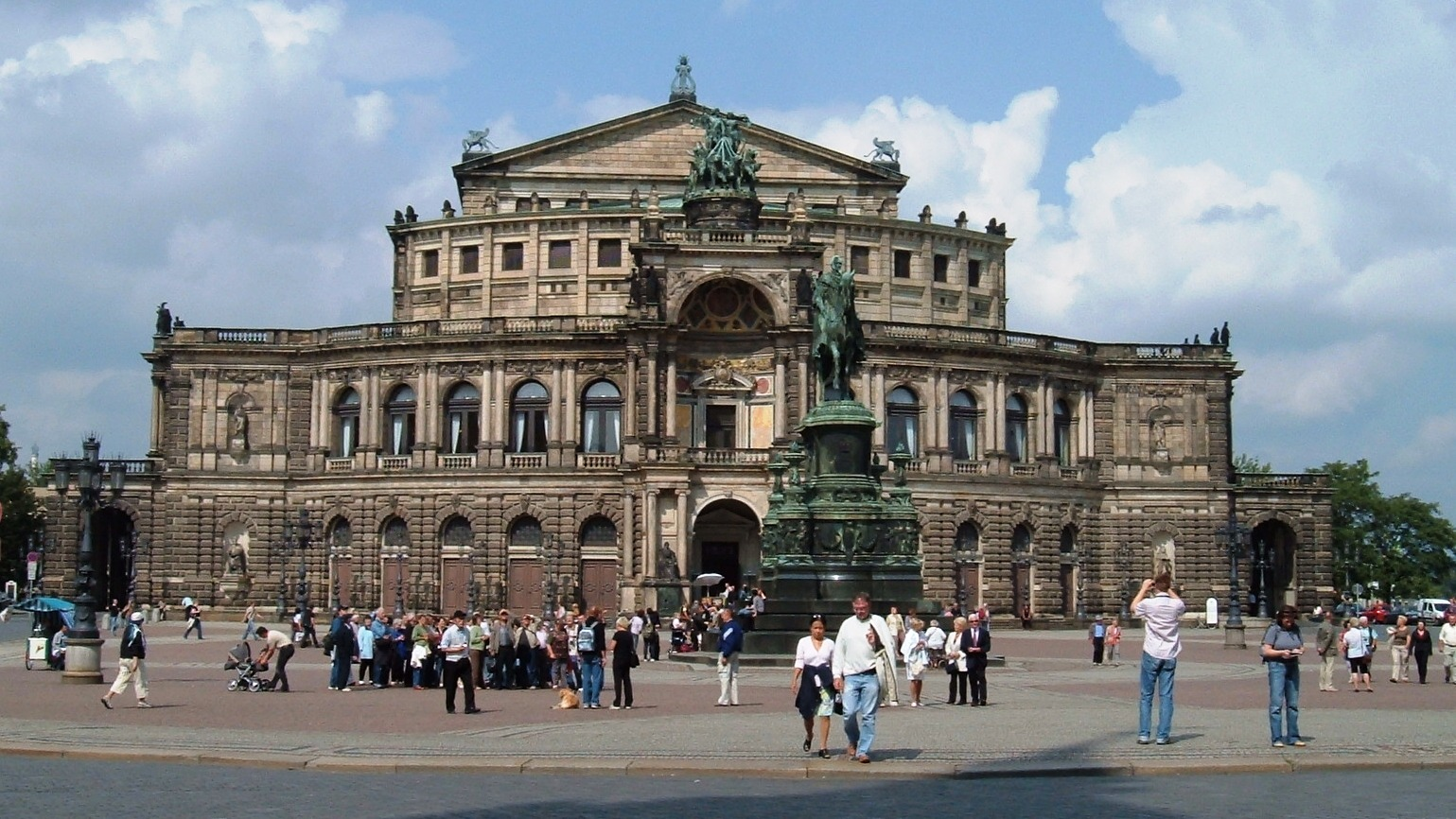
Semperoper in Dresden, bis 1878 in repräsentativer Neorenaissance errichtet, bis 1985 nach Kriegszerstörung rekonstruiert
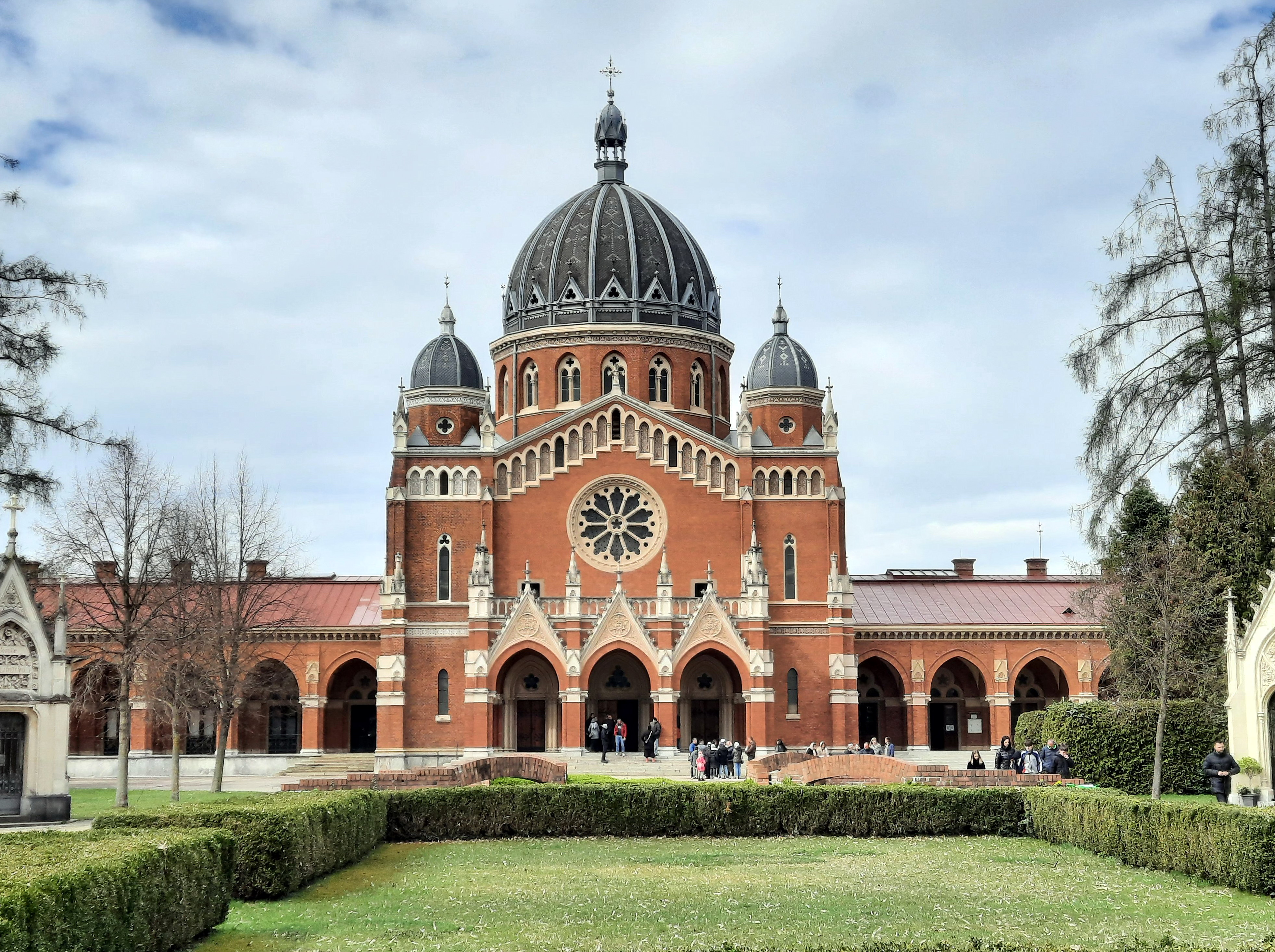
Zentralfriedhofskirche Graz, neugotischer Backsteinstil, 1895
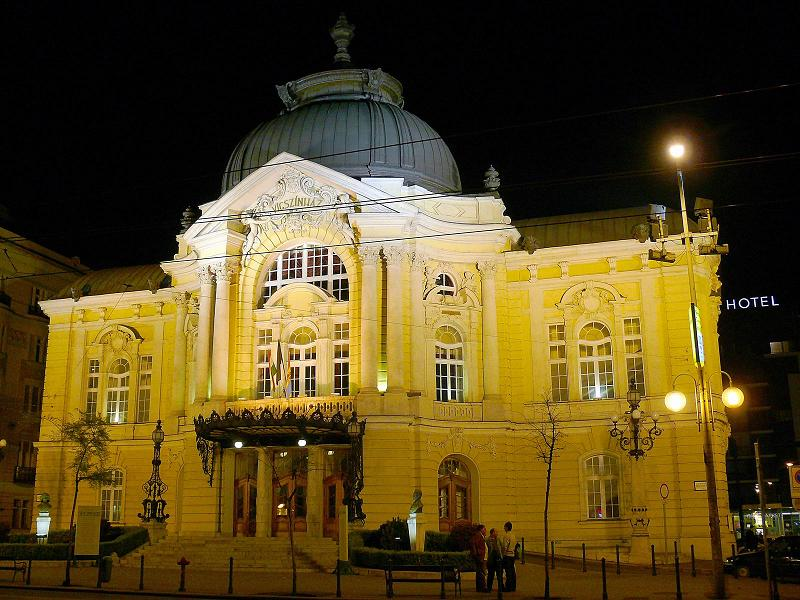
Lustspieltheater in Budapest, 1900 im Stil des Neubarock errichtet
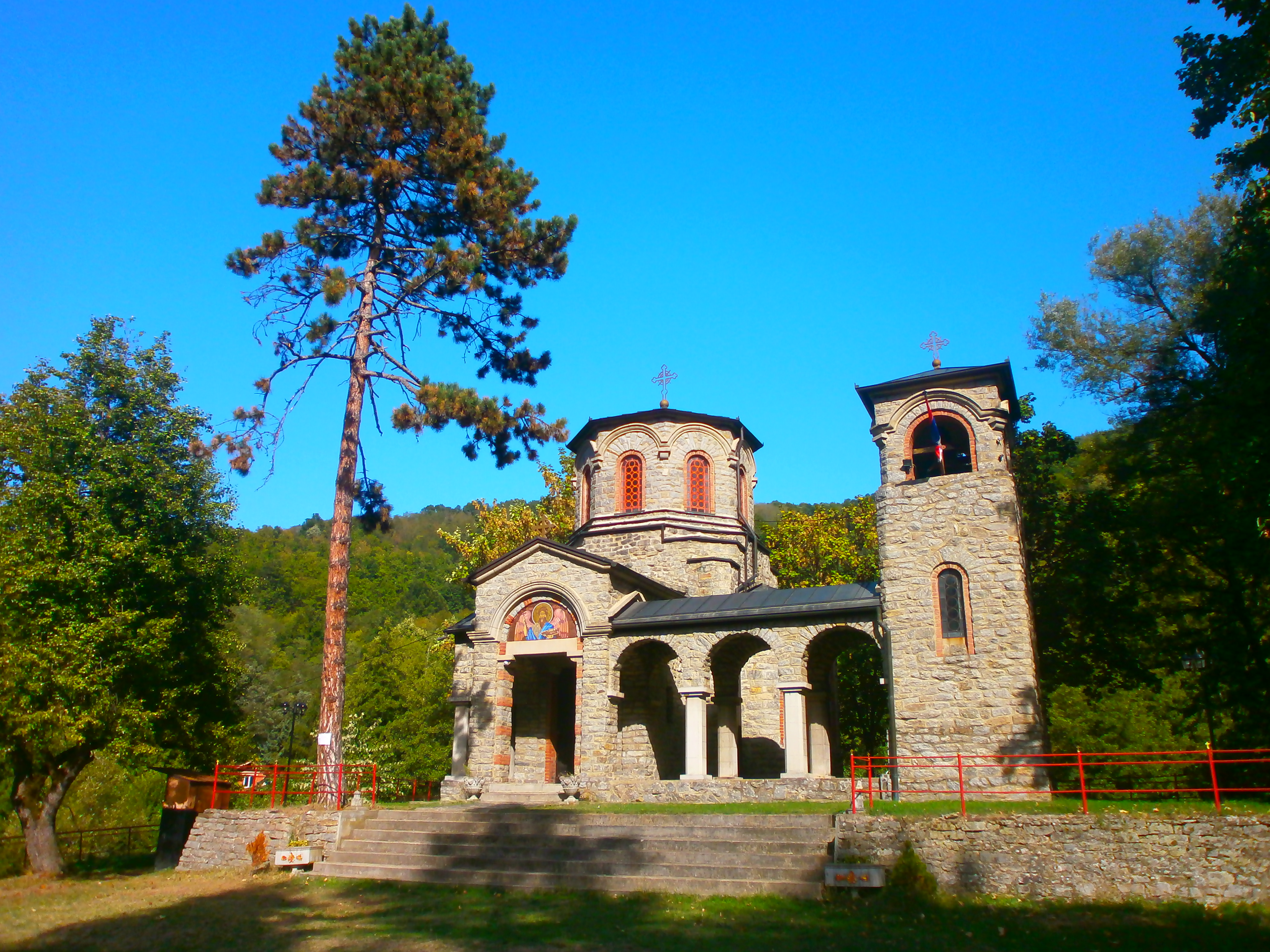
Kirche der Geburt Johannes des Täufers bei Leskovac im Stile der Neubyzantinischen Architektur, Grigorije Samojlov 1938

### Neoromanik

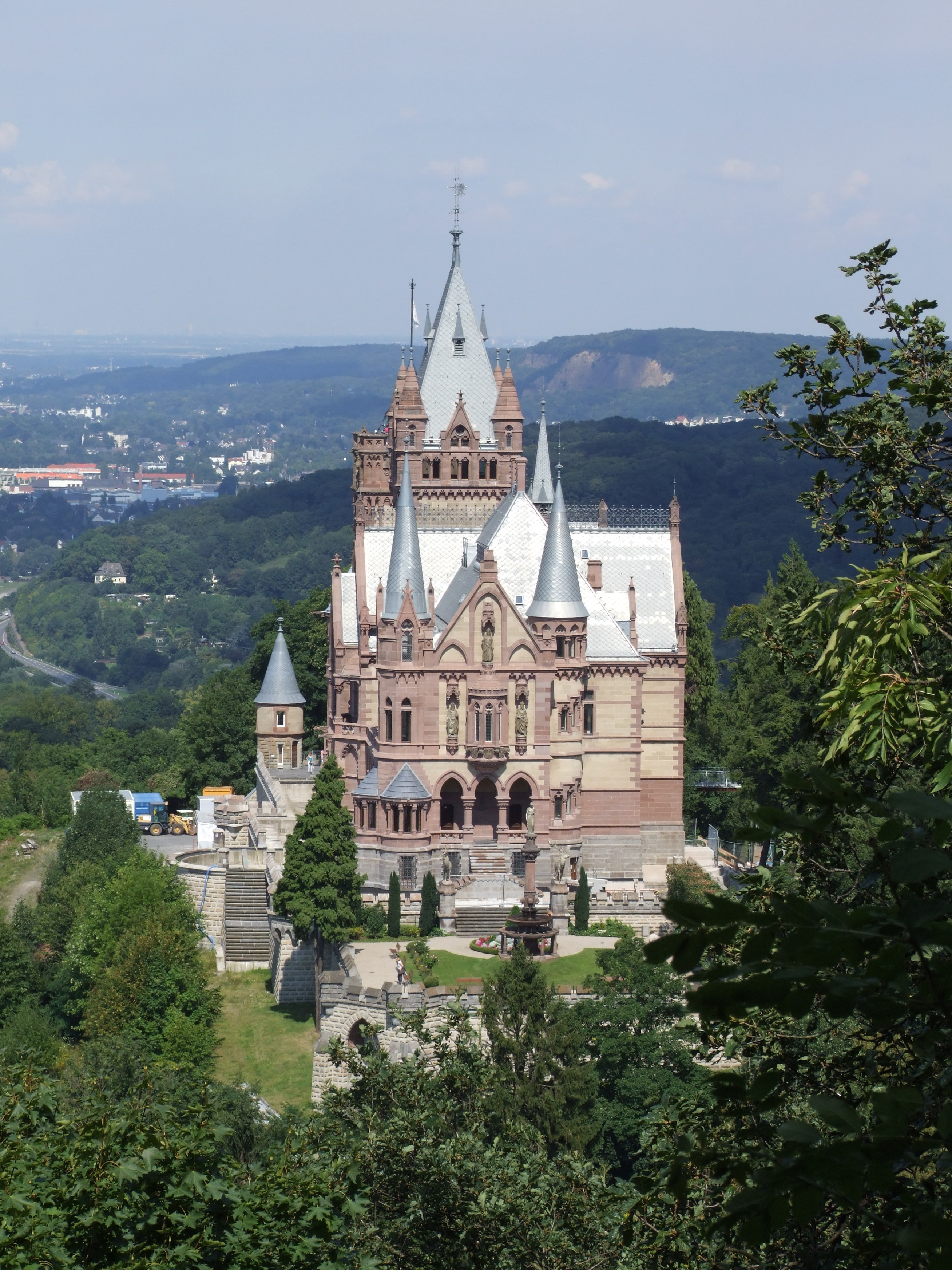
Schloss Drachenburg auf dem Drachenfels am Rhein, erbaut 1882–1884

Die Neoromanik bzw. Neuromanik entstand, als nach 1870 in Deutschland der „französisch inspirierte“ Stil der Neogotik in Verruf kam und statt diesem die „deutschere“ Romanik propagiert wurde. Neoromanik galt vor allem im protestantischen Deutschland als „Nationaler Baustil“ und war nach dem Wiesbadener Programm jahrzehntelang für evangelische Kirchenbauten verbindlich. Neben romanischen greift der Stil auch auf byzantinische Formensprache zurück.
Prägend war der Stil auch im Wiederaufbau und dem romantisierenden Neubau von Burgen bzw. burgähnlichen Gebäuden, z. B. bei der Burg Dankwarderode in Braunschweig, Schloss Neuschwanstein und bei Schloss Drachenburg. Diese Burgenrenaissance währte vom 19. bis ins frühe 20. Jahrhundert.
Öffentliche Bauten wurden häufig im neoromanischen Stil erbaut, ein repräsentatives Beispiel ist das Preußische Regierungsgebäude in Koblenz.

### Neogotik

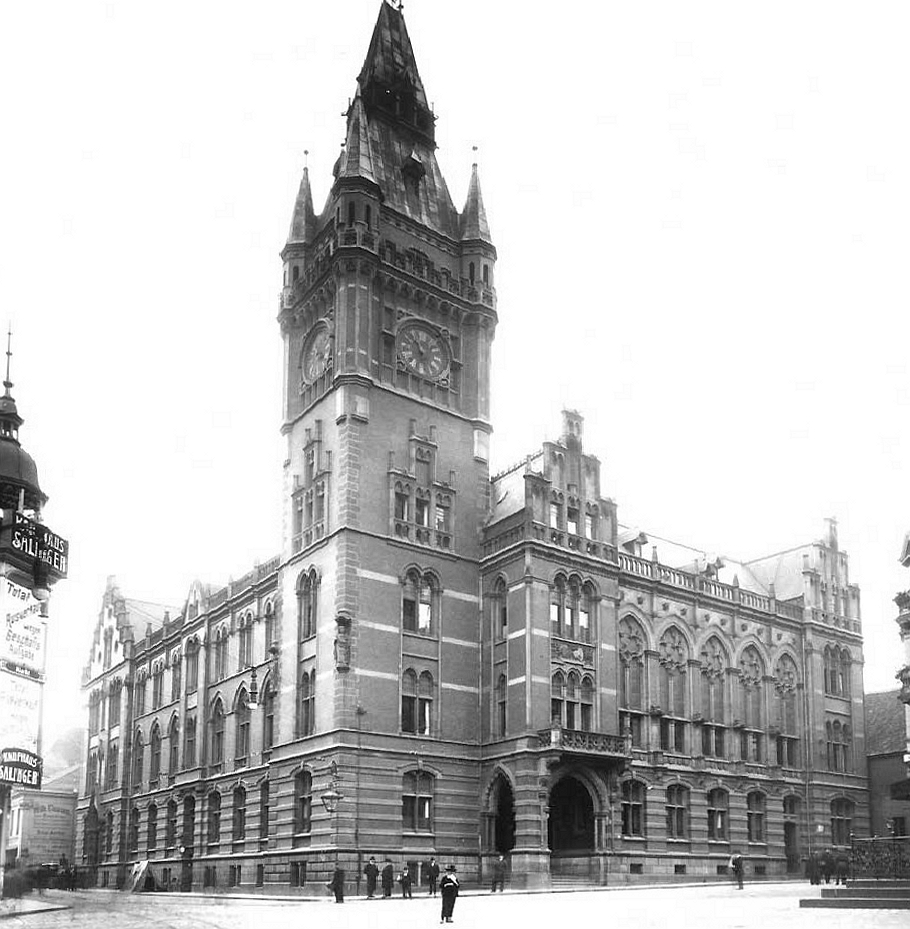
Das neugotische Rathaus Essen (1878–1964)

Der früheste und prägendste historistische Stil ist die Neugotik. Bereits Ende des 18. Jahrhunderts wurden gotische Formen wiederentdeckt, so beispielsweise beim Nauener Tor in Potsdam von 1755. Etwas später folgte unter anderem die „Regotisierung“ Wiener Kirchen durch Johann Ferdinand Hetzendorf von Hohenberg um 1805, die allerdings noch einem klassizistischen Zeitgeschmack geschuldet war, so dass viel authentische Gotik verloren ging. Vor allem in Großbritannien wurde die Neugotik früh zum prägenden Stil des industriellen Zeitalters.
In den 1840er Jahren wurde die Gotik immer mehr als Sinnbild einer Architektur der Bürgerfreiheit empfunden. Bedeutendster Vertreter in Österreich war Friedrich von Schmidt, in der Schweiz Ferdinand Stadler. Ein erst kürzlich behutsam restauriertes Zeugnis der Neugotik findet sich im Zentrum von Chemnitz: die Villa Zimmermann. Der Neugotik verdanken wir die Fertigstellung einiger im Mittelalter unvollendeter gotischer Kathedralen, und sie wurde gerne auch für repräsentative bürgerliche Bauten (Rathäuser u. a.) verwendet, da man die Epoche der Gotik (Spätmittelalter) mit der Blütezeit der Stadtrepubliken assoziierte.

### Neorenaissance
Ein wichtiger historistischer Baustil ist die Neorenaissance bzw. Neurenaissance. Da man die Renaissance vor allem als eine Blütezeit der Künste ansah, war die Neorenaissance der bevorzugte Stil für Theater, Opernhäuser und Museen.
Der Stil wurde Ende des 19. Jahrhunderts prägend in England und Frankreich. Auch in Deutschland gibt es zahlreiche repräsentative Beispiele, etwa das von vier Architekten entworfene Schweriner Schloss, Leo von Klenzes Palais Leuchtenberg, der Berliner Reichstag (mit neobarocken Elementen), sowie Bauten der Dresdner Semper-Nicolai-Schule. In Österreich ist die Wiener Staatsoper zu nennen.

### Neumanierismus

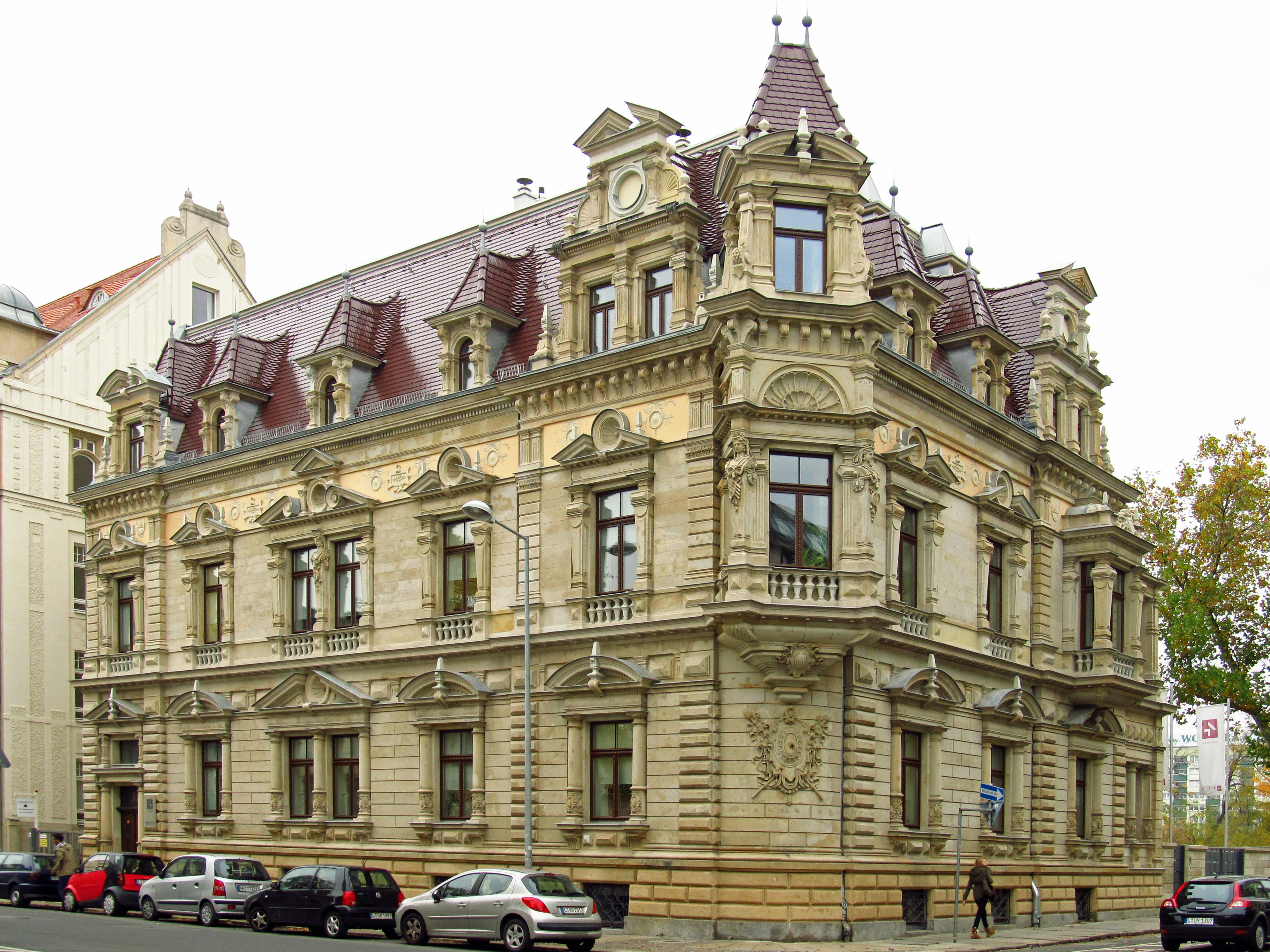
Die Villa Schröder in Leipzig

Neumanierismus, auch stilisierter Manierismus, wurde 1998 als Stilbegriff von Albrecht Mann eingeführt und definiert. Die von Napoléon III. in Auftrag gegebenen Eckpavillons im Louvre-Hof waren die ersten Baumaßnahmen dieser Art, es folgten die Opéra Garnier und die Wohnbauten der neuen Boulevards. Die Stilkennzeichen lauten: allseitige klare Abgrenzung der Fassade, „antik-klassische Zierformen, stark plastische Oberfläche, Überladung mit Formelementen (horror vacui=Angst vor der leeren Fläche).“ Dieser Rückgriff auf die Architektur-Merkmale des Manierismus und die „prunkhafte Grundhaltung“ begründeten den Neomanierismus. Da die Ausführung stilisiert erfolgt, ist dieser Kunststil als stilisierter Manierismus zu bezeichnen. Im Zuge der europäischen Ausbreitung wurde der Neumanierismus die Ausdrucksform der wilhelminischen Ära und der Baustil des Berliner Reichstagsgebäudes. Ein bedeutendes Beispiel ist die Aachener Villa Cassalette und die Opéra de Monaco. Ein weiterer wichtiger Bau dieses Stils ist die Villa Schröder in Leipzig.

### Neobarock
Der Neobarock bzw. Neubarock kam vor allem im Späthistorismus ab 1890 verstärkt auf. Das Zeitalter des Barock, der adelig geprägte Absolutismus, galt als der Höhepunkt weltlich-monarchischer Macht, weshalb man staatliche Bauten gerne in diesem Stil errichtete.
Der Neobarock findet in der Pariser Oper, dem Brüsseler Justizpalast sowie der Neuen Hofburg in Wien und im Schloss Herrenchiemsee in Bayern seine Höhepunkte.

### Neorokoko

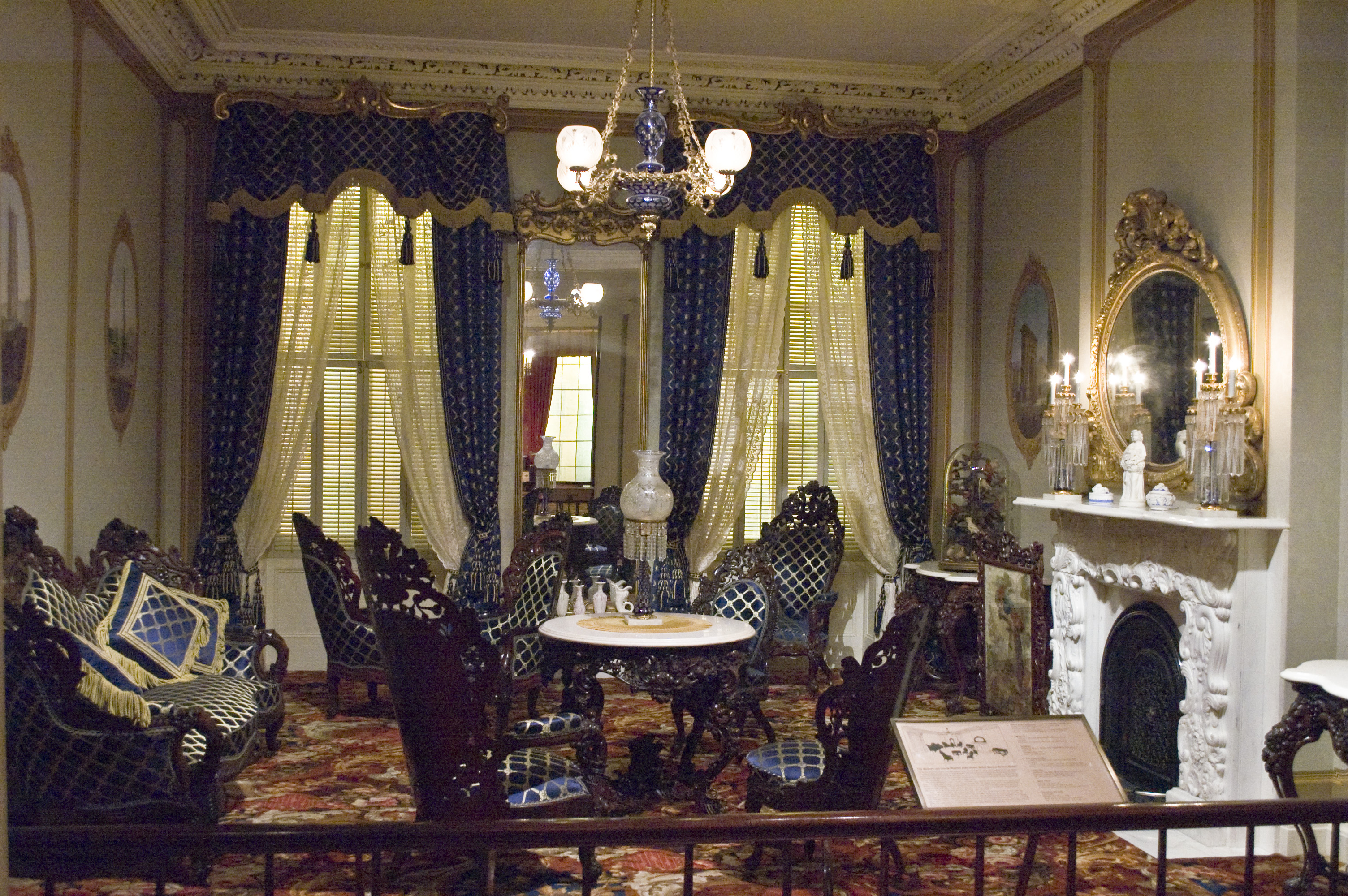
Neurokoko-Interieur, New York, 1855 (Rekonstruktion), Metropolitan Museum of Art

Neorokoko bzw. Neurokoko trat seltener im Bauwesen als in der Innenausstattung vor allem von Schlössern und Bürgerhäusern hervor. Im zweiten Drittel des 19. Jahrhunderts wurden etwa Schönbrunn, die Wiener Hofburg und die Albertina mit einer dem Rokoko nachempfundenen Inneneinrichtung ausgestattet, wofür teilweise sogar authentisches Rokoko geopfert wurde. Es handelte sich vor allem um Mobiliar in den österreichischen Nationalfarben Weiß und Rot (mit etwas Gold verziert). Beispiele für Neorokoko sind auch das Schloss Linderhof sowie der Seepavillon Herner. Auch in der Malerei des 19. Jahrhunderts entfaltete sich das Neorokoko. Nach eher vereinzelten Rokoko-Rezeptionen um 1840 kam es um 1860 zu einer anhaltenden Rokoko-Mode, die von Malern wie James Moulton Burfield, Otto Erdmann, Louis von Hagn, Karl Hoff, Ludwig Knaus, August Hermann Knoop, Heinrich Lossow, Georg Reimer, Joseph Scheurenberg und Benjamin Vautier bedient wurde.

### Neobyzantismus

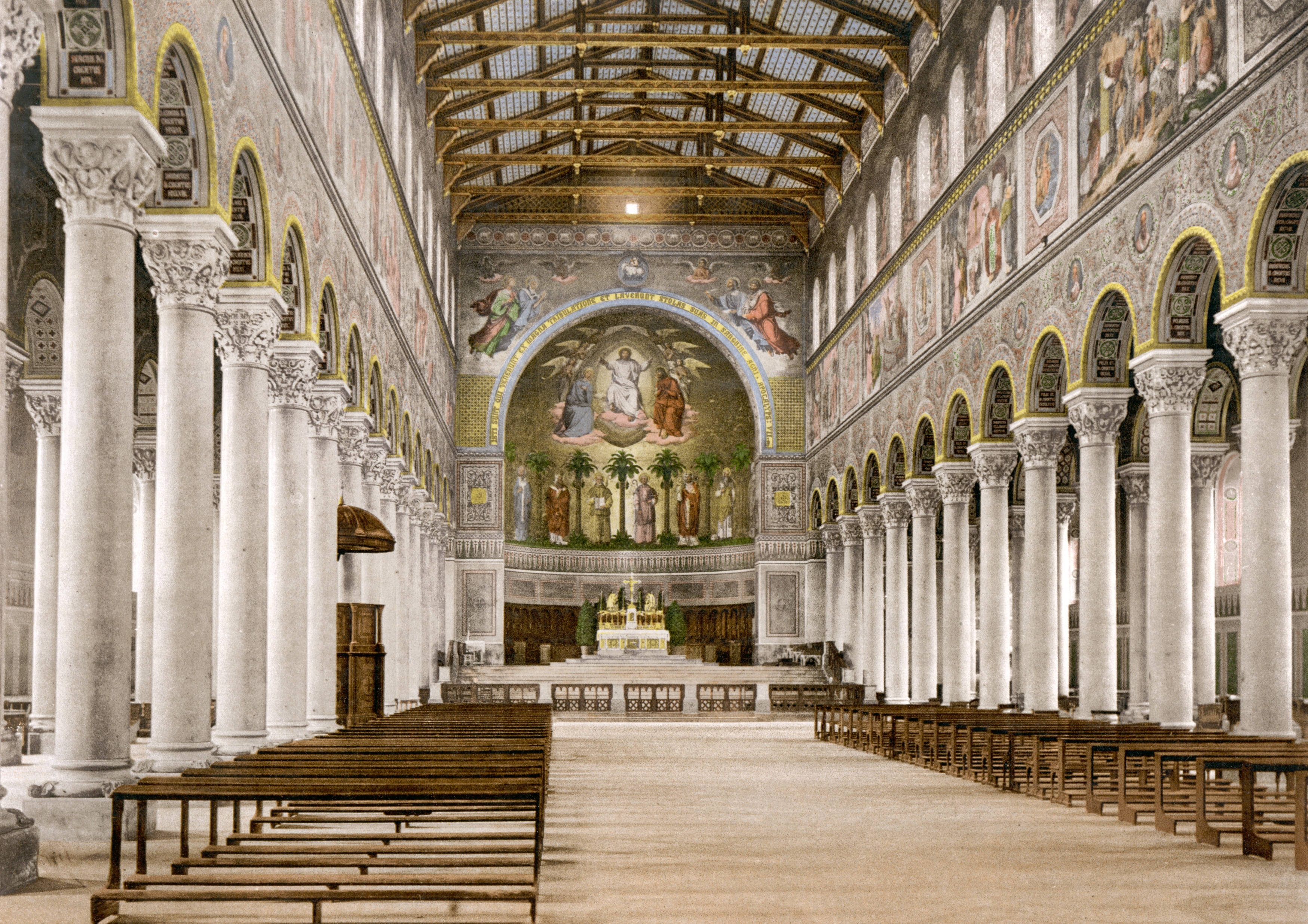
Als eines der ersten Gebäude im Neobyzantinischen Stil gilt die Abtei St. Bonifaz in München, Bild vor 1944

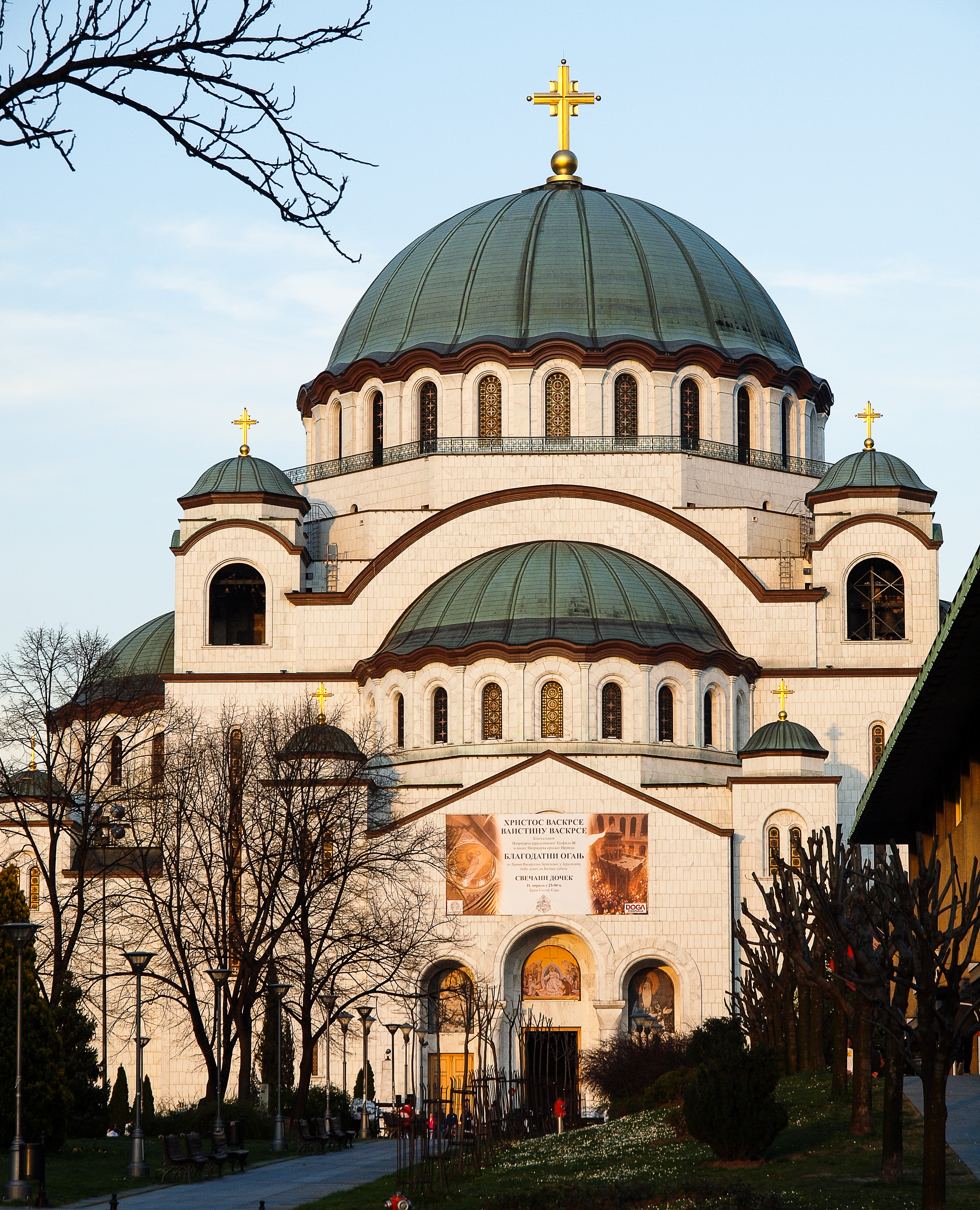
Ein Entwurf Bogdan Nestorovićs und Alekasandar Derokos ist der Dom des Heiligen Sava in Belgrad, 1926–2017

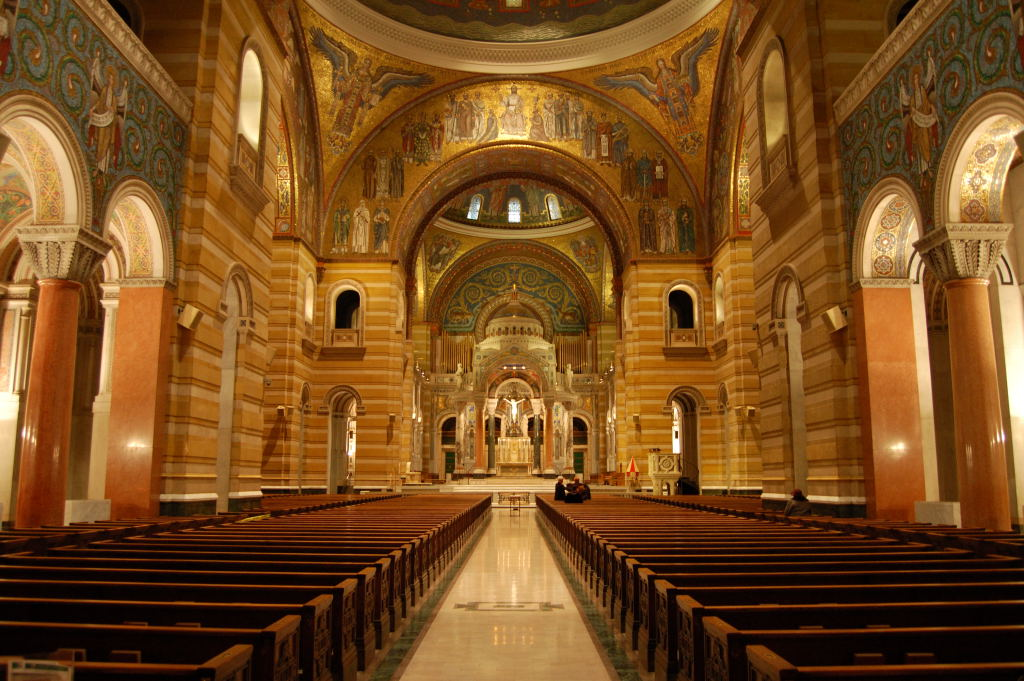
Mosaikinnenraum der Cathedral Basilica in St. Louis

In Russland, Jugoslawien, Serbien, Griechenland, Bulgarien jedoch auch in Frankreich, England, Österreich-Ungarn, Großbritannien, den USA und Deutschland entstanden im 19. und teilweise im 20. Jahrhundert neben sakralen Bauwerken auch repräsentative öffentliche Gebäude die Stil- und Raumeleemente der Byzantinischen Architektur und -Kunst zitieren. Über Teophil Hansen und seine Anhänger hatte der Neobyzantinische Stil auch in Mitteleuropa zahlreiche öffentliche Gebäude und Kirchen geprägt. Als eines der frühesten Gebäude gilt die von Leo von Klenze für Ludwig I. erbaute Hofkirche in der Münchner Residenz sowie St. Bonifaz. Auch Ludwig II. ließ noch den großen Residenzsaal im Schloss Neuschwanstein als neo-byzantinischen Thronsaal erbauen. In der Innenausstattung betonten Mosaik- und Marmorausschmückung die repräsentative Charakteristik der Bauwerke. Einflussreich war der Stil insbesondere jedoch in Russland und Jugoslawien (hier insbesondere in Serbien), für die bei der Errichtung großer Kirchen ein Bauwerk im Nationalen Stil gefordert wurde. David Grimms und Vasily Kosyakovs Kirchen-Bauten mit einem an die Hagia Sophia angelegten Zentralraum mit vier Pendentif-Apsiden sowie bei Kosyakov einen über dem Narthex errichteten Glockenturm wurden weithin nachgeahmt und Standardprogramm für Kirchenbauten im Russischen Imperium. Grimm errichtete unter anderen die Tiflis Militär-Kirche in Tiflis, Kosyakov die Marienkathedrale in Sankt Petersburg (1888–1898), die Wladimir-Kathedrale in Astrachan, die Nikolaus-Marine-Kathedrale in Kronstadt. Ein frühes Beispiel ist noch die Christ-Erlöser-Kathedrale in Moskau. Russischen Vorbildern und durch russische Architekten errichtet ist auch die Alexander-Newski-Kathedrale in Sofia verpflichtet.
Eine Nachblüte hatte der Stil in der Zwischenkriegszeit im Königreich Jugoslawien, wo Alexander I. Karađorđević der größte Förderer wurde. Neben dem nationalen Projekt im Dom des Heiligen Sava sind hier insbesondere Aleksandar Deroko, Momir Korunović und Grigorije Samojlov dem Anliegen einer distinkt nationalen Architektur und eigenständigen künstlerischen Vision am nächsten gekommen.
In Großbritannien sind die Westminster Cathedral, in Frankreich die Basilika Sacré-Cœur de Montmartre und in den USA die Basilica of the National Shrine of the Immaculate Conception sowie die Cathedral Basilica in St. Louis bemerkenswert.

### Orientalisierender Historismus

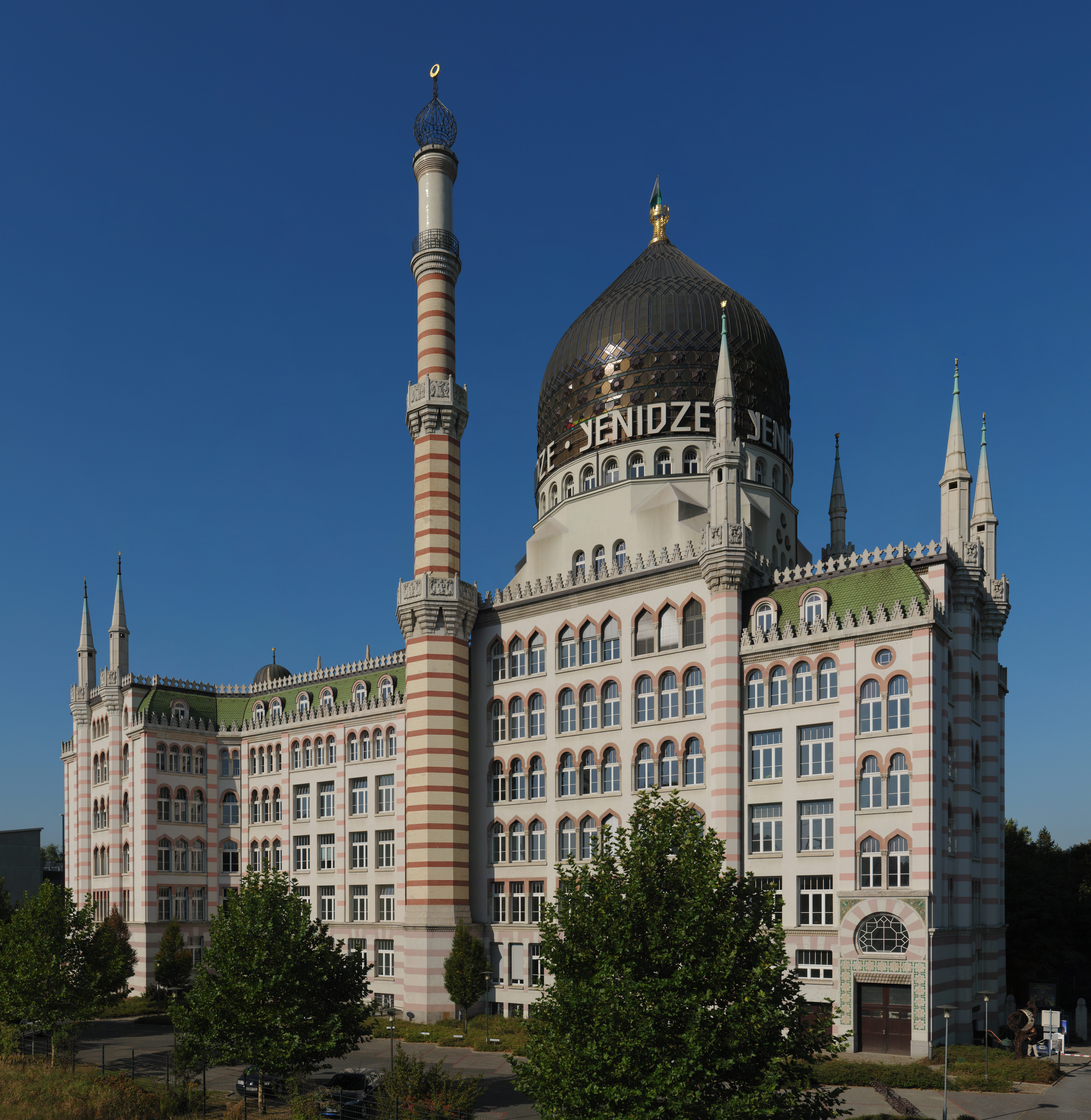
Fabrikgebäude der Zigarettenfabrik Yenidze in Dresden (1907–1909)

Eine eher selten gebrauchte Variante des Historismus war die Errichtung von Bauwerken im orientalisierenden Stil. Sie fand vornehmlich bei Bauten Anwendung, die nach dem Verständnis der Zeit eine Nahebeziehung zum Orient aufwiesen: bei Bauwerken von Unternehmen, die im Orienthandel tätig waren oder mit dem Orient assoziierte Waren produzierten wie die Yenidze-Tabakfabrik in Dresden, und bei bestimmten Varianten der Architektur der Freimaurer, wie sie sich vor allem in den USA entwickelten.
Häufig verwendet wurde der „maurische“ Stil für Synagogen, markante Beispiele sind die Große Synagoge in Budapest und die Neue Synagoge in Berlin. Weitere Beispiele für die Verwendung dieses Stils im außerreligiösen Bereich sind unter anderem: das Arsenal in Wien, die so genannte Zacherlfabrik in Wien-Döbling, die Parkanlage Wilhelma in Stuttgart und die Villa Crespi in Orta San Giulio. Doch auch schon im Barock kam es zu Bauten wie der „Moschee“ im Park von Schloss Schwetzingen und in anderen Schlossgärten.
Ein orientalisierender Palastbau ist der Royal Pavilion Brighton in England, der bis 1822 als exotische Mischung aus nahöstlichen, indischen und chinesischen Stilmotiven entstand. Bei öffentlichen Bauvorhaben in Britisch-Indien wurde häufig auf Elemente des Mogul-Stils zurückgegriffen, etwa beim Museum in Lahore oder dem Gateway of India in Mumbai.

### Neohistorismus
Über das Ende des Historismus, wie er im 19. Jahrhundert gebräuchlich war, kam es im 20. Jahrhundert zu weiteren historisierenden Strömungen in der Architektur, etwa dem Neoklassizismus, dem Sozialistischen Klassizismus, dem Heimatstil oder Heimatschutzarchitektur. Seit den 1980er Jahren zunehmend verbreitet ist der Neohistorismus, der die atmosphärischen Qualitäten historischen Bauens wieder gewinnen will.

## Historistische Architektur in Mitteleuropa

### Deutschland
Als erstes historistisches Bauwerk auf dem europäischen Kontinent gilt das Nauener Tor in Potsdam von 1755, das der Neogotik zuzurechnen ist.
In Deutschland bildete sich vor allem in Preußen mit Karl Friedrich Schinkel zunächst ein ausgeprägter Klassizismus aus. Mit den 1830er Jahren begannen stilistische Mischformen.
Als Initialbau des deutschen, „wilhelminischen“ Neobarock gilt eine Wohn- und Geschäftshaus-Bebauung am Beginn der ehemaligen Kaiser-Wilhelm-Straße in Berlin-Mitte (1887 von Cremer & Wolffenstein).

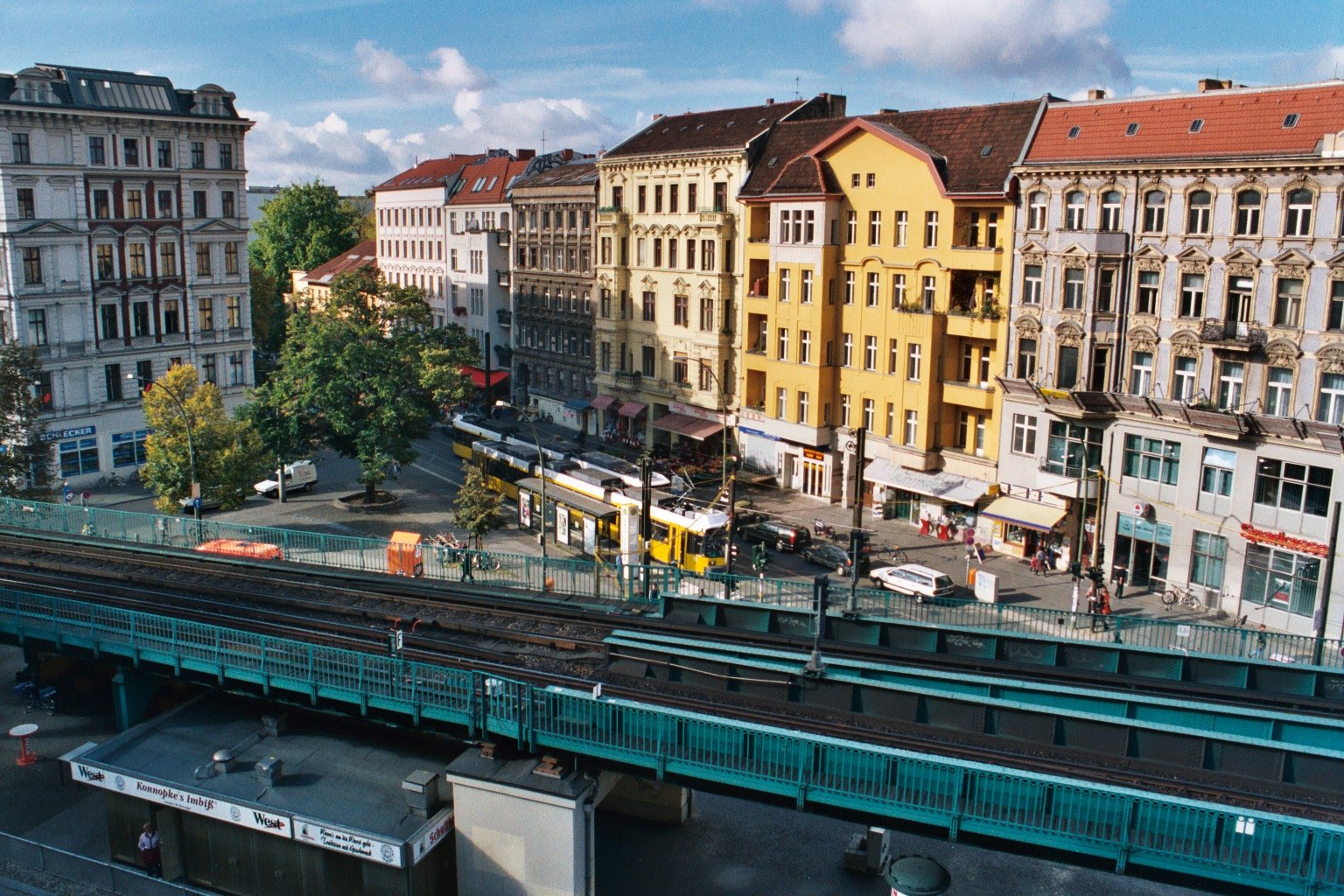
Prenzlauer Berg Berlin, Kastanienallee

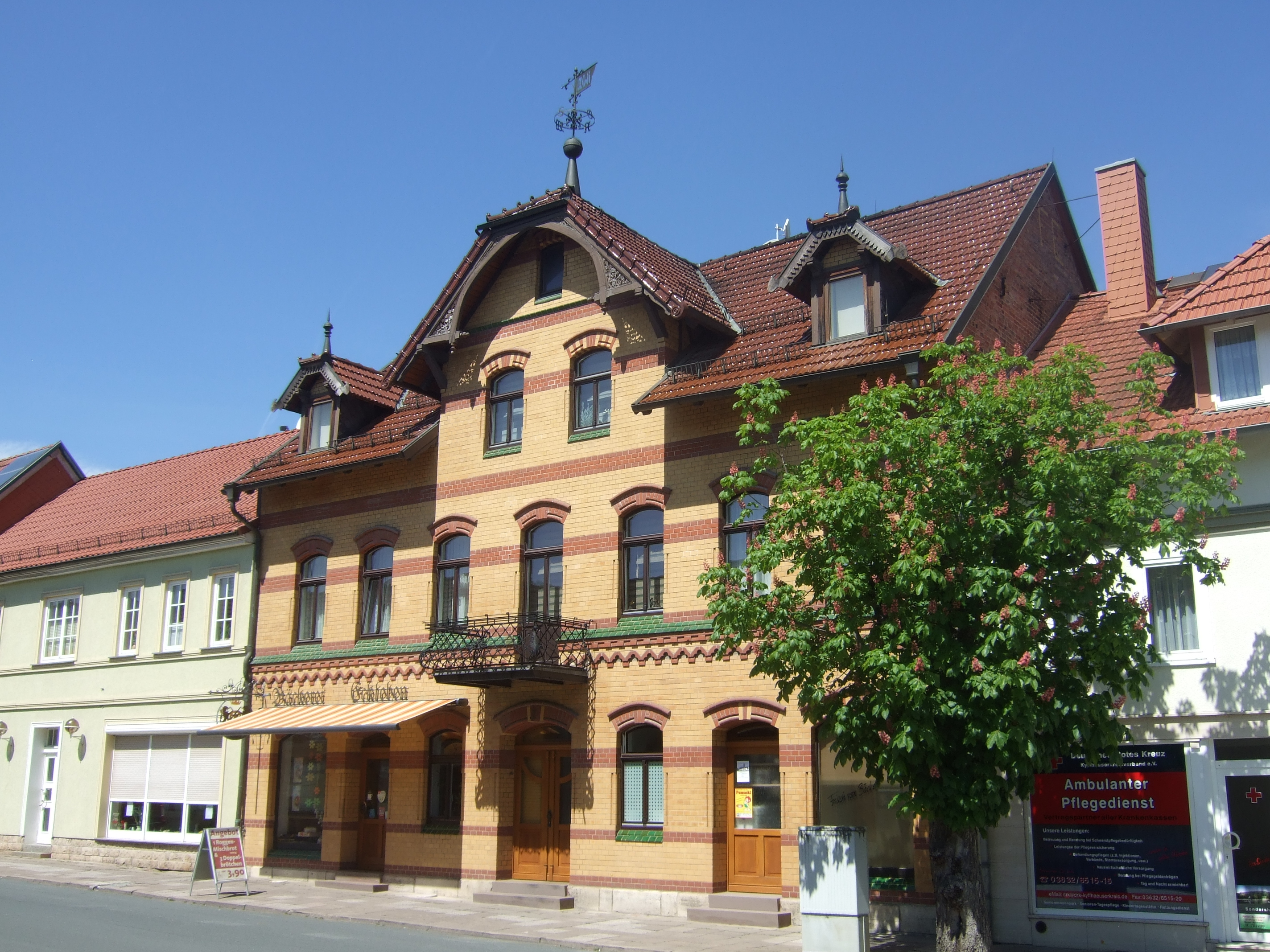
Historisches Wohn- und Geschäftshaus in Thüringen: Goethestraße 3 in Ebeleben

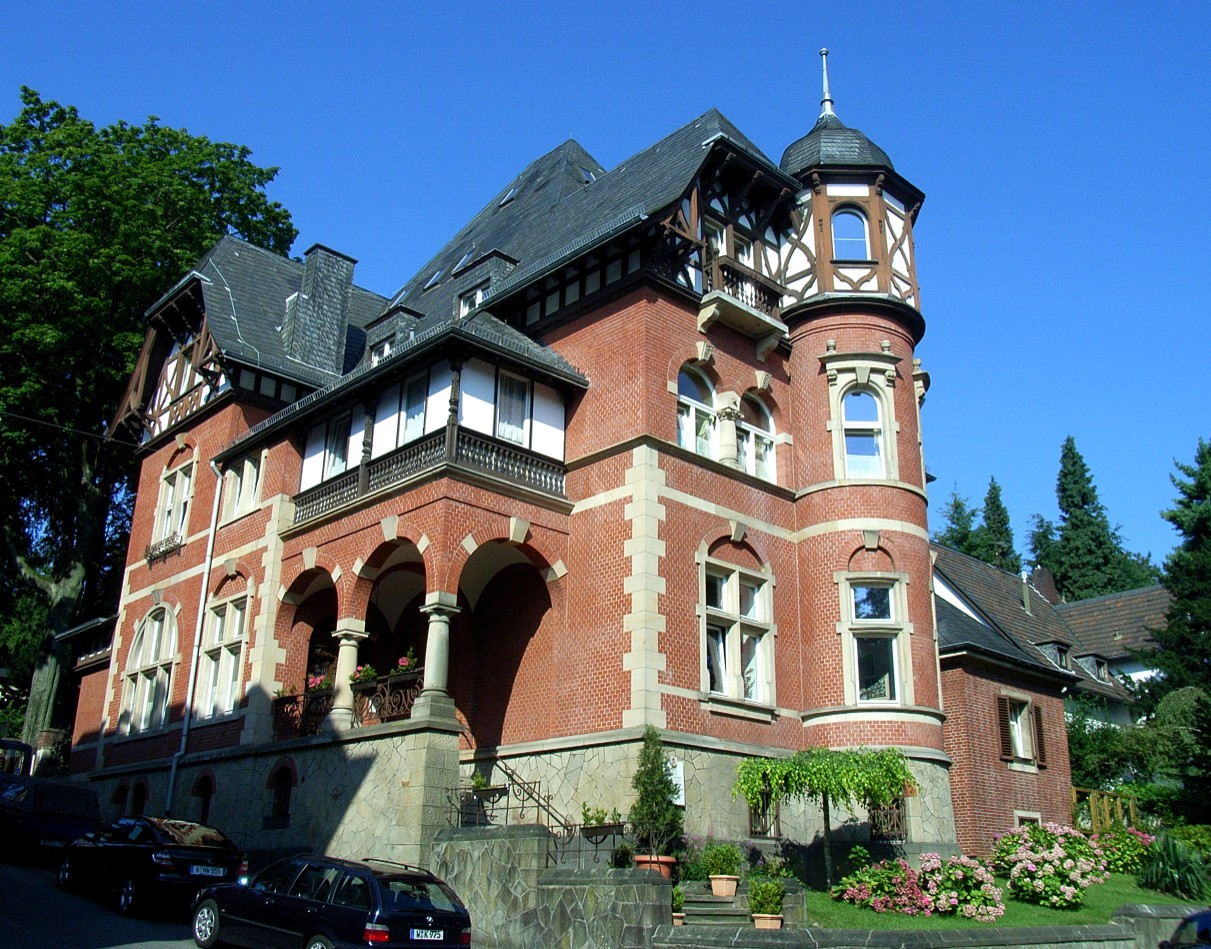
Eine der historistischen Villen des Briller Viertels in Wuppertal

Vom Krieg (und Zerstörungen der Nachkriegszeit) weitestgehend verschonte, ungewöhnlich geschlossen erhaltene Ensembles finden sich zum Beispiel in Berlin, wo die erhaltenen „Gründerzeitbauten“ am zahlreichsten sind – dort vor allem die „Arbeiterviertel“ Prenzlauer Berg, Friedrichshain, Neukölln und große Teile Kreuzbergs, aber auch repräsentative Straßenzüge rund um den Kurfürstendamm, Hamburg, der Bonner Südstadt, welche mit der Weststadt und Nordstadt als eines der größten zusammenhängenden „Gründerzeitviertel“ Deutschlands gilt, die Nordstadt und das Briller Viertel in Wuppertal, Chemnitz (z. B. Kaßberg und Schloßchemnitz), Görlitz, Fürth, die Erfurter Vorstädte, Leipzig (in den meisten Stadtteilen existiert noch geschlossene historistische Bebauung von hoher Qualität, z. B. das Waldstraßenviertel und das Musikviertel), Dresden, das mit der „Äußeren Neustadt“ ein großes „Gründerzeitviertel“ aufzuweisen hat, München, wo man vor allem in den Stadtteilen Altstadt-Lehel und Neuhausen-Nymphenburg viele „Gründerzeitbauten“ findet, Hannover-List, Östliches Ringgebiet in Braunschweig und auch in Straßburg, das über eine umfangreiche geplante Neustadt aus der Kaiserzeit verfügt. Die Innenstadt von Halle gilt als das größte zusammenhängende Wohngebiet dieser Epoche. Erheblichen gründerzeitlichen Häuserbestand, teil in flächenhaften Ensembles (Gärten hinter der Veste und St. Johannis (Nürnberg)) weisen auch noch Nürnberg und Fürth trotz erheblicher Kriegsverluste auf. In Nürnberg existierte als Besonderheit mit dem Nürnberger Stil auch eine ortstypische Sonderausprägung des Historismus.
Wiesbaden ist neben Braunschweig und Berlin die einzige Stadt, die einen nahezu komplett erhaltenen Stadtring vorweisen kann. Der Kaiser-Friedrich-Ring auf der Wiesbadener Ringstraße gleicht zu 100 Prozent der Situation von 1907. Ebenfalls eine reiche Bausubstanz weisen die Wiehre in Freiburg im Breisgau sowie der Bielefelder Westen und das Musikerviertel auf.
Auch in Ostdeutschland findet sich in zahlreichen Städten trotz des Flächenbombardements im Zweiten Weltkrieg noch Bausubstanz aus der Gründerzeit. So haben Städte wie Rostock (Villenviertel südlich der Innenstadt und Mietskasernen westlich der Innenstadt), Magdeburg (Gegend um den Hasselbachplatz), Chemnitz, Dresden (Äußere Neustadt) und Dessau (rund um die Heinrich-Heine-Straße), die von allen ostdeutschen Städten am schlimmsten von Bombenangriffen getroffen wurden, immer noch erhaltene „Gründerzeitviertel“ oder „-straßen“. Sie sind zum größten Teil saniert. In den letzten Jahren sind in zahlreichen ostdeutschen Städten im Rahmen des Stadtumbau-Ost-Programms gegen Widerstände von Denkmalpflegern und aus der Bevölkerung zahlreiche Baudenkmale dieser Epoche abgerissen worden, so in Leipzig 446 eigentlich denkmalgeschützte Bauten in den Jahren 1990 bis 2006. Gegenwärtig erfährt Chemnitz massive Eingriffe in sein gründerzeitliches Bauerbe. Erhebliche Verluste „gründerzeitlicher“ Bausubstanz sind in zahlreichen westdeutschen Städten wie Köln, Kassel, Mannheim, Ulm, Nürnberg, Würzburg, Braunschweig, Koblenz sowie im gesamten Ruhrgebiet zu beklagen.
Weitere historistische Bauwerke in Deutschland:
- Alte Oper in Frankfurt
- Berliner Dom

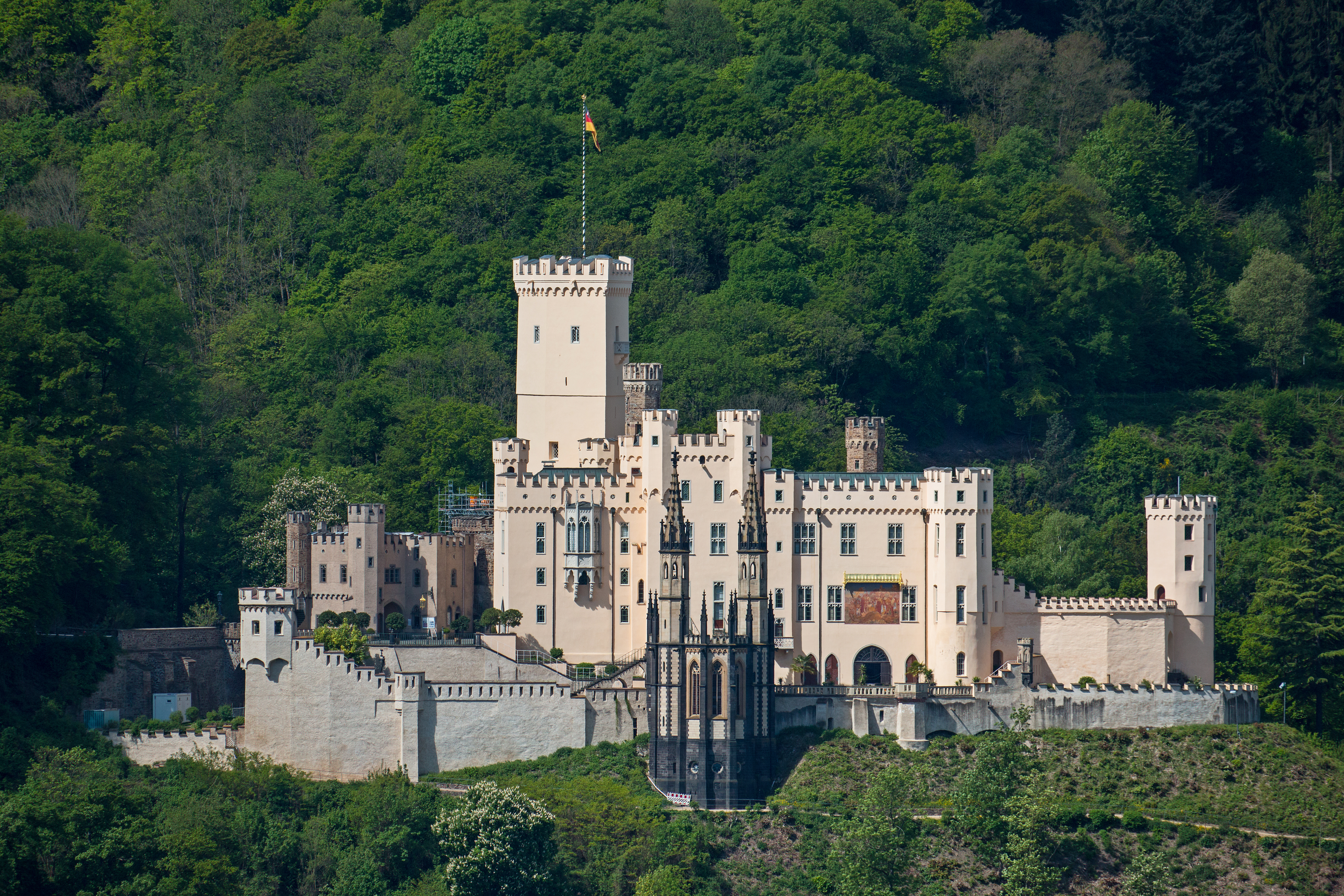
Schloss Stolzenfels bei Koblenz, Inbegriff der Rheinromantik im Welterbe Oberes Mittelrheintal

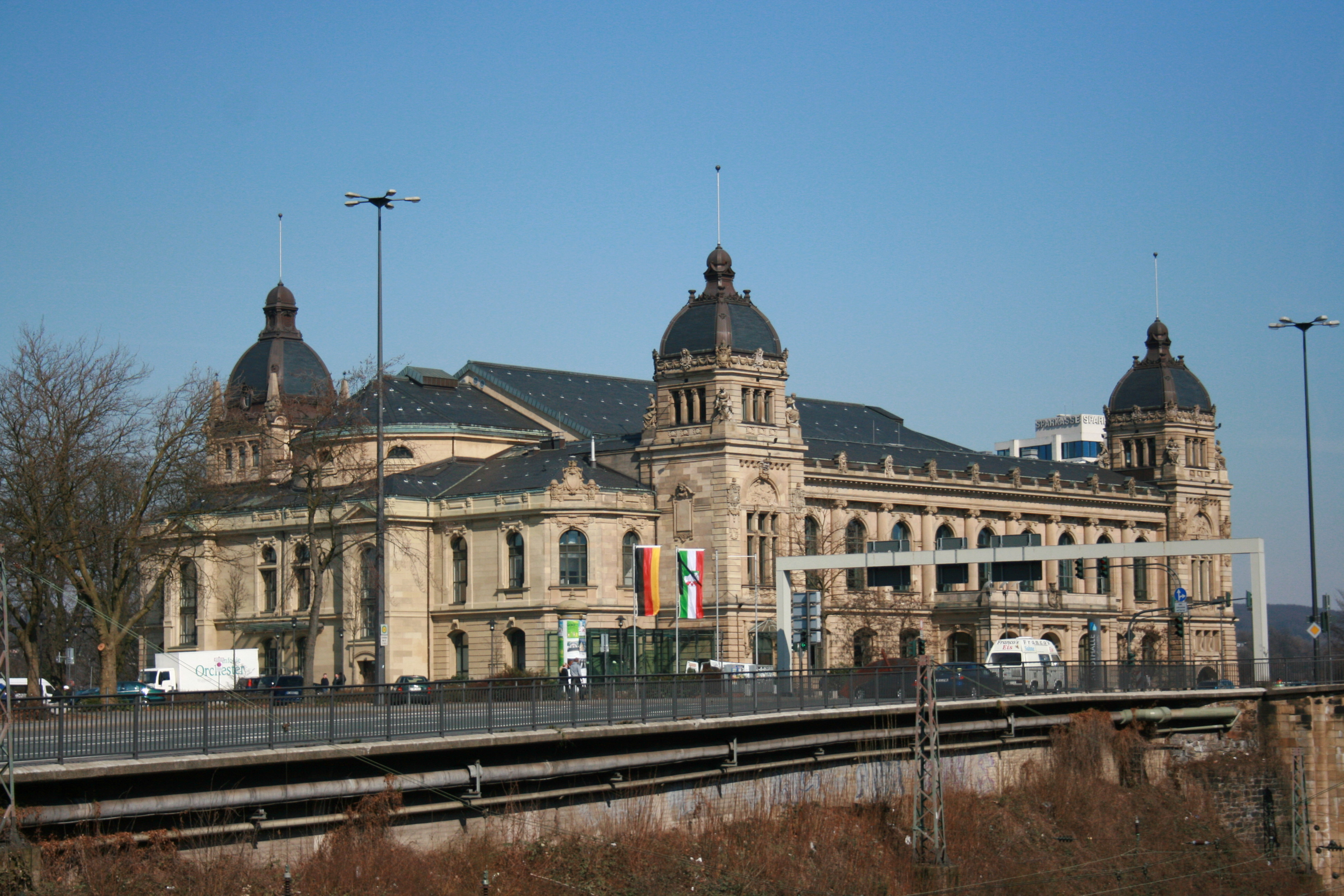
Sandsteinfassaden prägen die Historische Stadthalle Wuppertal aus der Neorenaissance

- Evangelische Stadtkirche (Wanfried)
- Feldherrnhalle in München
- Neues Rathaus (München)
- Gemäldegalerie Dresden
- Laeiszhalle in Hamburg
- Mutterturm Landsberg am Lech
- Neues Rathaus Hannover
- Neues Rathaus Leipzig
- Rathaus Hamburg
- Prinz-Max-Palais in Karlsruhe
- Ravensberger Spinnerei in Bielefeld
- Reichsgerichtsgebäude Leipzig
- Reichstagsgebäude in Berlin
- Schloss Drachenburg bei Königswinter
- Schloss Marienburg bei Pattensen
- Schloss Neuschwanstein bei Füssen
- Schloss Stolzenfels bei Koblenz
- Schweriner Schloss
- Semperoper in Dresden
- Historische Stadthalle Wuppertal
- St.-Lukas-Kirche in München
- Universitätsbibliothek Leipzig
- St. Paul in München

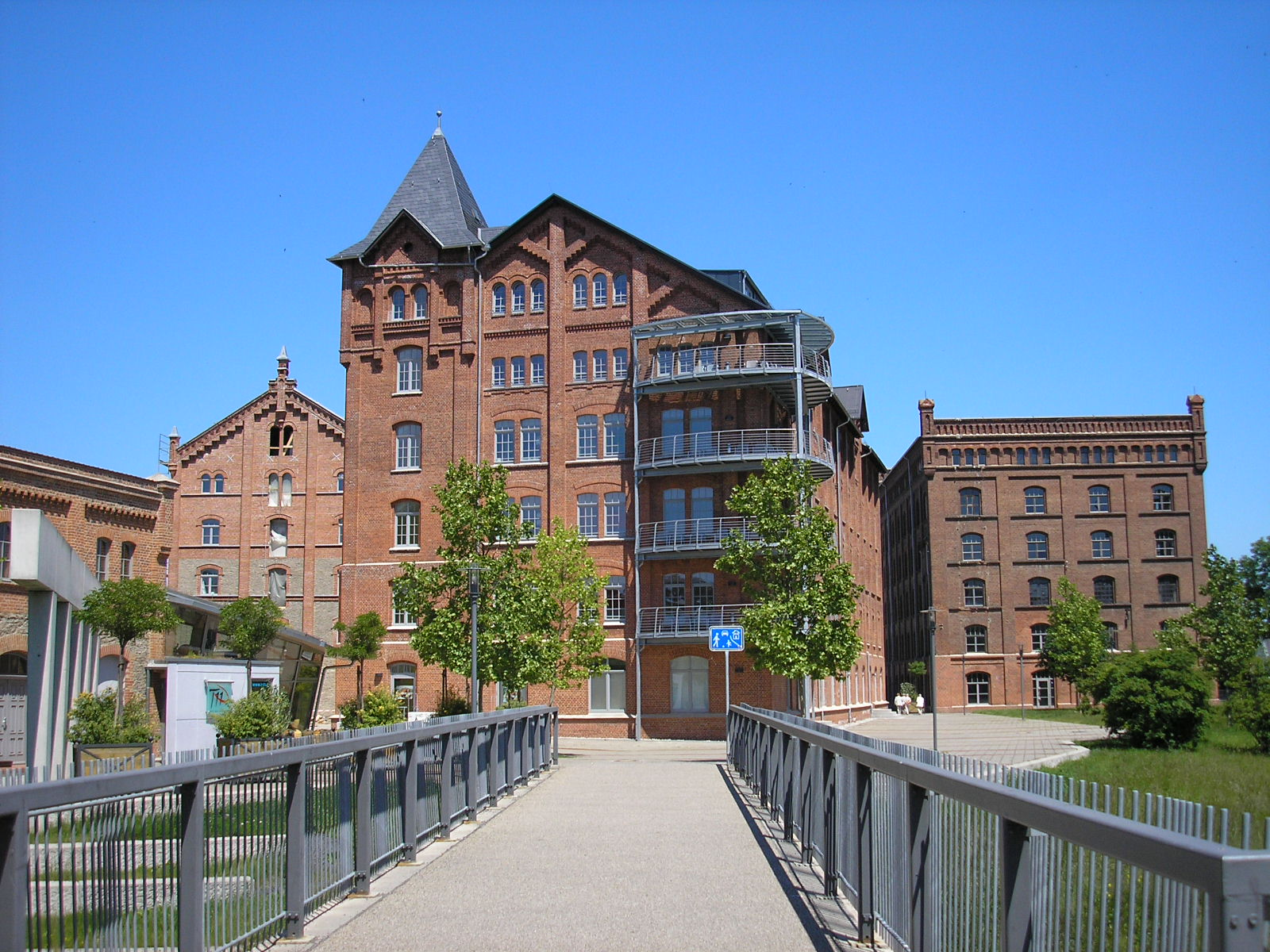
Auch viele Industriegebäude tragen historistische Stilmerkmale – z. B. in Pößneck

Der Historismus hatte nach dem Ersten Weltkrieg keine besondere Wertschätzung mehr. Der Rückgriff auf ältere Stile wurde als mangelnde Eigenständigkeit interpretiert. Diese geringe Wertschätzung führte zu einem großen Verlust an Substanz in Deutschland während und nach dem Zweiten Weltkrieg. Zahlreiche Bauwerke gingen durch den Bombenkrieg verloren, aber durch die recht neue Bausubstanz und gute Ausführung waren auch viele beschädigte Gebäude reparabel. Dennoch wurden sie oft nicht wiederhergestellt, sondern bewusst abgebrochen und durch Neubauten ersetzt oder modernisiert, sprich ihrer Dekoration beraubt (Entstuckung). Später hat sich dies jedoch wieder geändert, wie z. B. die mit größtem Aufwand betriebene Restaurierung des Reichsgerichtes in Leipzig beweist.
Die aufwändige Innenausstattung vieler katholischer Kirchen der Neugotik wurde im Zuge der Umgestaltung gemäß dem zweiten Vatikanischen Konzil vielfach beseitigt und zerstört, weil man deren Stil als Schreinergotik abtat.
Eine Besonderheit stellen die „gründerzeitlichen“ Villenkolonien dar, die ab Mitte des neunzehnten Jahrhunderts angelegt wurden. Während die Bauareale nach klassischen stadtplanerischen Gesichtspunkten durchgeplant und erschlossen wurden, wurden den einzelnen Bauherren lediglich wenige städtebauliche Vorgaben gemacht. Dementsprechend entstanden Gebiete mit vielfältigsten Spielformen der Architektur des Historismus, die auf die Repräsentationsansprüche des gründerzeitlichen Bürgertums abgestimmt waren. Herausragende Beispiele und Vorbild für viele spätere Anlagen waren die Villenkolonien in Lichterfelde bei Berlin, die ab etwa 1850 entstanden. Lichterfelde-West ist bis heute weitgehend erhalten und steht nach Jahren des Mietwohnungsbaus auf Grundstücken zerstörter Villen inzwischen großflächig unter Denkmalschutz. Auch in Bonn-Bad-Godesberg, Hamburg-Marienthal, Wiesbaden, Wuppertal-Elberfeld, Weimar, Eisenach oder Potsdam finden sich noch ausgedehnte alte Villenkolonien, in fast allen Großstädten gibt es bis heute noch kleinere Quartiere oder wenigstens Reste derselben. Beispielhaft sind auch die Dresdner Villen oder die im Westen Dresdens liegenden Radebeuler Villenstadtteile Oberlößnitz und Niederlößnitz.
Auf dem Wohnungsmarkt sind heute die Wohnhäuser des späten Historismus wieder sehr begehrt und werden von der Immobilienbranche gerne pauschal als Jugendstil-Haus vermarktet, auch wenn das angebotene Objekt meist keine oder kaum Merkmale des Jugendstils aufweist. In einigen deutschen Städten gibt es noch große geschlossene Gebiete dieser Art, zum Beispiel große und repräsentative Etagenhäuser in Hamburg-Eppendorf und Villen rund um die Außenalster.

### Länder der Donaumonarchie

#### Österreich

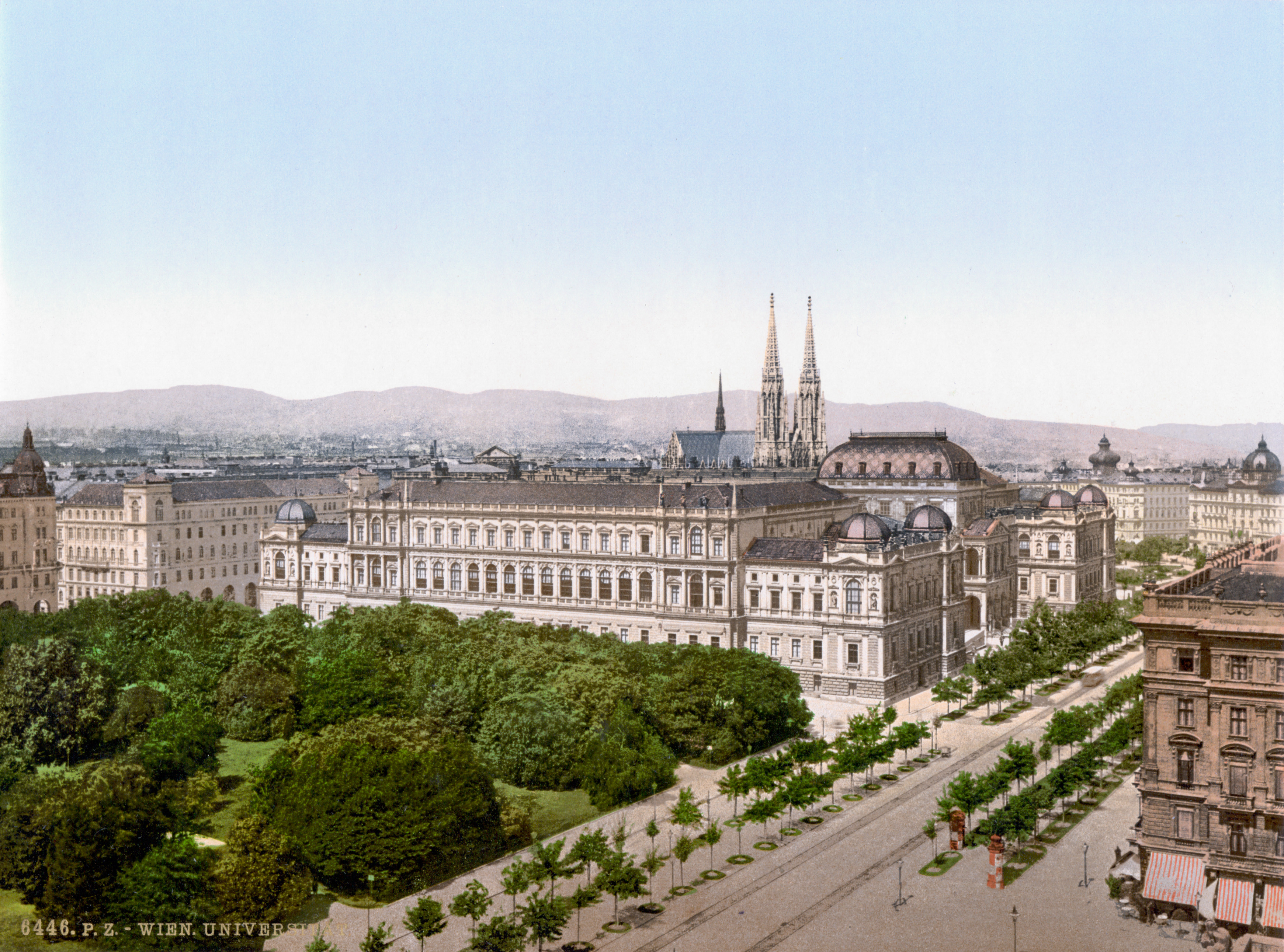
Historistisch geprägtes Stadtbild in Wien um 1900: Universität im Neorenaissance-Stil (1877–1884), im Hintergrund die neugotische Votivkirche (1856–1879)

Der Historismus ist nach wie vor als Wiener Historismus der dominierende Stil in Wien, nach dessen Muster ganze Stadtviertel errichtet wurden. Es gab zwei Höhepunkte der Bautätigkeit: beim Bau der Ringstraße, der in den 1860er Jahren begonnen wurde und den Ringstraßenstil prägt, und bei der Regulierung des Wienflusses um 1900, bei der allerdings teilweise auch schon im Jugendstil gebaut wurde. Außerhalb von Wien gibt es nur in Graz und Linz größere vom Historismus geprägte Stadtviertel.
Eine bedeutende Richtung des Späthistorismus in Österreich, die vorrangig im Villen-, Hotel- und Sanatoriumsbau eingesetzt wurde, ist der auch in der Schweiz vertretene Heimatstil. Dieses Stilphänomen wurde auch als Tirolerhaus-, Laubsäge-, Schweizerhaus- oder Fachwerkstil bezeichnet, bzw. nach einzelnen Charakteristika in diese Gruppen unterteilt. Sehenswerte Bauten finden sich vorwiegend in den Kurorten der k.u.k. Monarchie, wie etwa Bad Ischl oder Reichenau an der Rax und entlang der Südbahnstrecke. Zu erwähnen ist hier der Semmering mit seiner Villenkolonie und dem Südbahnhotel. Analog zu den großen und luxuriösen Hotelbauten wurden um 1900 in Österreich auch die Kuranstalten gerne im Heimatstil ausgeführt. So waren die berühmten österreichischen Lungensanatorien des östlichen Alpenvorlandes, wie etwa das Henriette Weiss-Sanatorium, das Sanatorium am Hochegg oder das Sanatorium Wienerwald durchgehend im Heimatstil errichtet.
Der Wiener Historismus lebte in der Donaumonarchie, wo er sozusagen zum „Reichsstil“ wurde, bis 1914 weiter (Prag, Laibach, Agram etc.). Um 1900 war Neobarock der häufigste Baustil, der auch „patriotisch“ konnotiert war: mit ihm knüpfte man (unter dem Etikett Maria-Theresien-Stil) vermeintlich an das 18. Jahrhundert und dessen Kulturblüte in Österreich an.
Romantische Vorstellungen ließen hier, wie auch in anderen Ländern zahlreiche Burgen, so Burg Liechtenstein und Burg Kreuzenstein wiederentstehen.

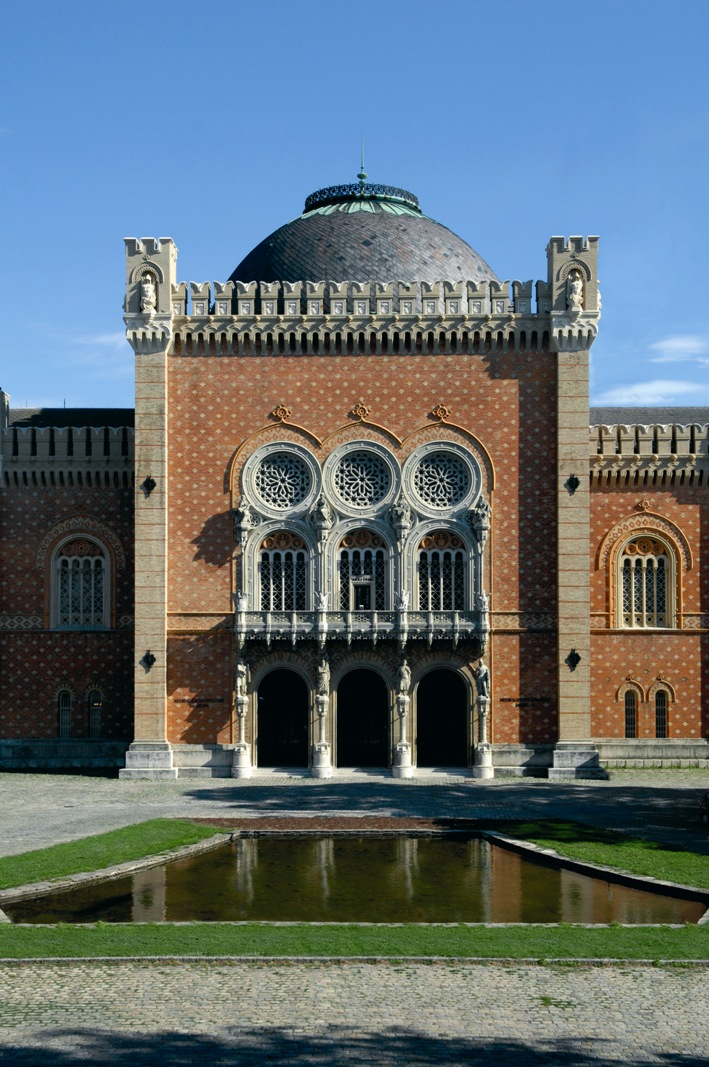
Heeresgeschichtliches Museum, neobyzantinisch, neugotisch, 1850–1856
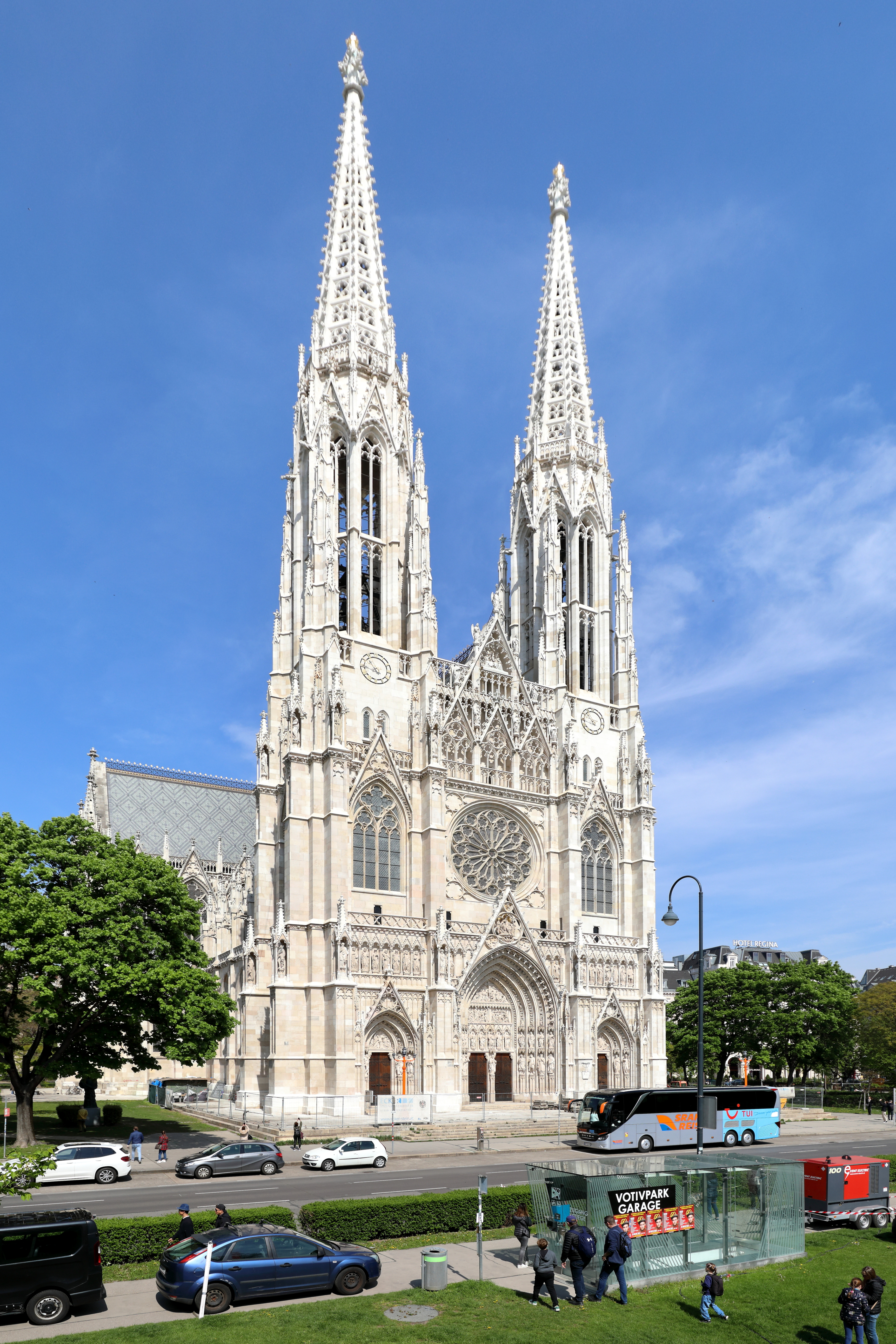
Wiener Votivkirche, neugotisch 1856–1879
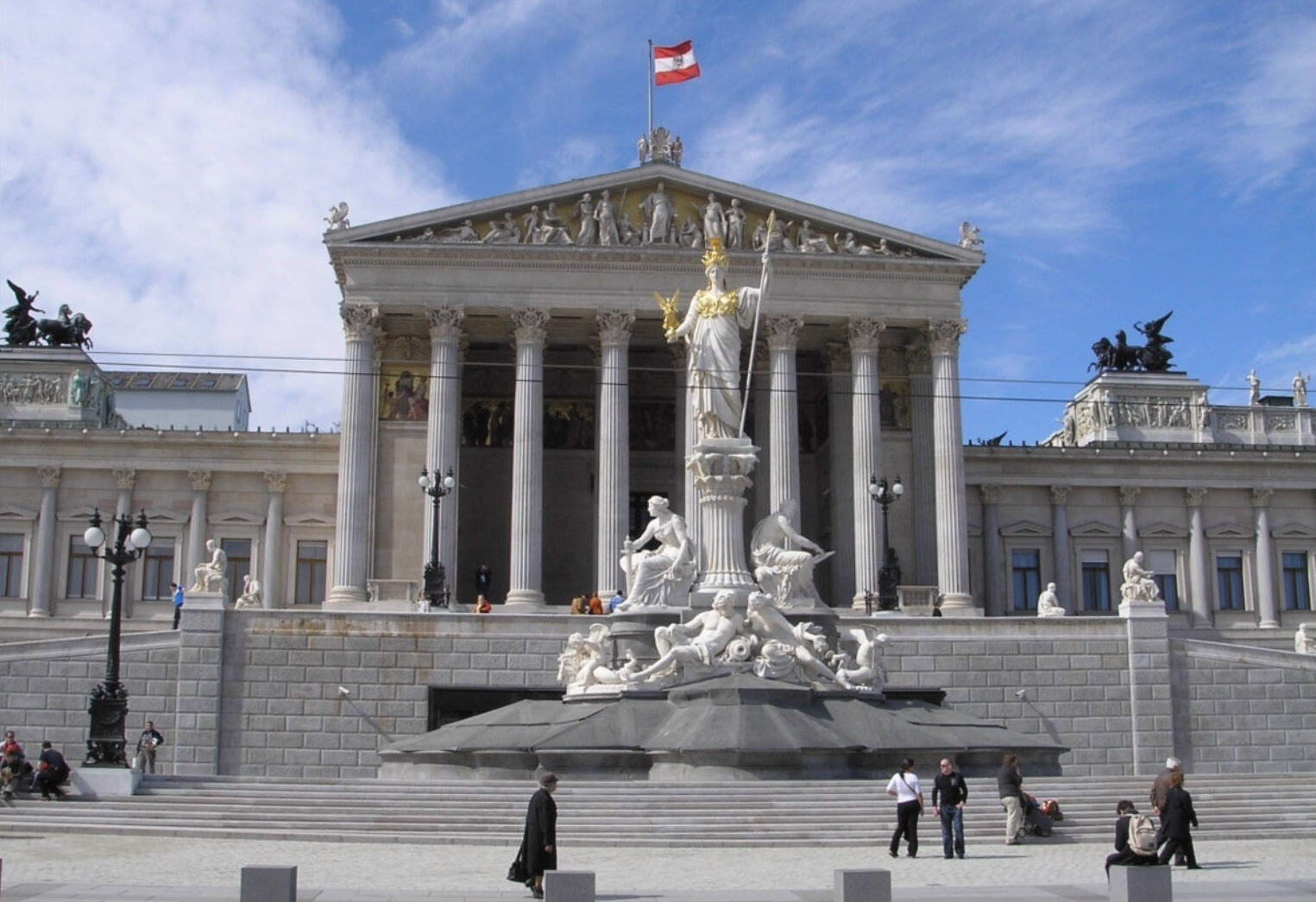
Parlament, neoklassizistisch (auch neuhellenisch) 1873–1884
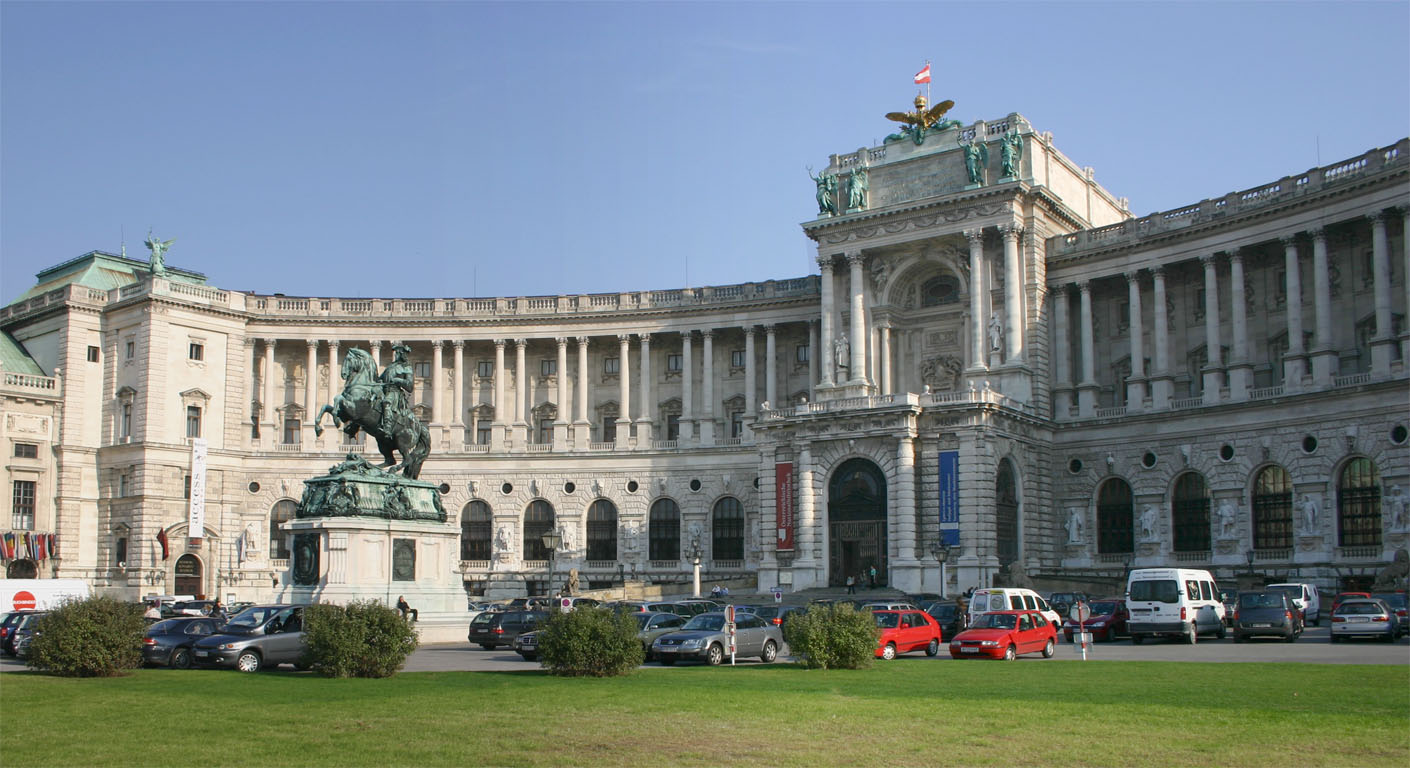
Hofburg (Neue Burg), neobarock ab 1869
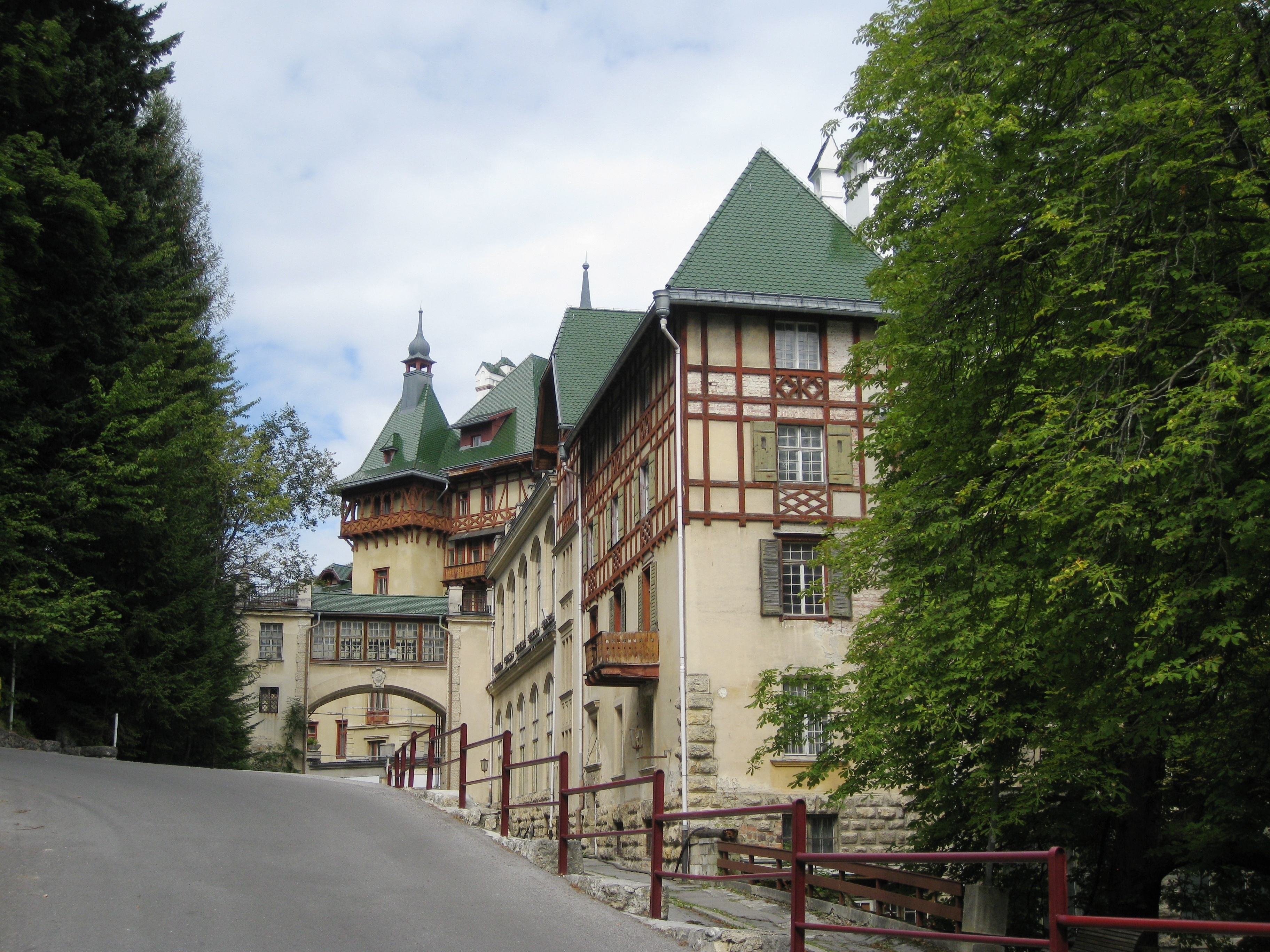
Semmering, Südbahnhotel, Heimatstil-Mischung, 1882
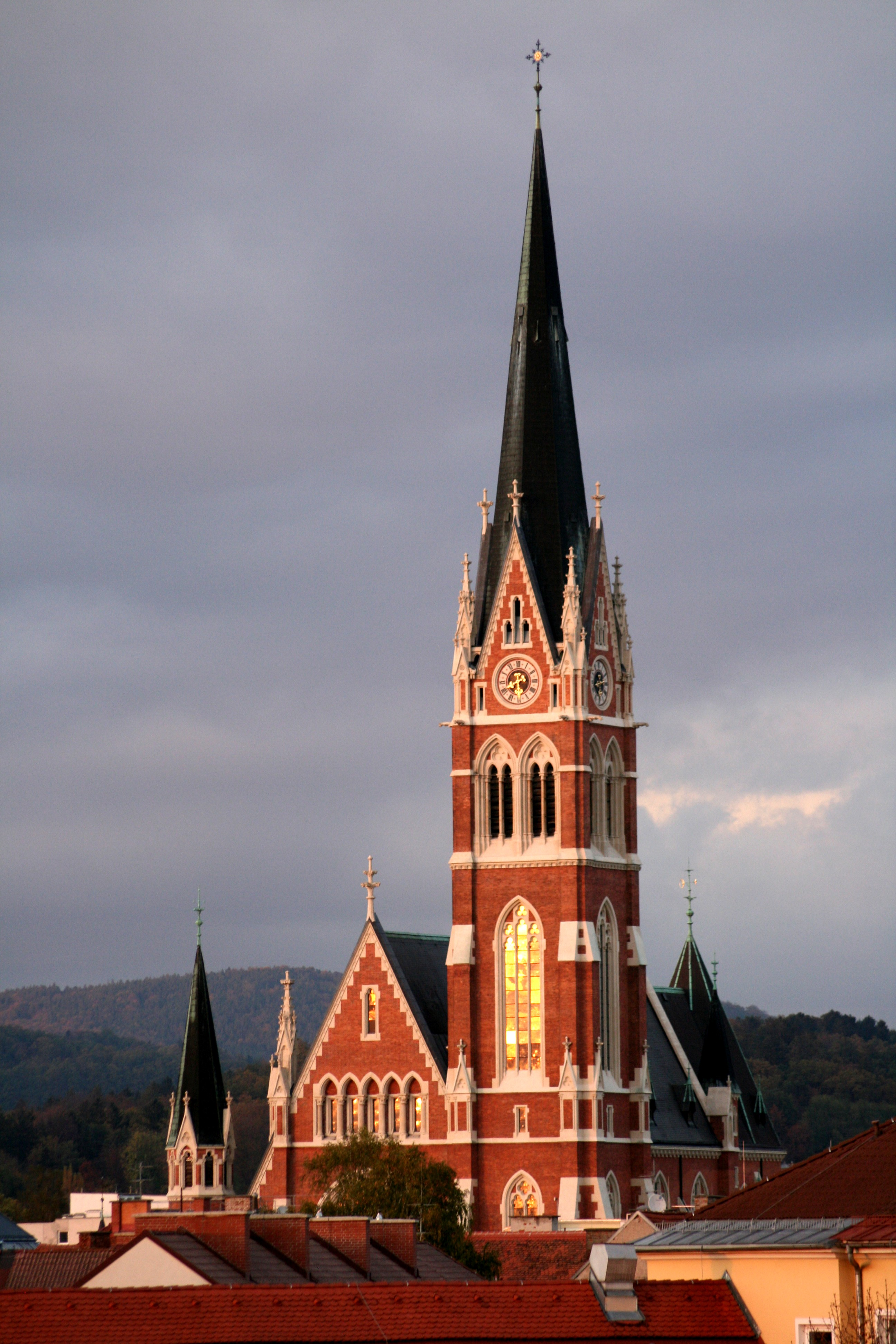
Herz-Jesu-Kirche in Graz, Neogotik
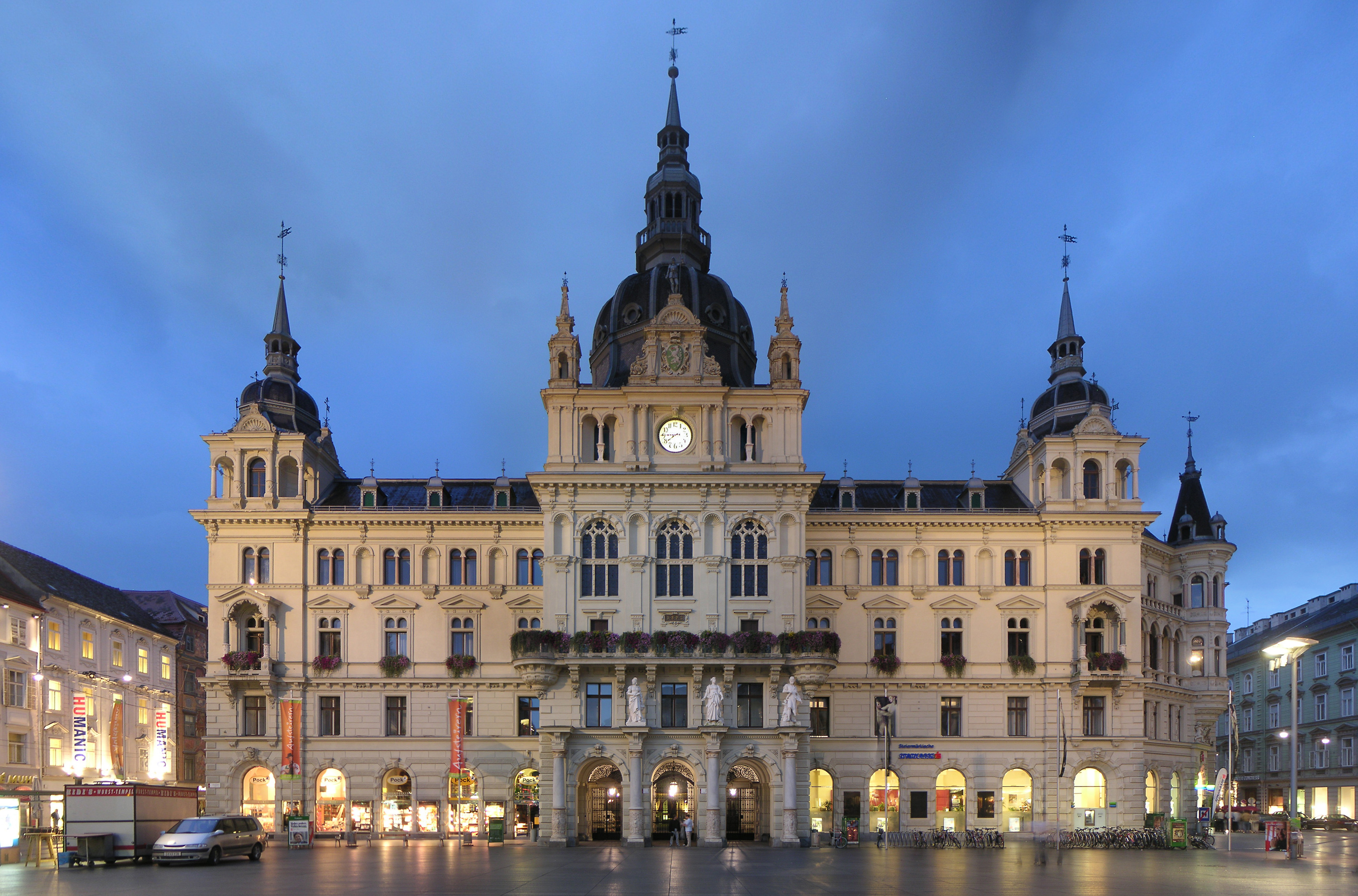
Grazer Rathaus
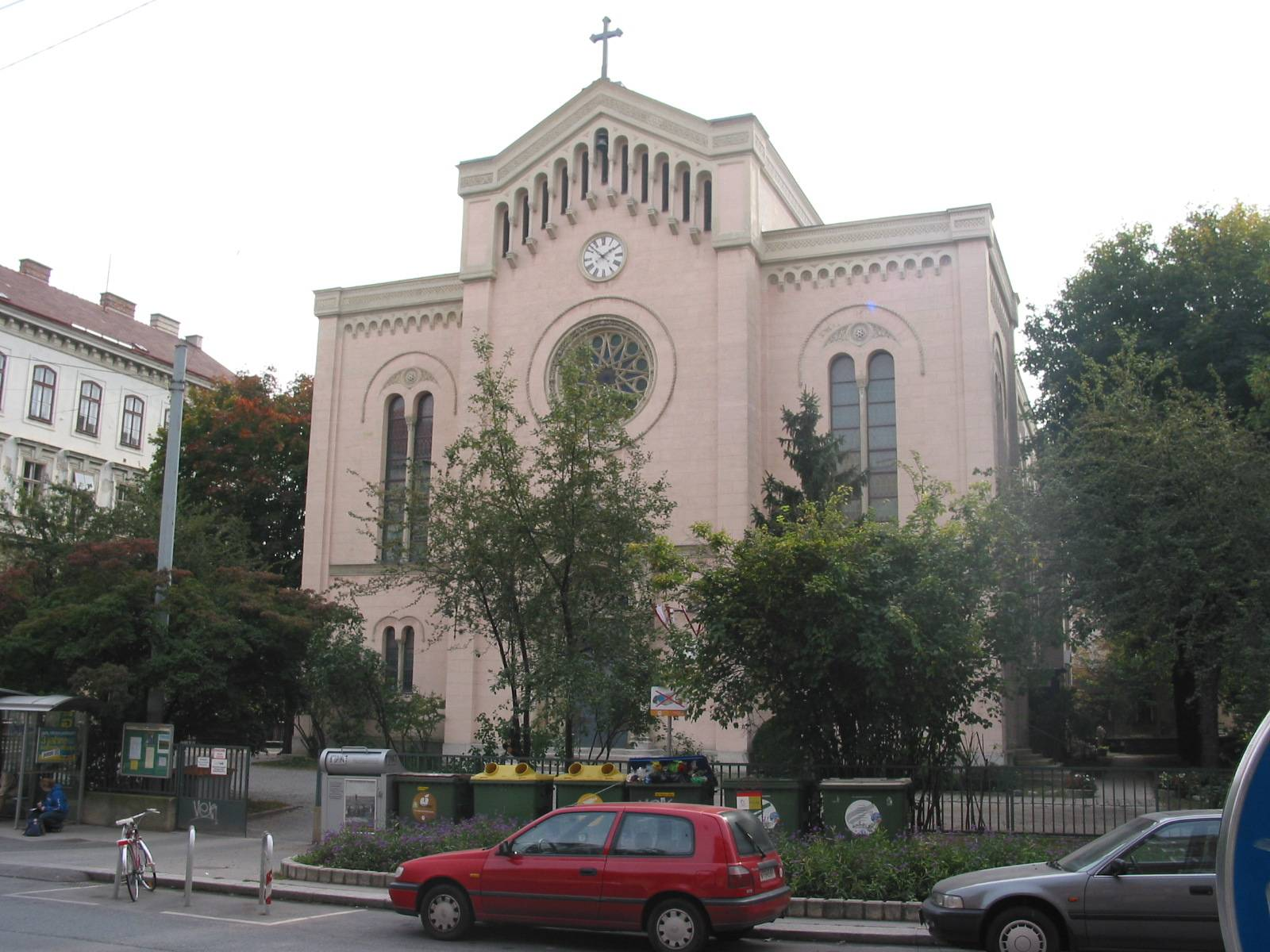
Gustav-Adolf-Kirche in Wien, neuromanische, islamische und neubyzantinische Elemente; geweiht 1849

#### Ungarn
Auch in Ungarn und vor allem im damals rasant wachsenden Budapest wurden zahlreiche Gebäude im historistischen Stil entwickelt. Eines der repräsentativsten und größten Bauten der Neugotik ist das ungarische Parlamentsgebäude. Die neugotische Gestaltung setzt sich auch im Inneren mit historistischen Gemälden, Skulpturen und Fenstern fort, die die ungarische Geschichte nachzeichnen.
Ein historistisches Ensemble, hauptsächlich im Neorenaissance-Stil, stellt auch die Andrássy út (Andrássy-Straße) dar.
Im Gebäudekomplex der Burg Vajdahunyad findet man fast jeden Baustil des Historismus auf engerem Raum, vom romanischen Stil über die Gotik und Renaissance bis zum Barock.
Im Sakralbau wurden sowohl viele Kirchen (z. B. die Marienbasilika (Budapest), die Herz-Jesu-Kirche (Kőszeg), die Evangelische Kirche (Erzsébetváros) oder die Ursulinenkirche (Sopron)) als auch eine Reihe von Synagogen in historistischen Stilen erbaut (siehe die Liste von Synagogen in Ungarn). Zudem erfolgten eingreifende Umbauten von bestehenden Kirchen in diesen Stilen, etwa bei der Matthiaskirche (Budapest).

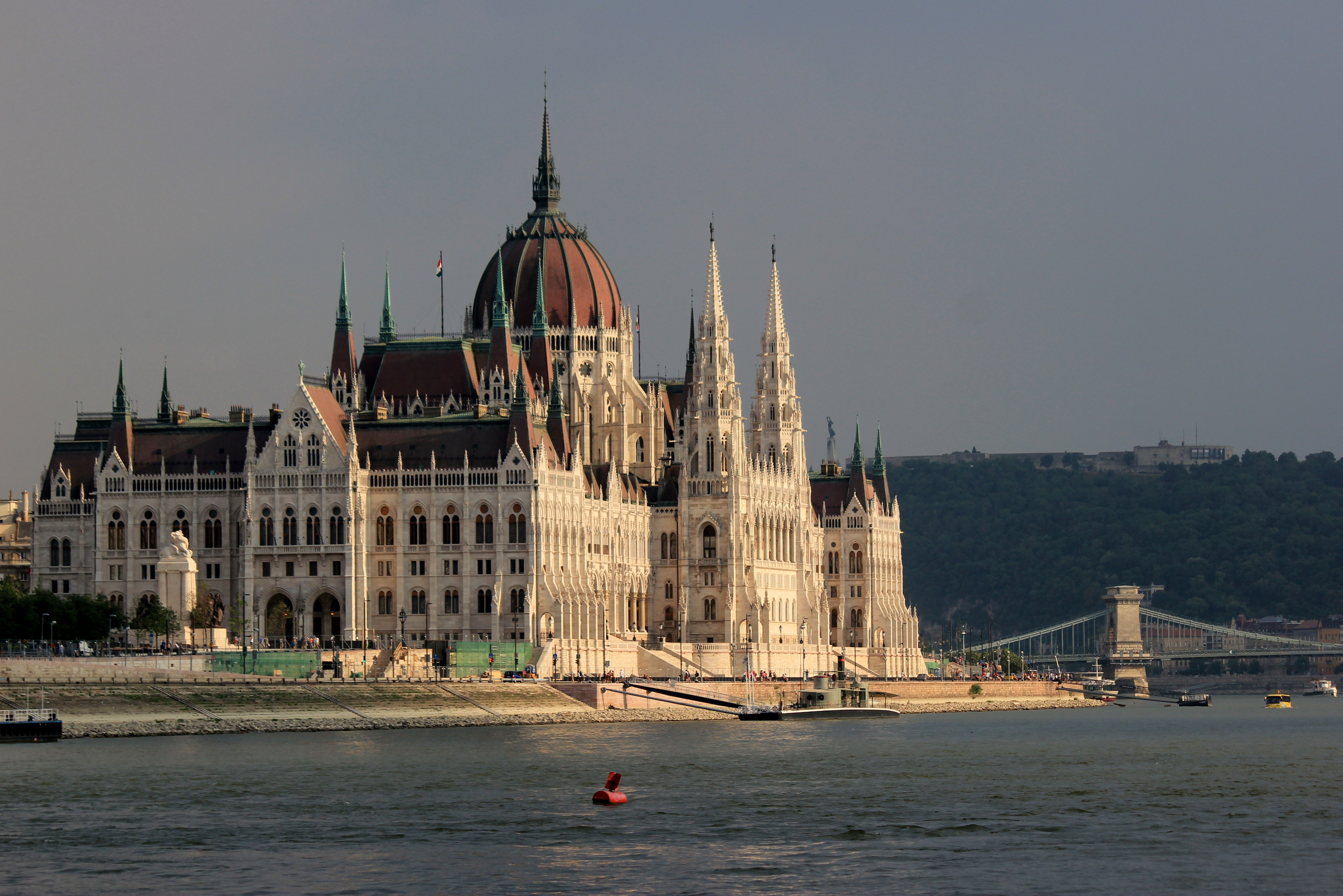
Ungarisches Parlamentsgebäude, Neogotik
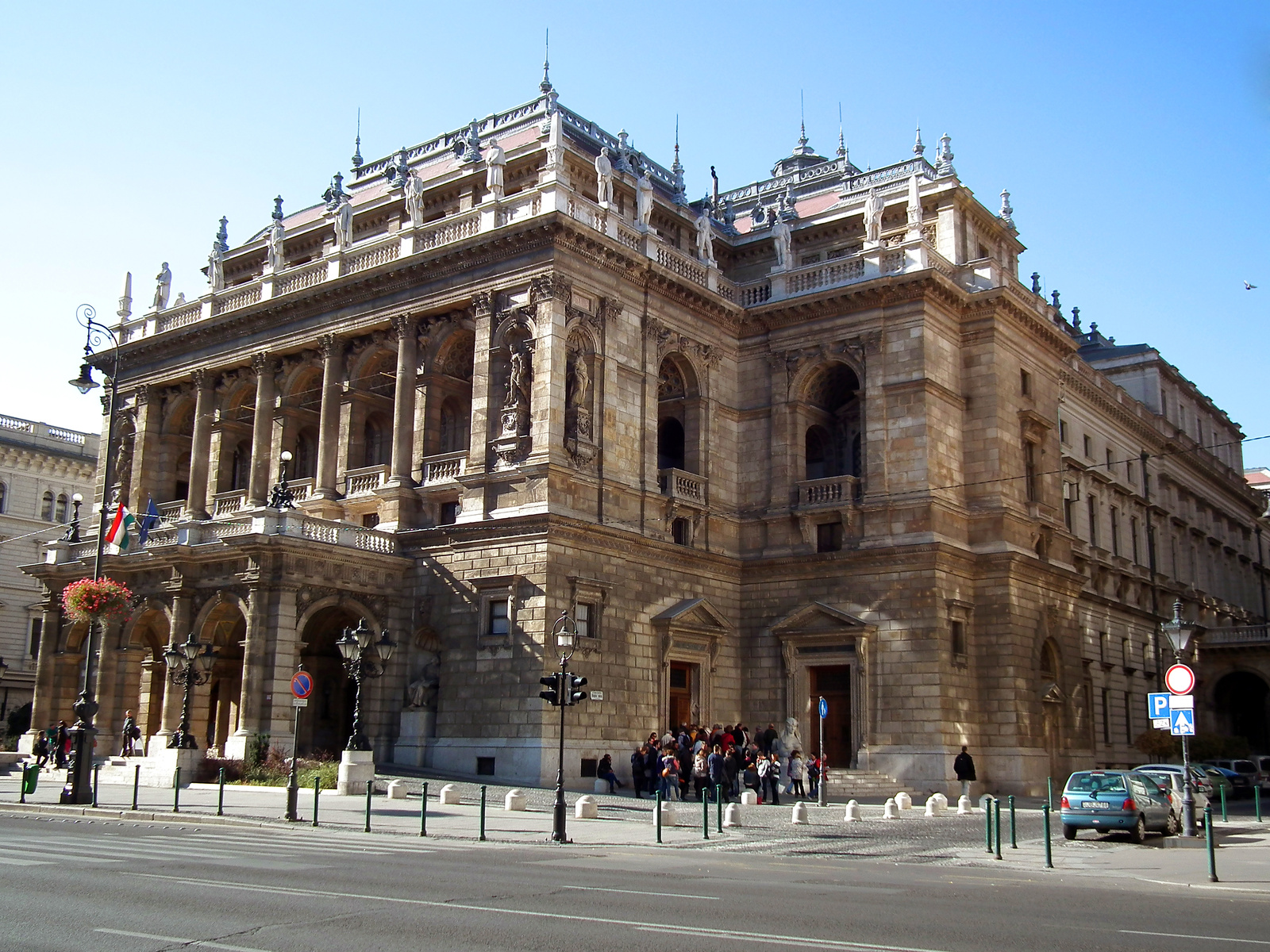
Die Ungarische Staatsoper in der Andrássy út, Neorenaissance
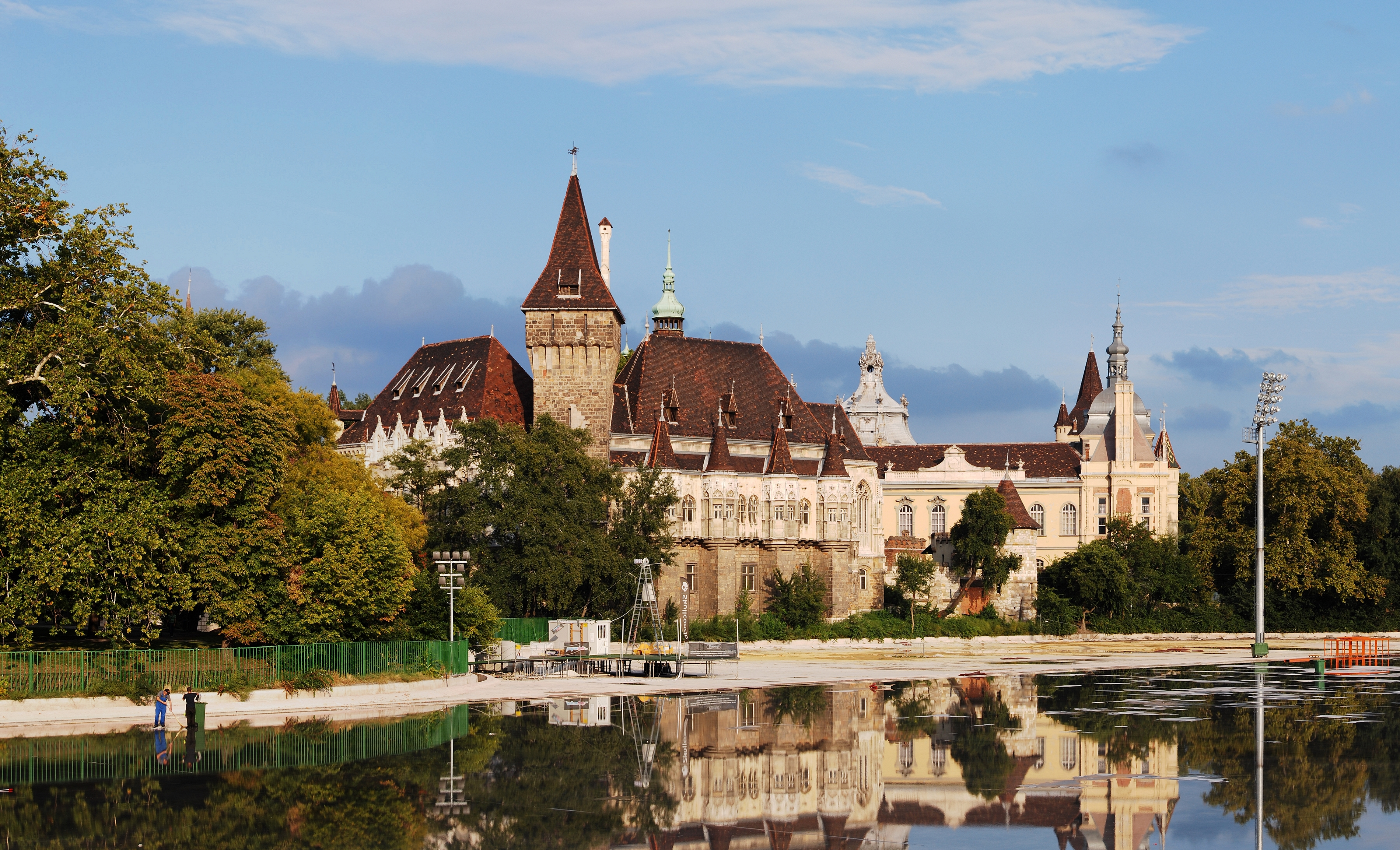
Burg Vajdahunyad (2013), verschiedenste Stile
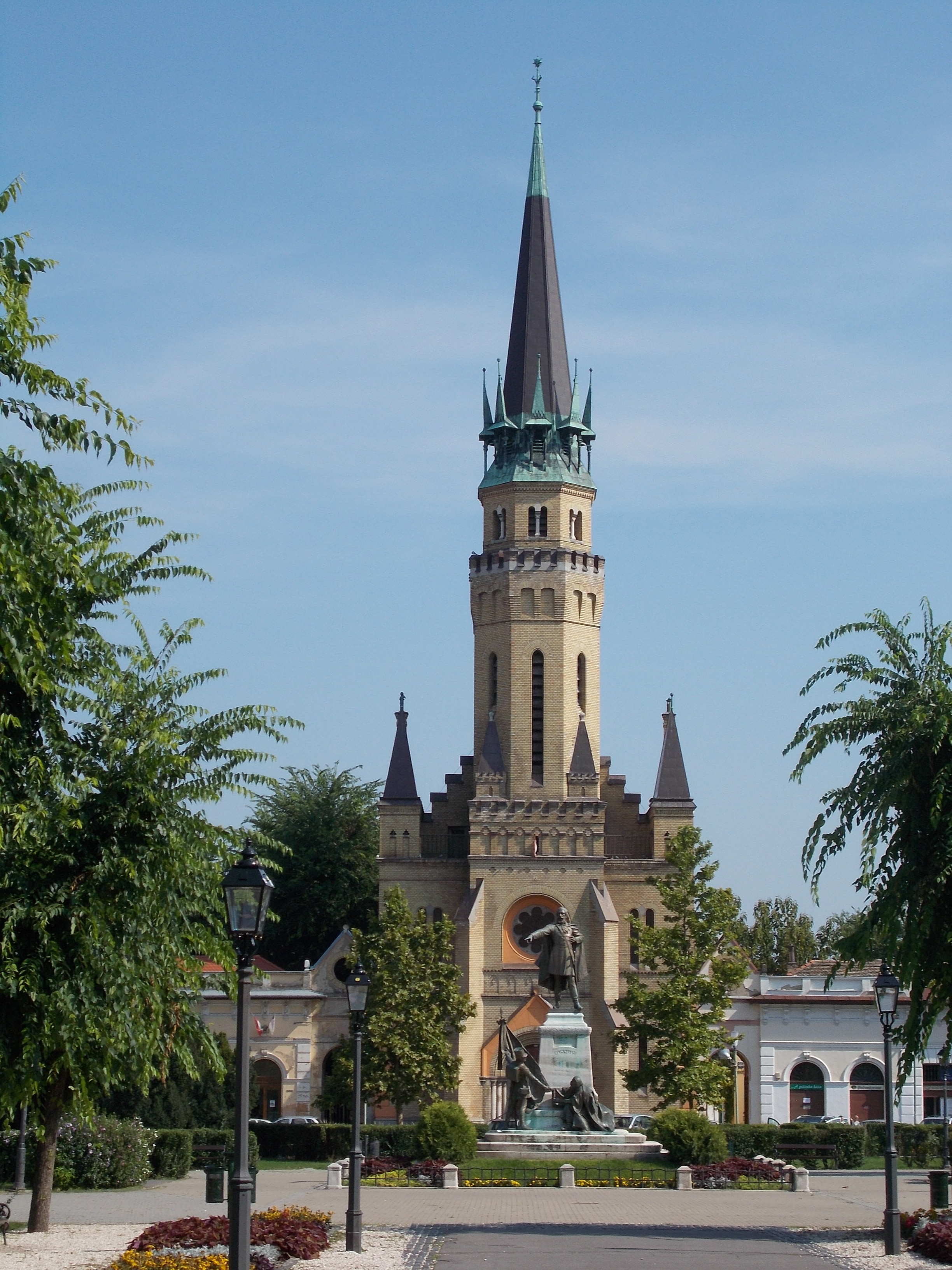
Evangelische Kirche in Gödöllő, Neogotik
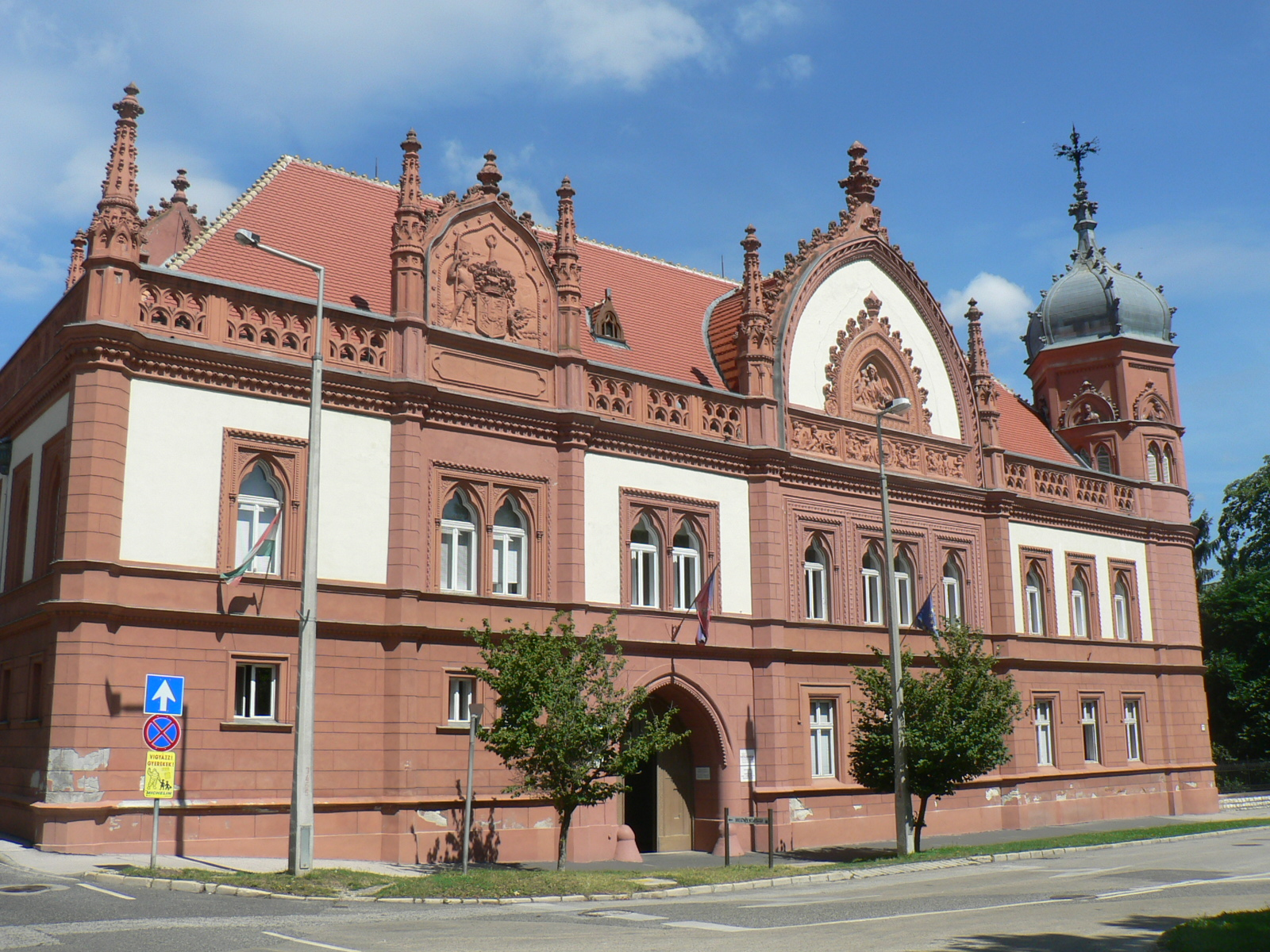
Bibliothek in Veszprém, Neogotik
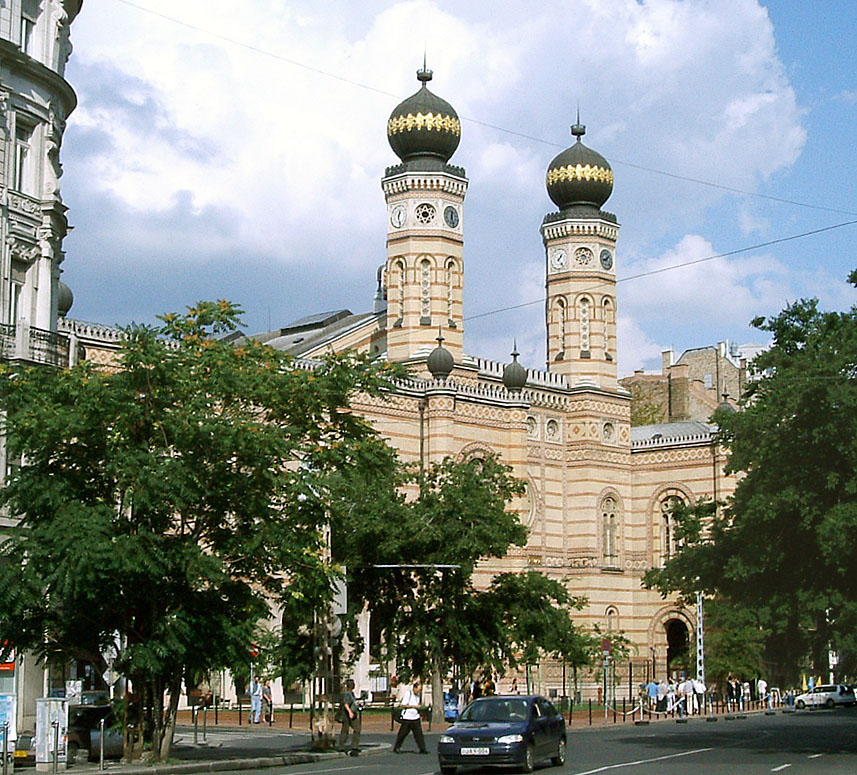
Große Synagoge von Budapest, orientalisierend
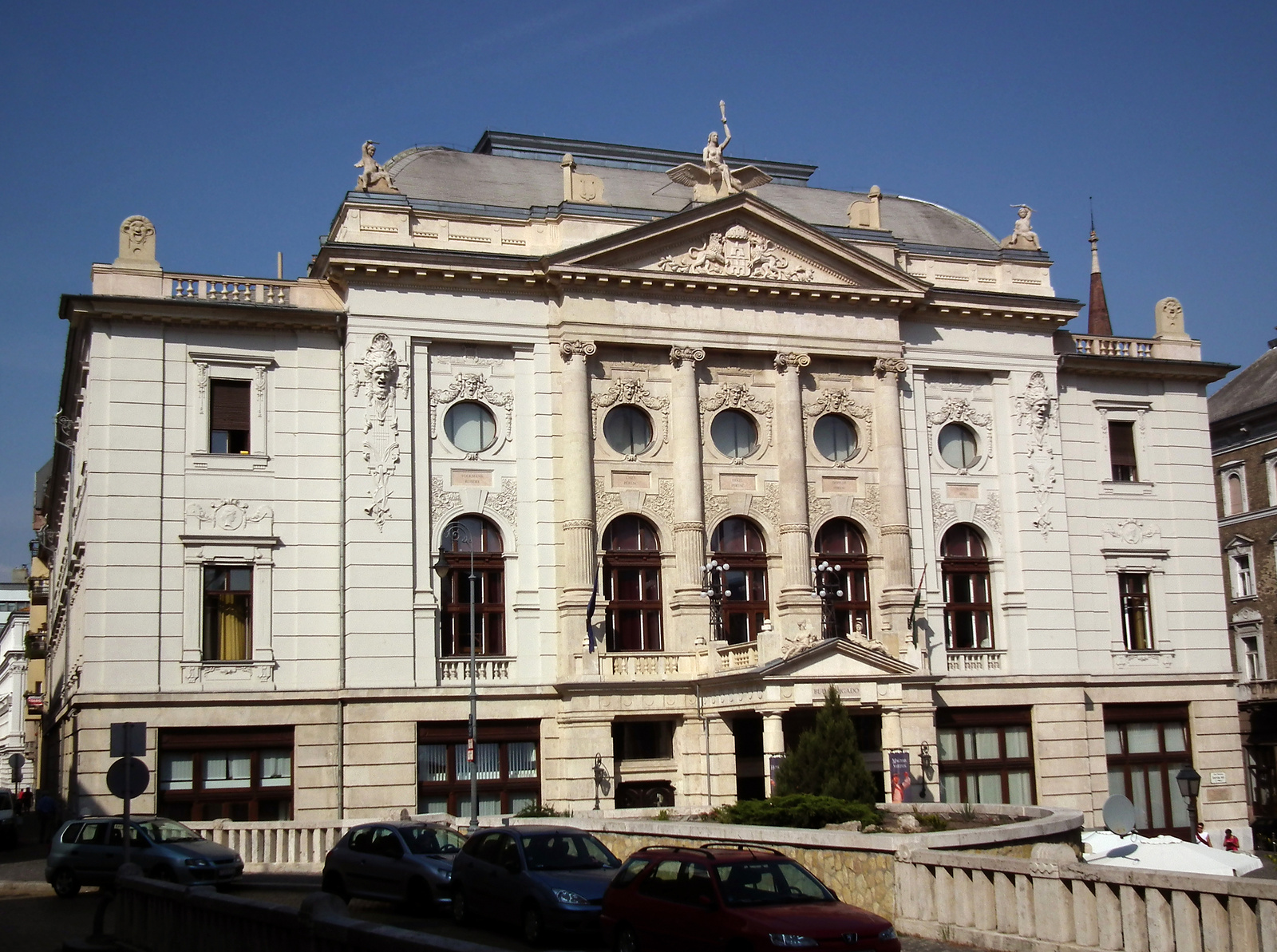
Budai Vigado in Budapest, Eklektizismus
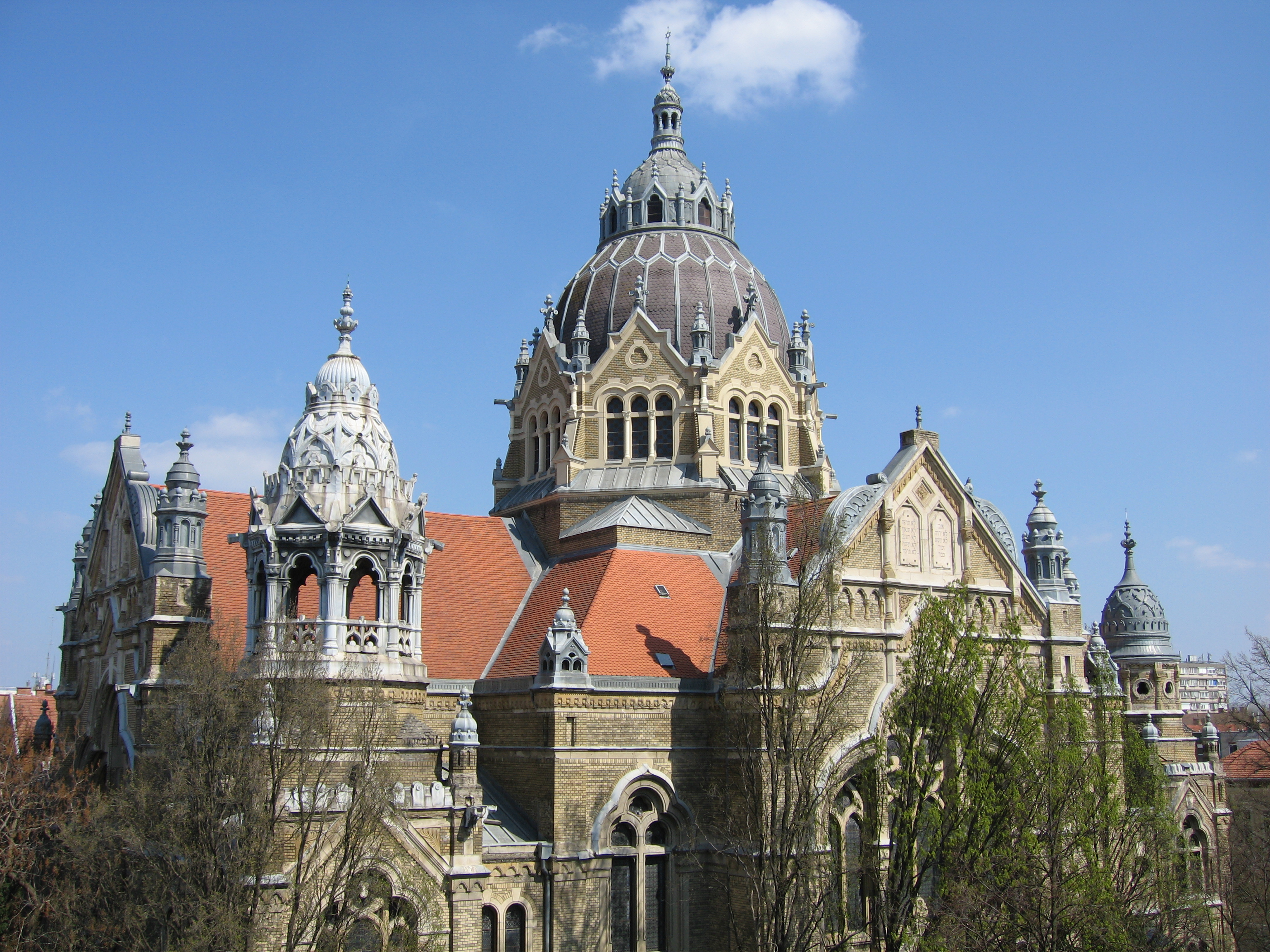
Neue Synagoge (Szeged), Eklektizismus

#### Kroatien
In Kroatien gibt es ebenfalls zahlreiche historistische Gebäude aus der österreich-ungarischen Zeit. Auch hier erstreckt sich die Palette von Kirchen über Bildungs- und Verwaltungsbauten bis hinzu Theaterbauten. Im Theaterbau finden sich mehrere neobarocke Bauten wie die „Kroatischen Nationaltheater“ in Zagreb und Rijeka. In Osijek wurde das Theater hingegen neogotisch gestaltet. Auch in Kroatien gab es orientalisierende Bauten – etwa die Synagoge von Zagreb – allerdings nicht im gleichen Umfang wie in Bosnien und Herzegowina oder Ungarn.

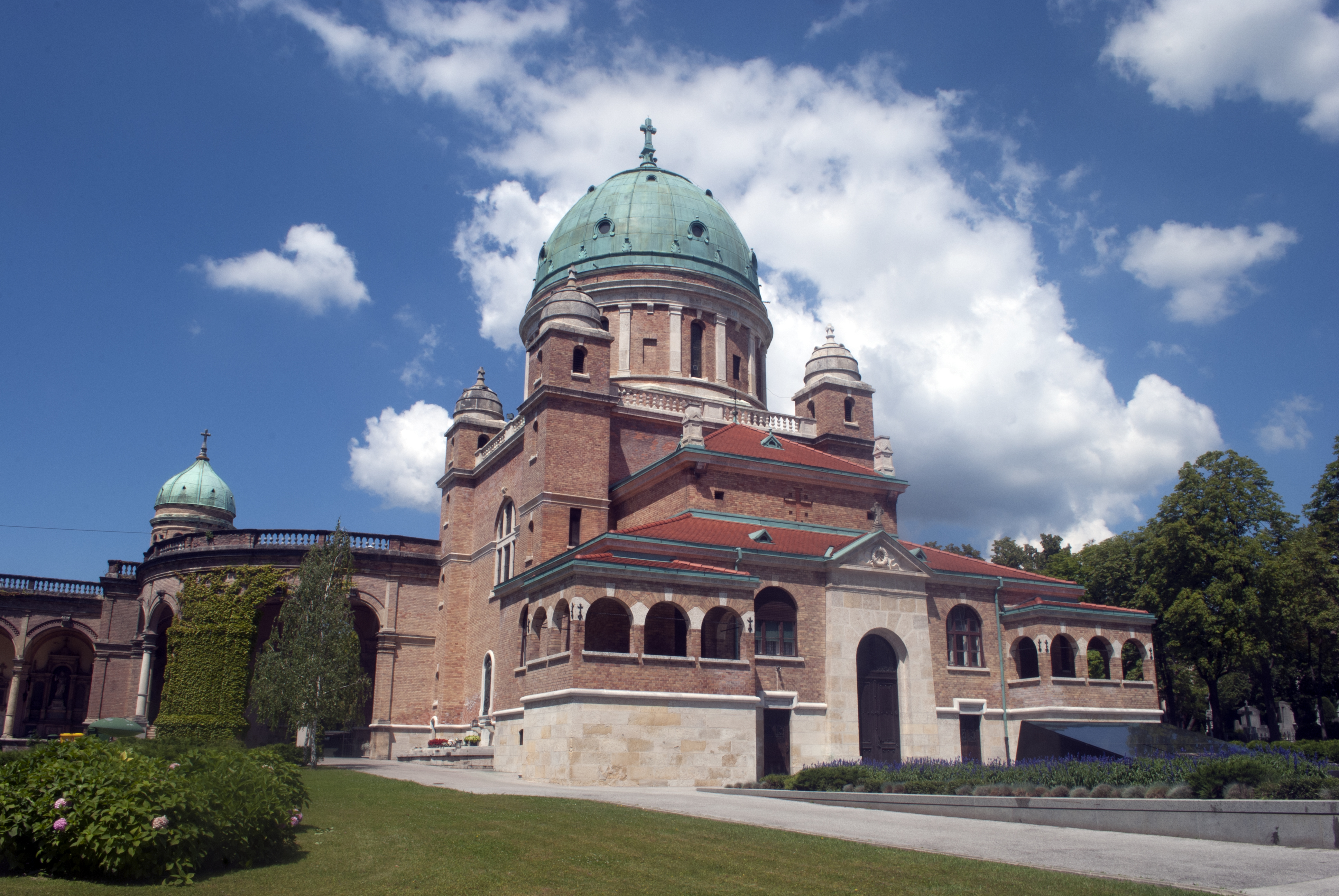
Christ-König-Kirche Mirogoj-Friedhof in Zagreb, Neorenaissance
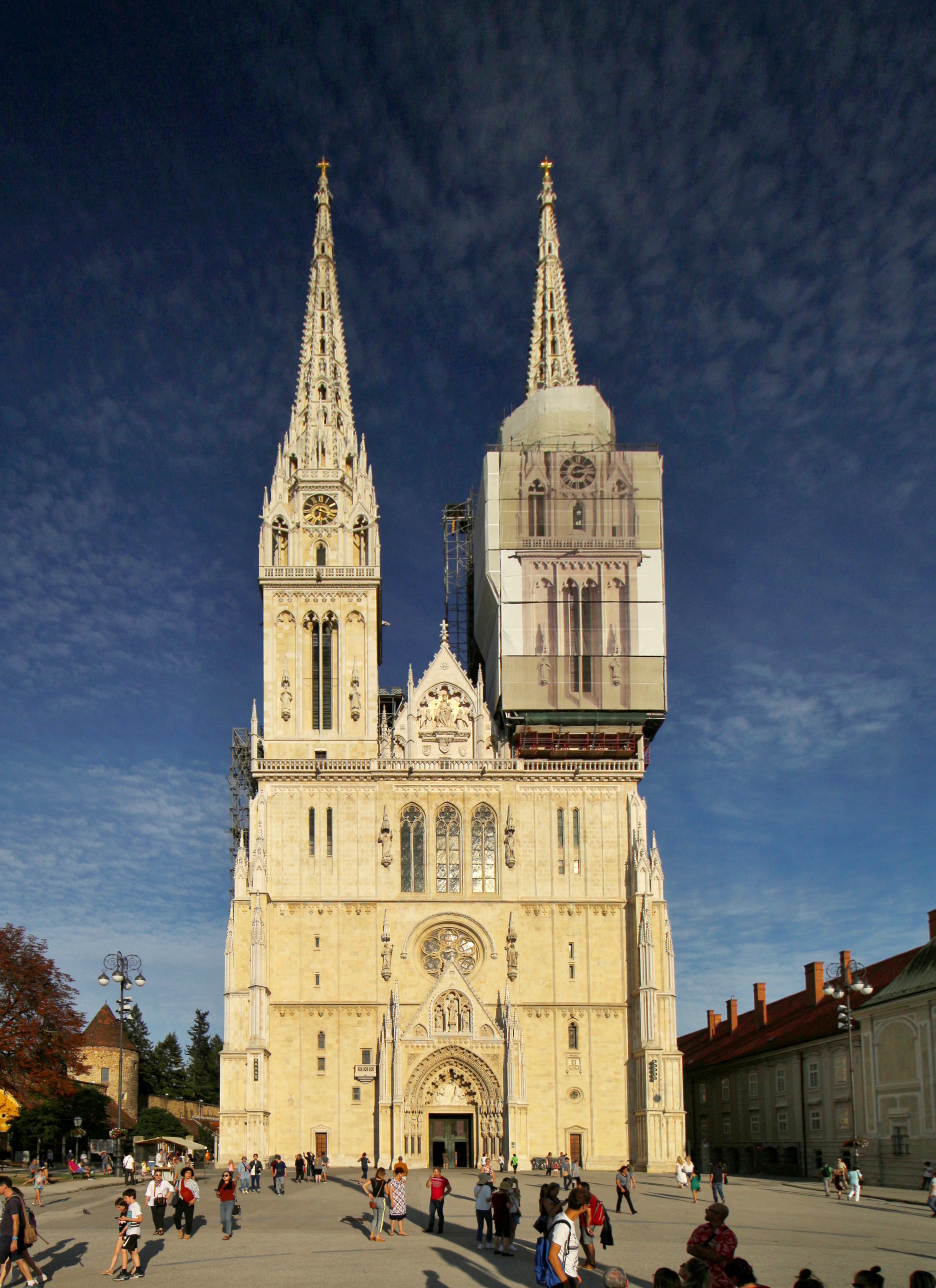
Türme der Kathedrale von Zagreb, Neogotik
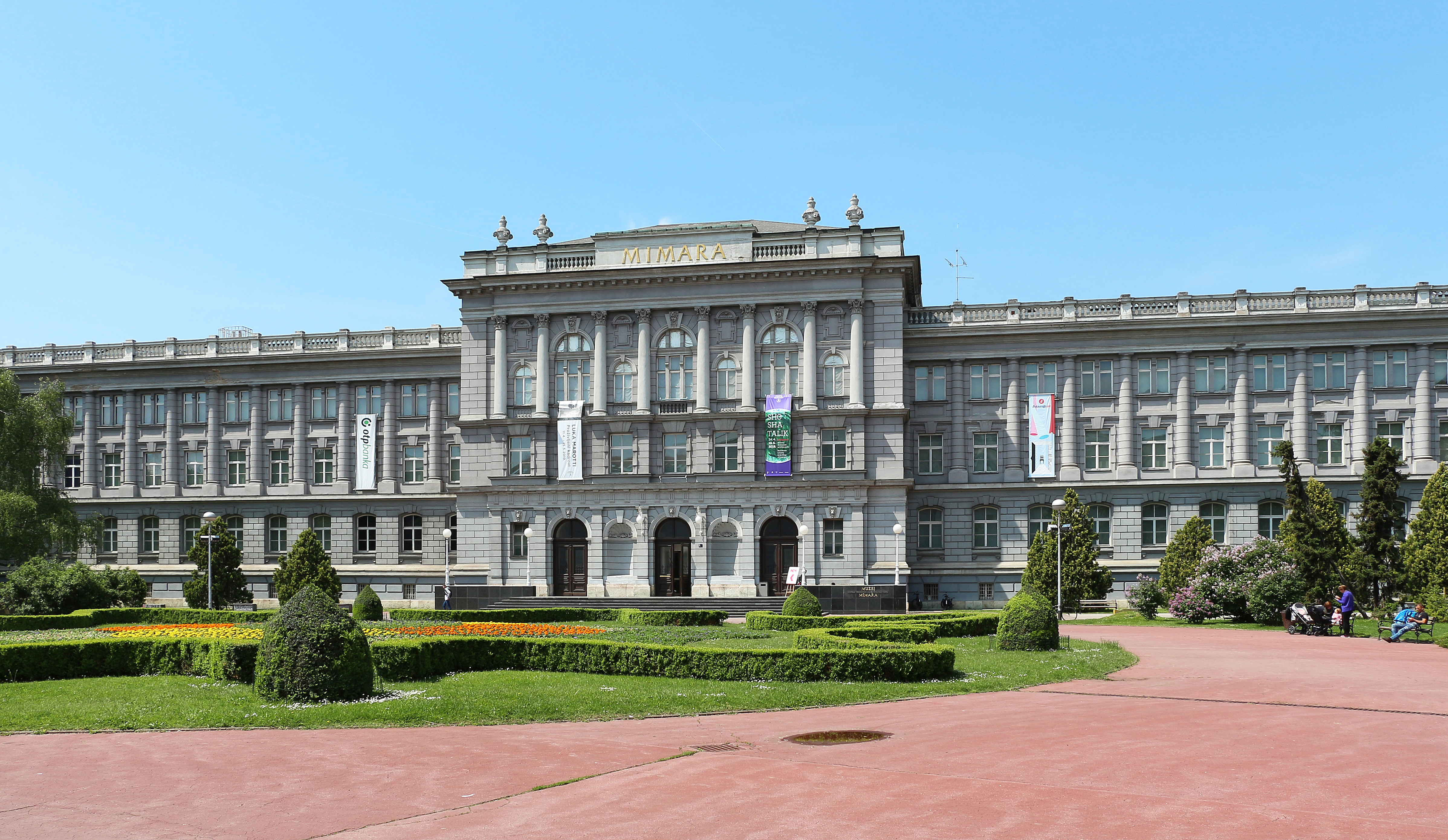
Mimara-Museum in Zagreb, Neoklassizismus
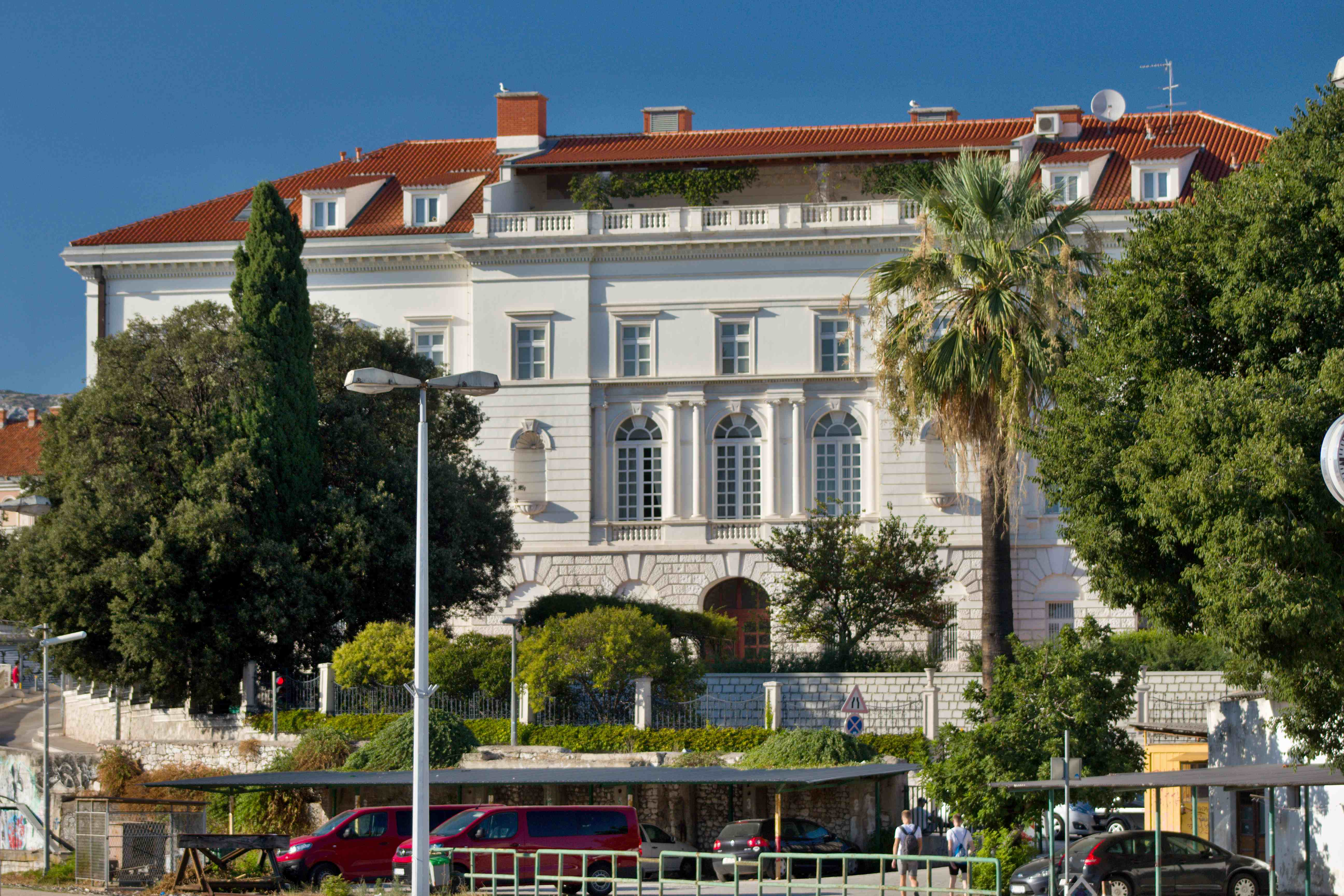
Erzbischofspalast in Split, Neorenaissance
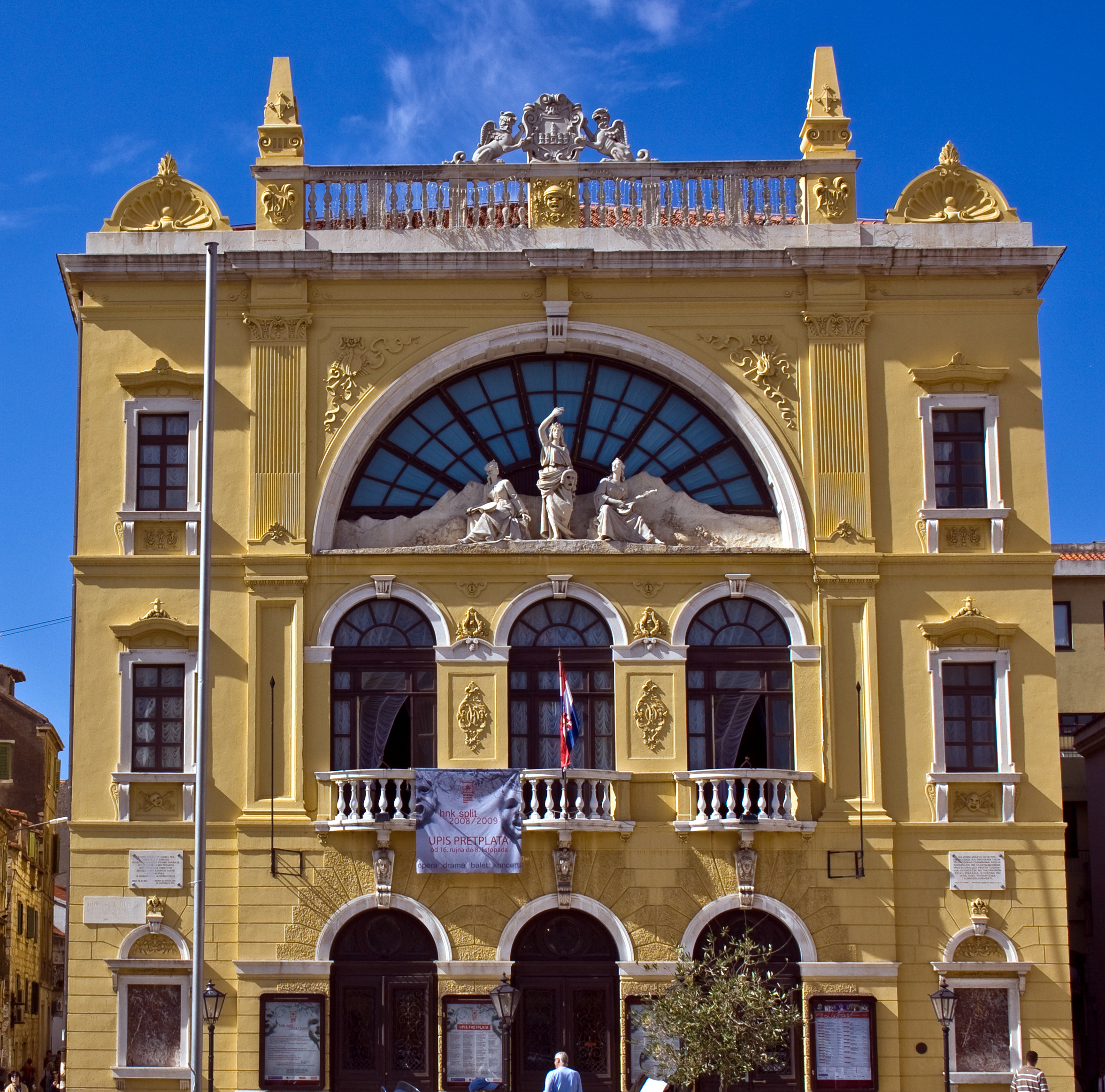
Kroatisches Nationaltheater in Split, Eklektizismus
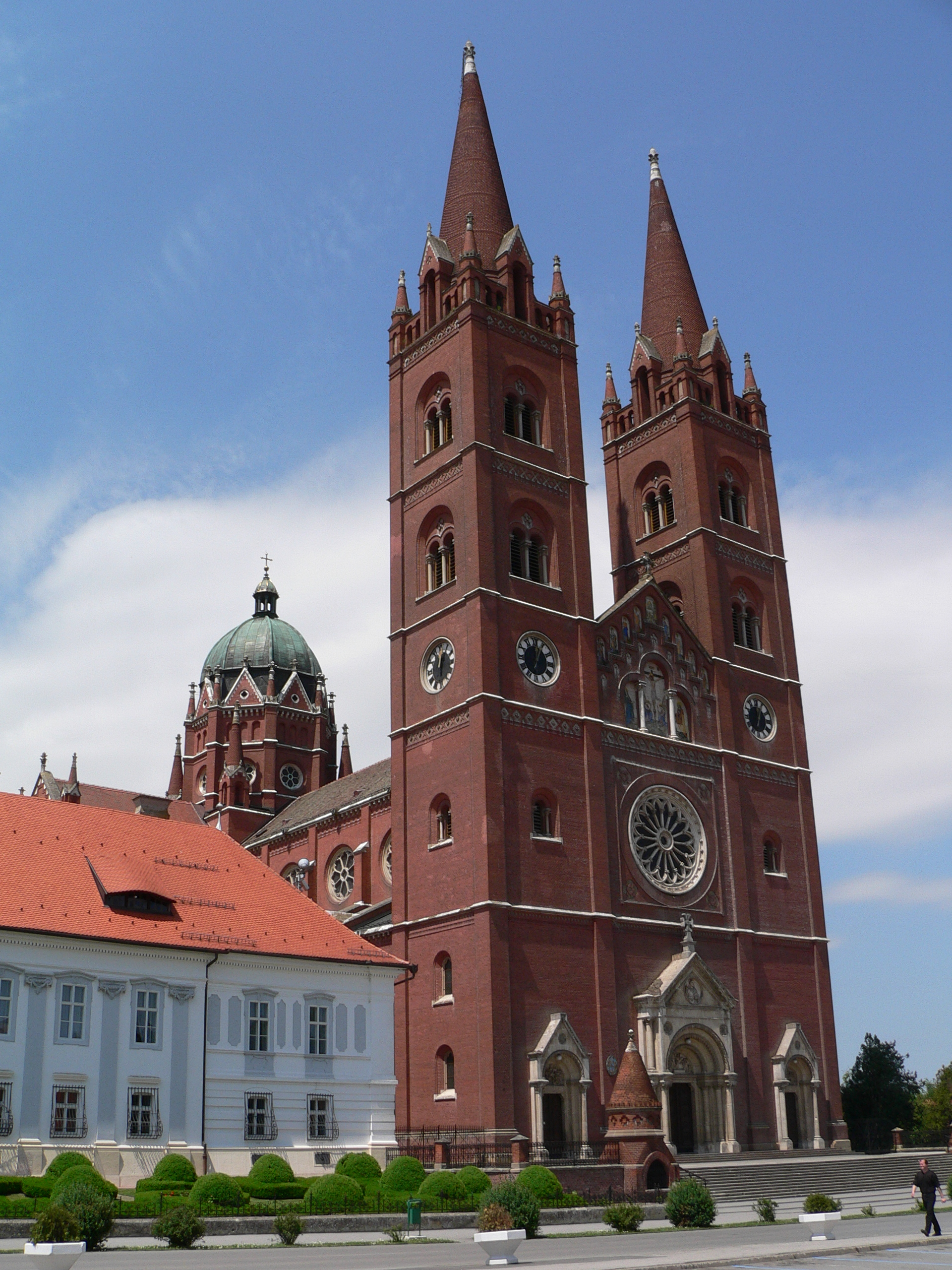
Kathedrale zu Đakovo, Neoromanik
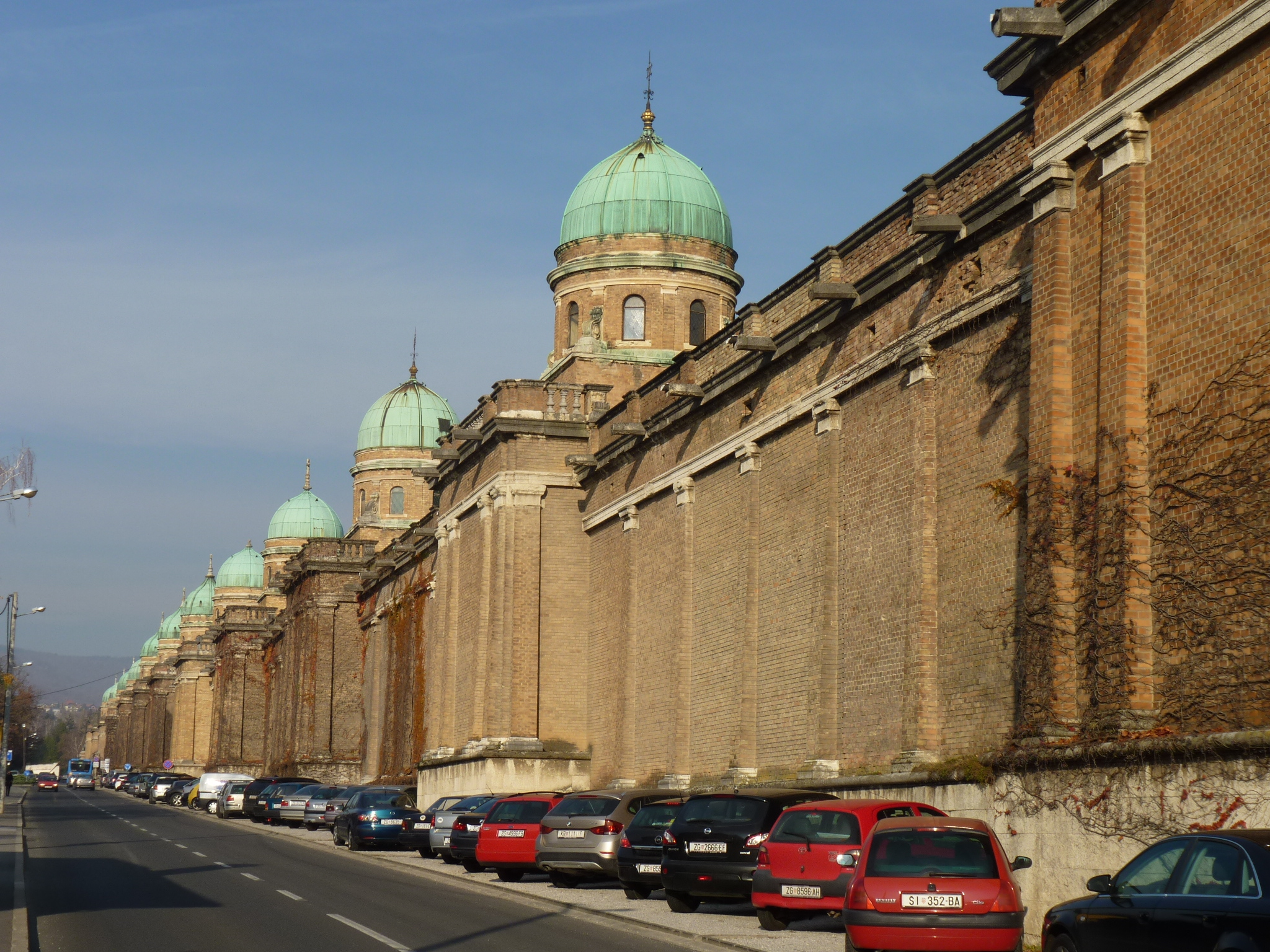
Außenmauer Mirogoj-Friedhof in Zagreb, Neorenaissance
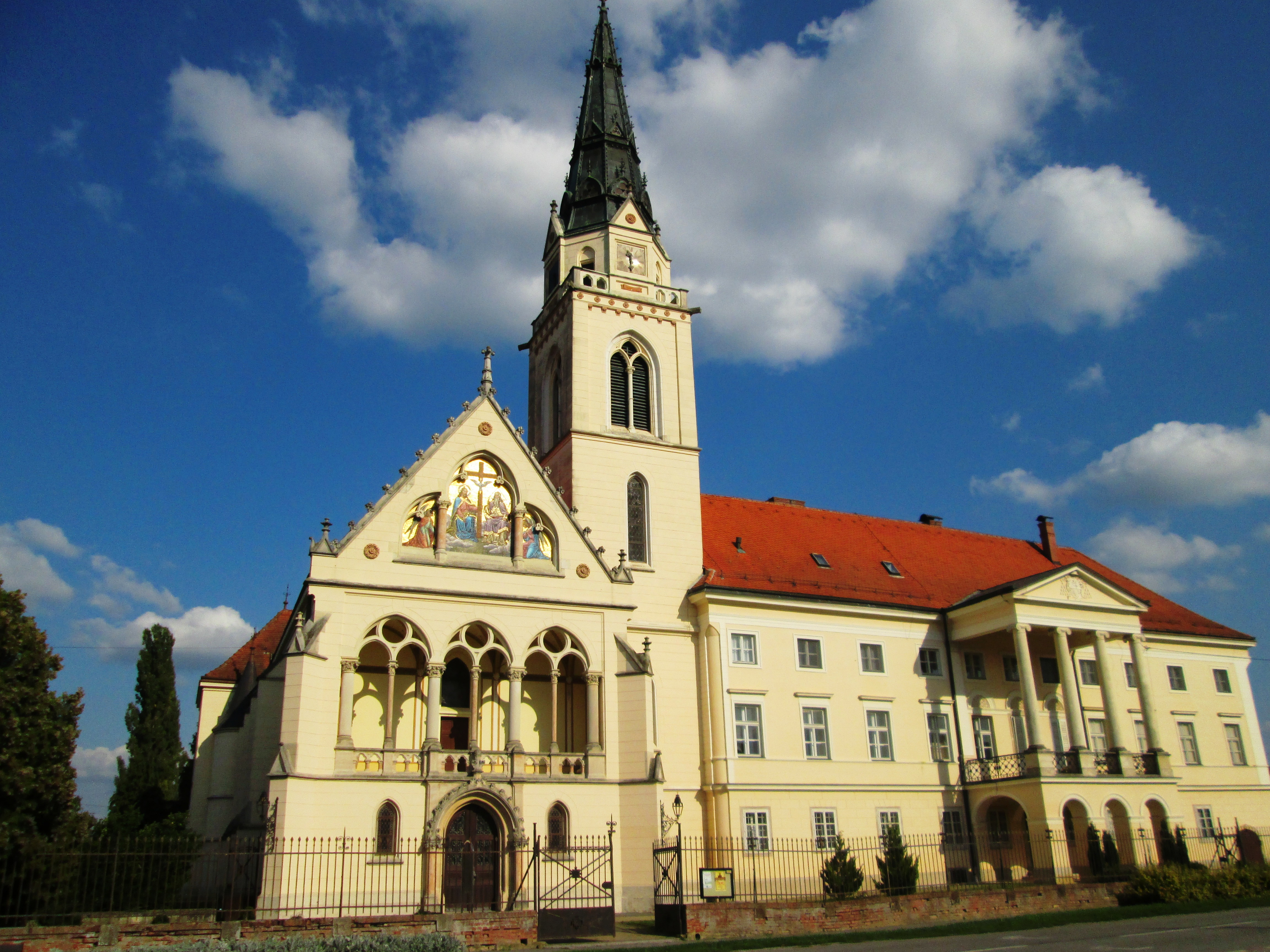
Griechisch-Katholische Kathedrale Križevci, Neogotik

#### Bosnien und Herzegowina
Ein Jahr nach der Okkupation des Landes kam es 1879 zu einem verheerenden Stadtbrand in Sarajevo, der viele Gebäude zerstörte. Große Teile der heutigen Altstadt entstanden daher im Stil des Historismus. Als wichtigste Architekten traten dabei der Tscheche Karel Pařík und der Kroate Josip Vancaš in Erscheinung. Sie schufen mehrere hundert neue Gebäude in Bosnien und Herzegowina. Da die meisten Städte nun auch katholische Kirchen erhielten, sind viele dieser Bauten ebenfalls dem Historismus zuzuordnen. Aufgrund der osmanischen Vergangenheit des Landes wurden aber auch einige Bauten in einem orientalisierenden Stil erbaut, etwa das Gymnasium Mostar oder die aschkenasische Synagoge in Sarajevo. Für serbisch-orthodoxe Kirchenneubauten fand hingegen die neobyzantinische Architektur Anwendung, teilweise flossen aber auch neobarocke Elemente mit ein, etwa bei der Kathedrale in Sarajevo. Fast jede Stadt besitzt mehrere Gebäude des Historismus, da auch Verwaltungsbauten, Bahngebäude oder größere Fabriken häufig nach dem Jahr 1878 entstanden.

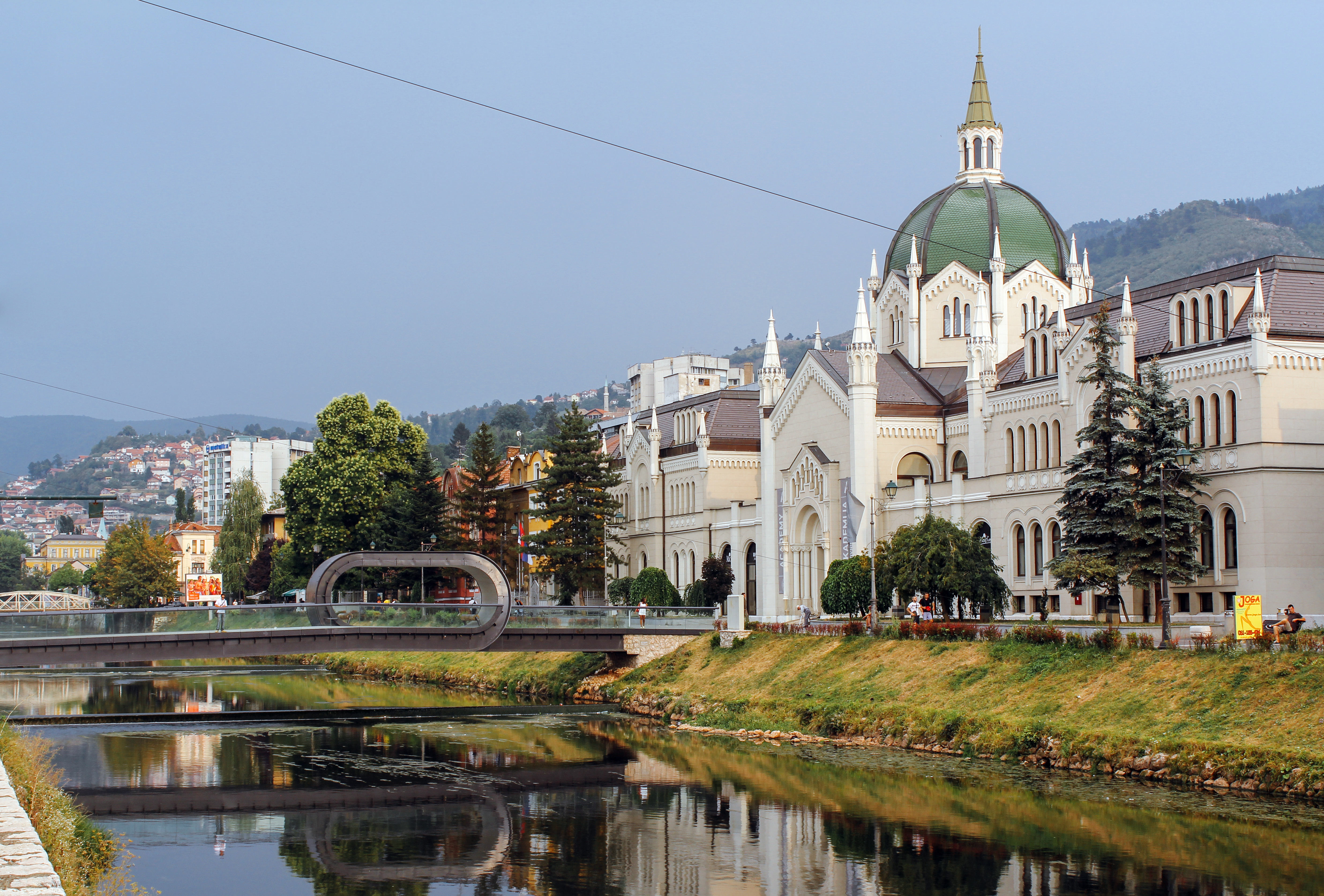
Evangelische Kirche in Sarajevo, Eklektizismus
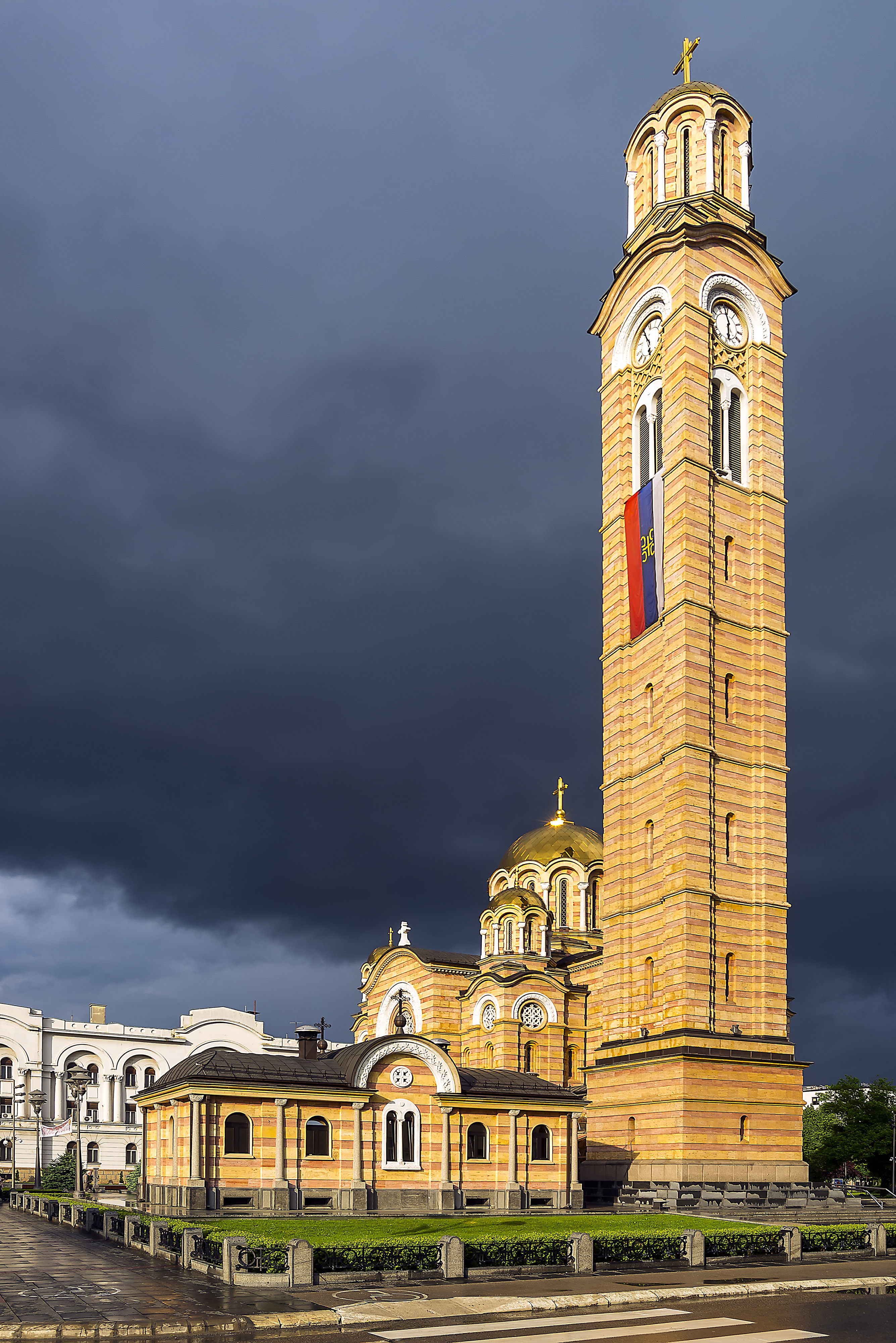
Christ-Erlöser-Kathedrale (Banja Luka), neobyzantinisch
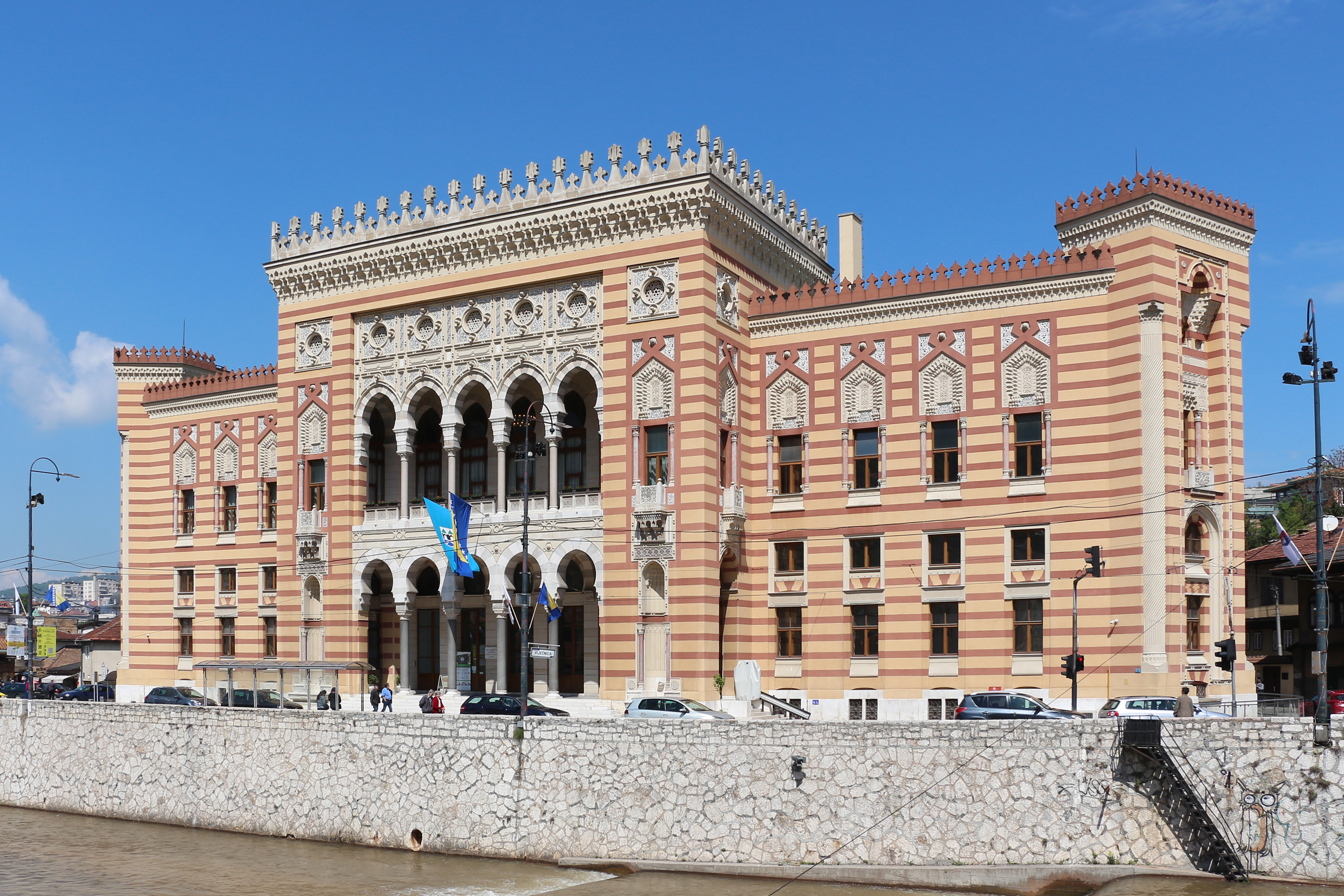
Rathaus von Sarajevo, orientalisierend
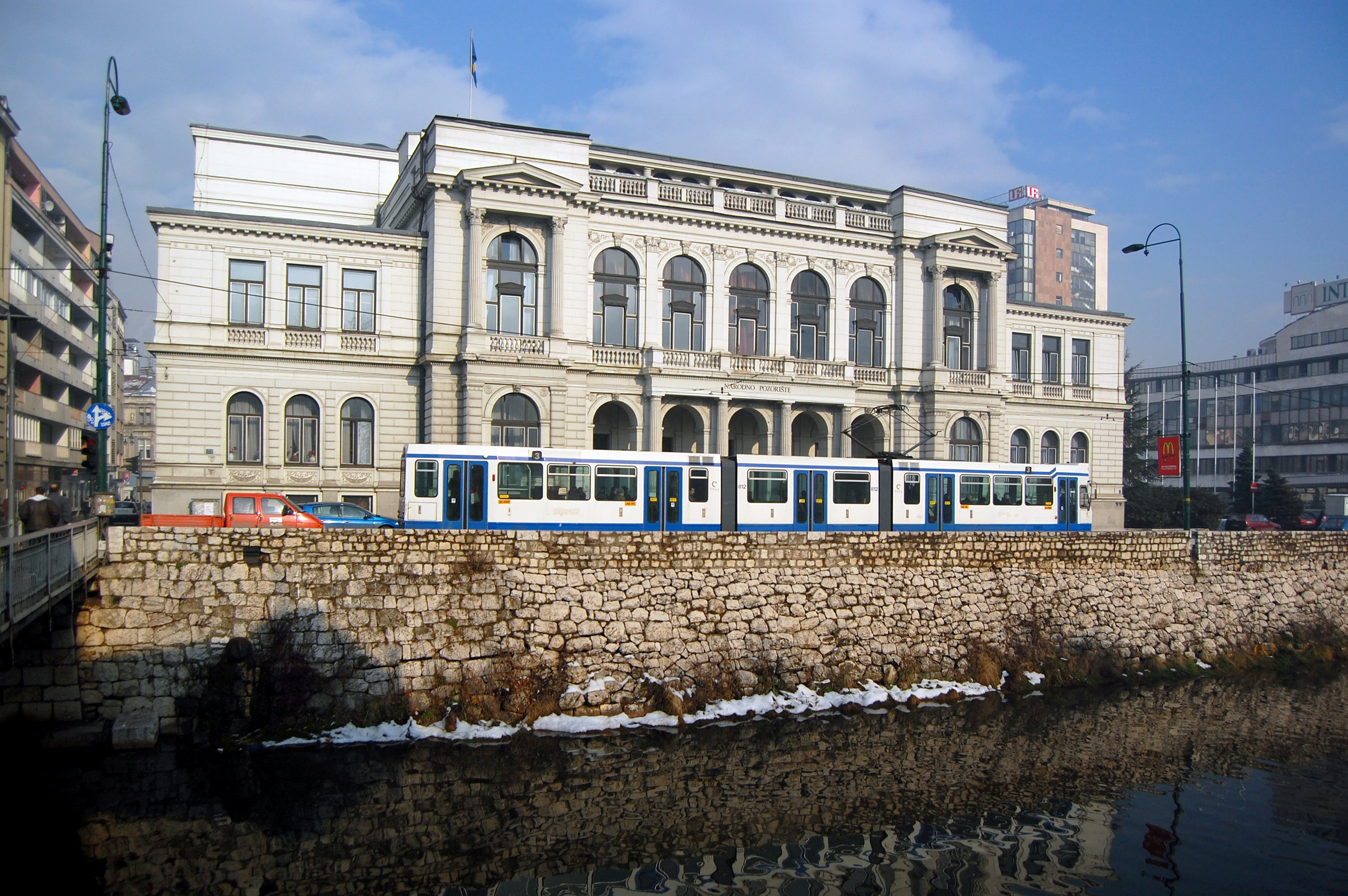
Nationaltheater in Sarajevo, Neoklassizismus
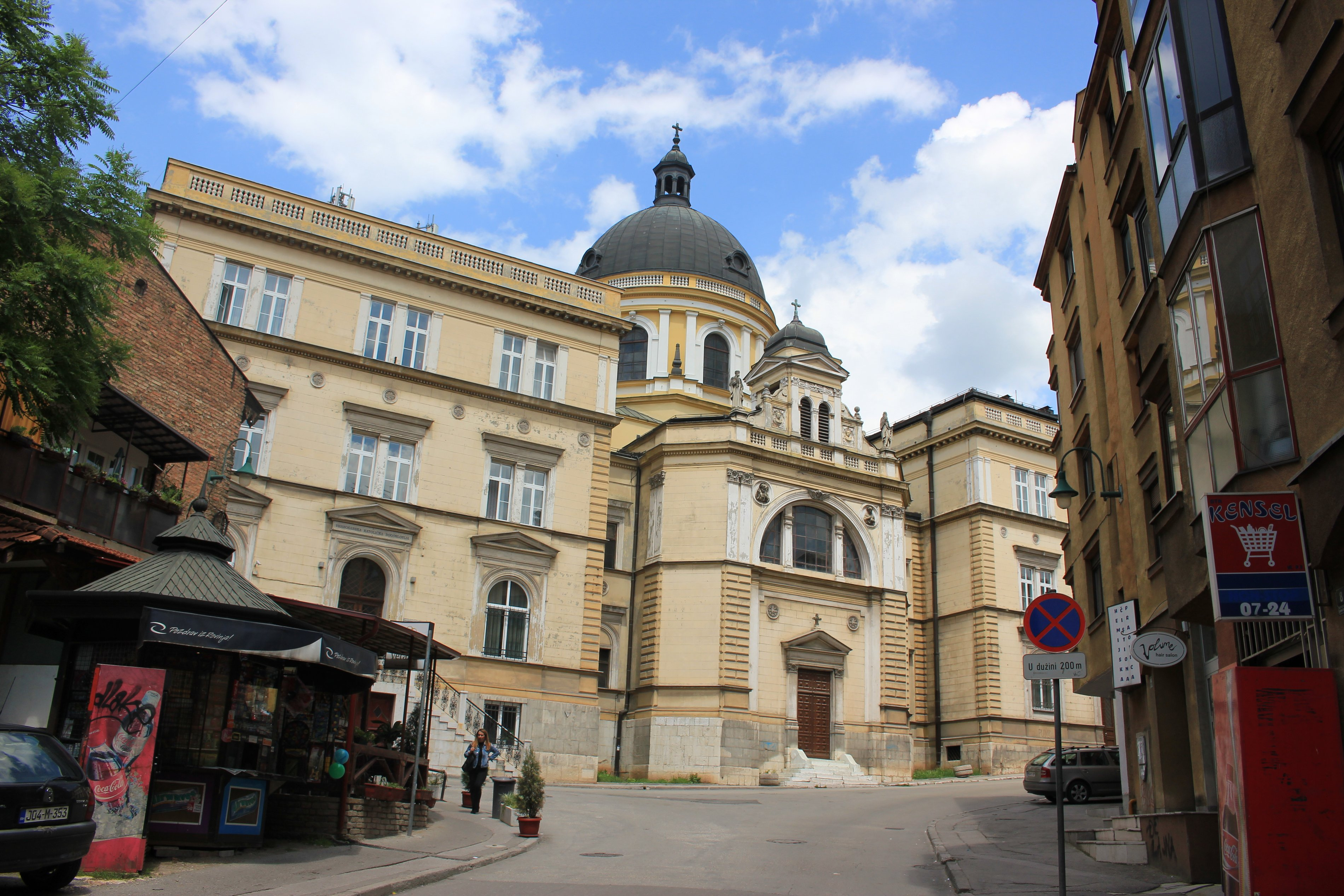
Kyrill-und-Method-Kirche in Sarajevo, Neorenaissance
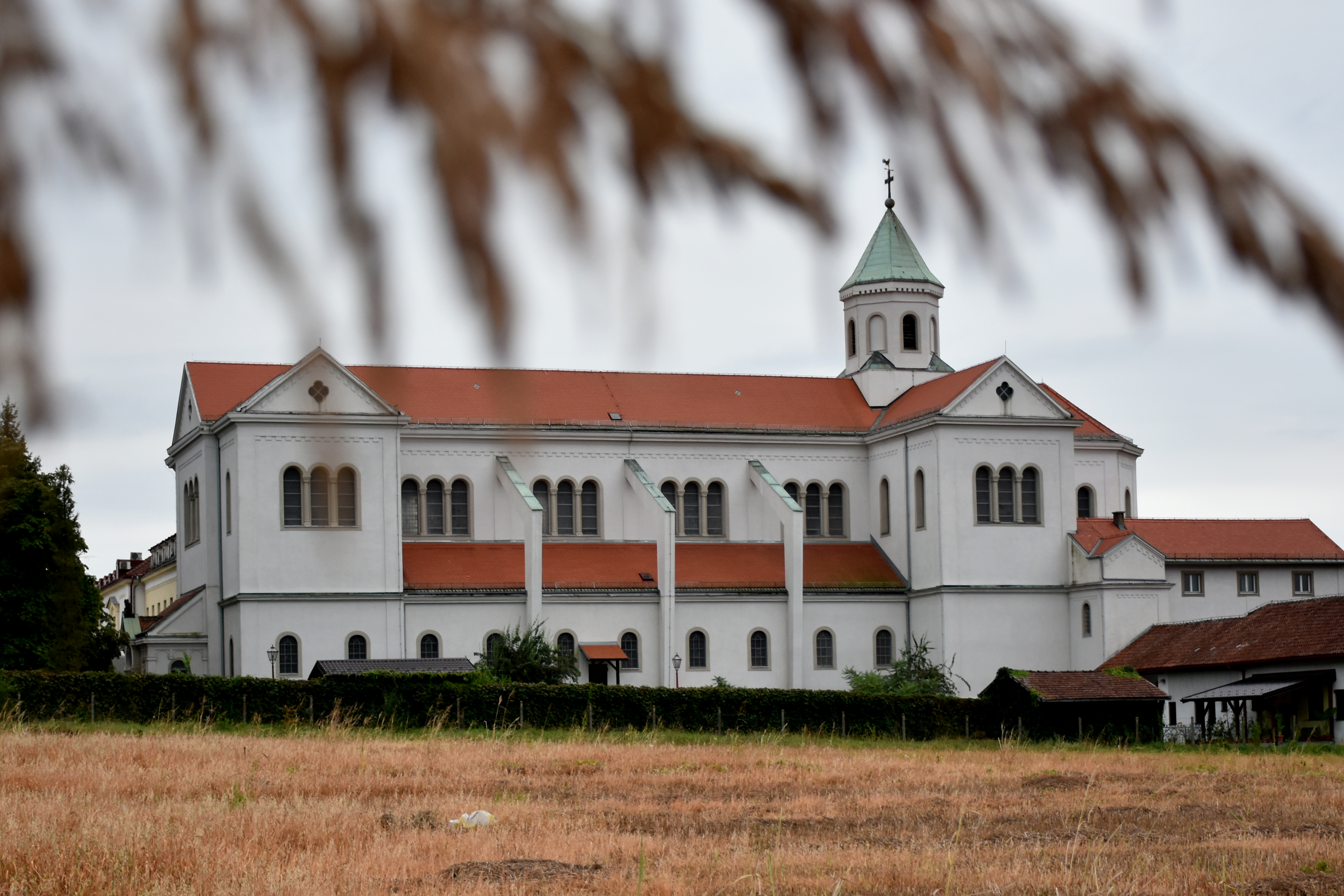
Trappistenkloster in Delibašino selo, Neoromanik
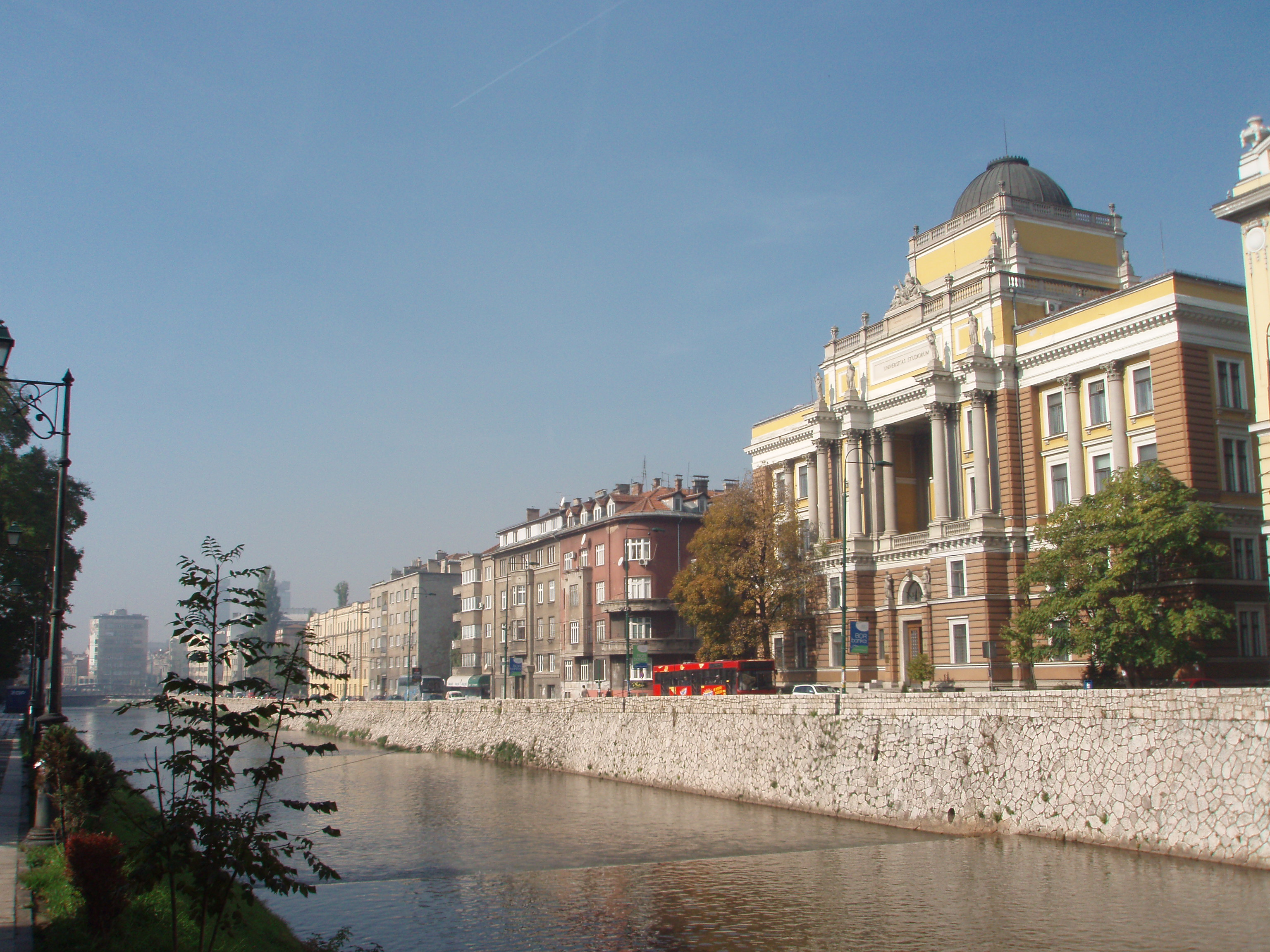
Gerichtsgebäude Sarajevo, Neorenaissance
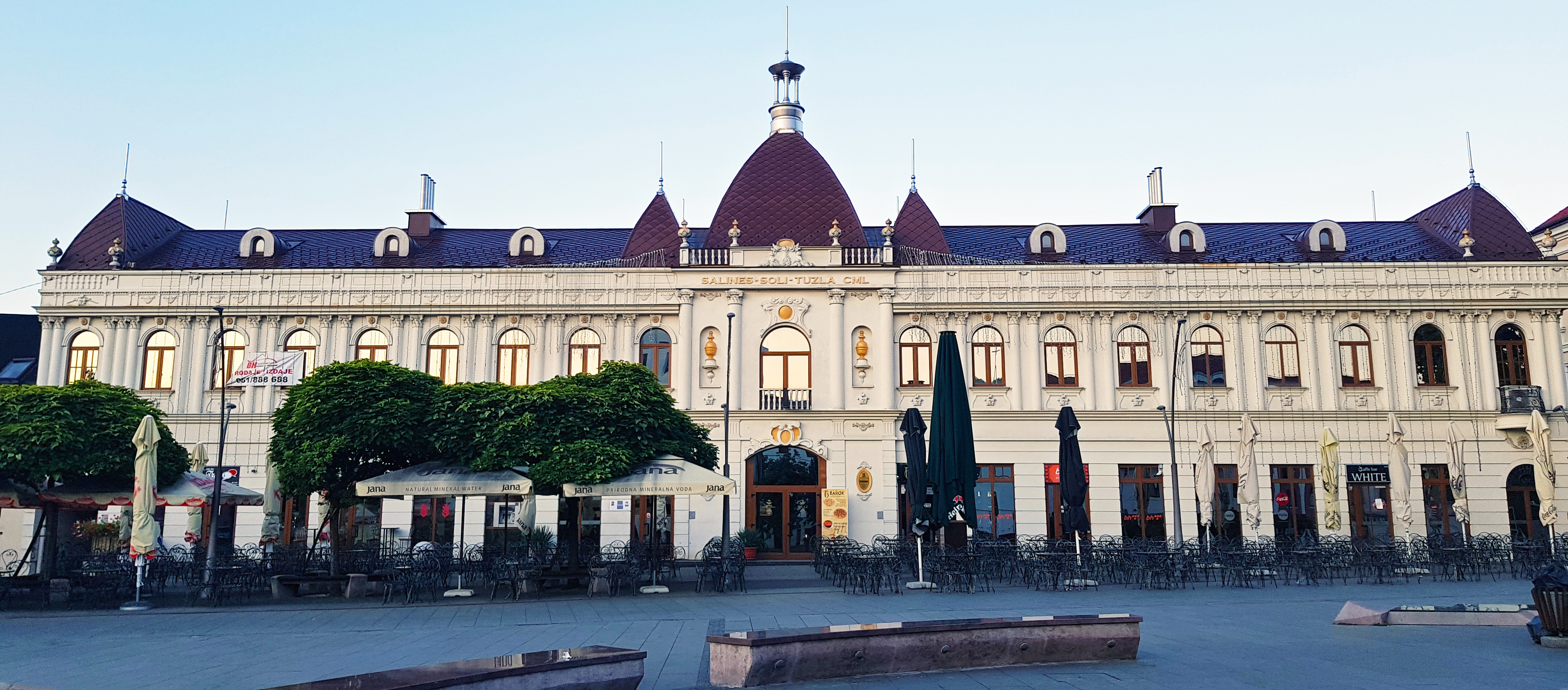
Saline Tuzla, Neoklassizismus

### Schweiz

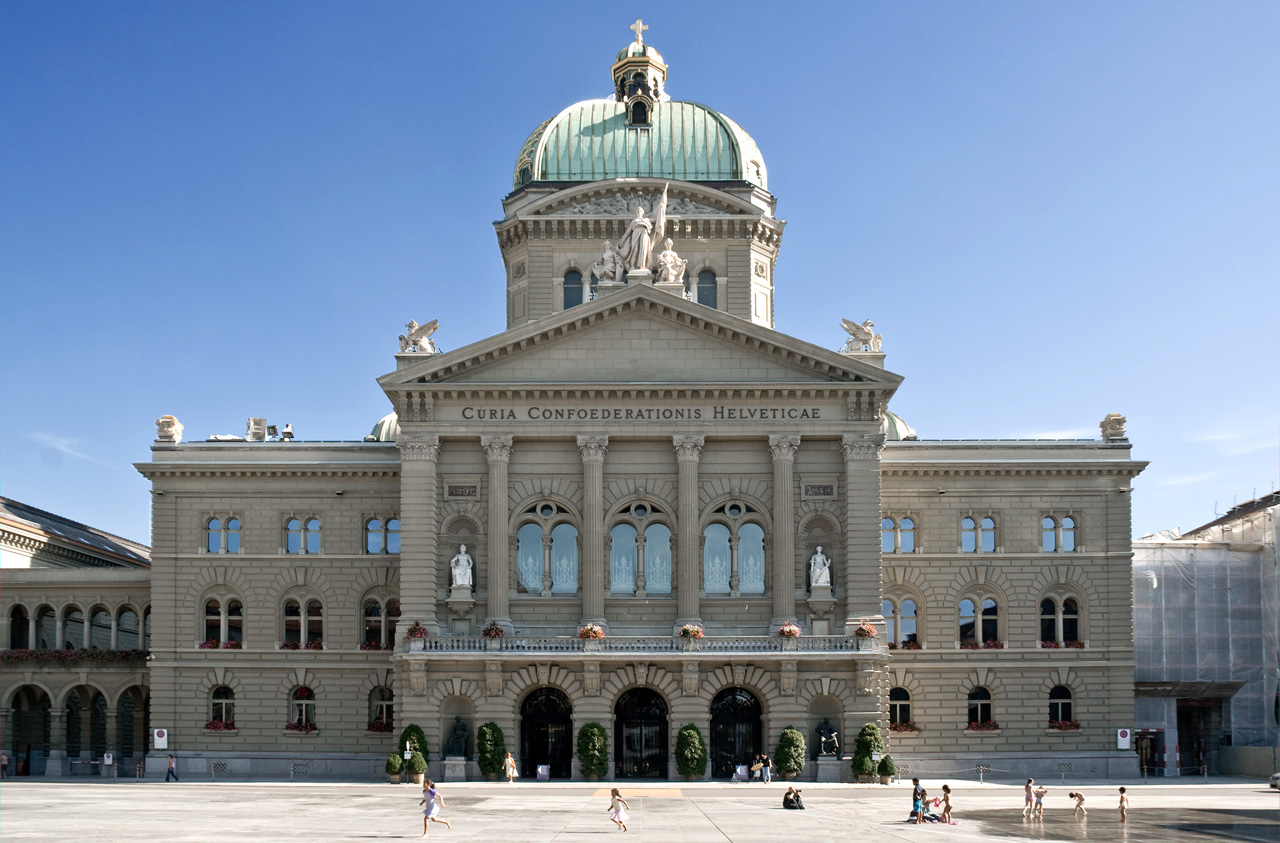
Das Bundeshaus in Bern, davor der Bundesplatz

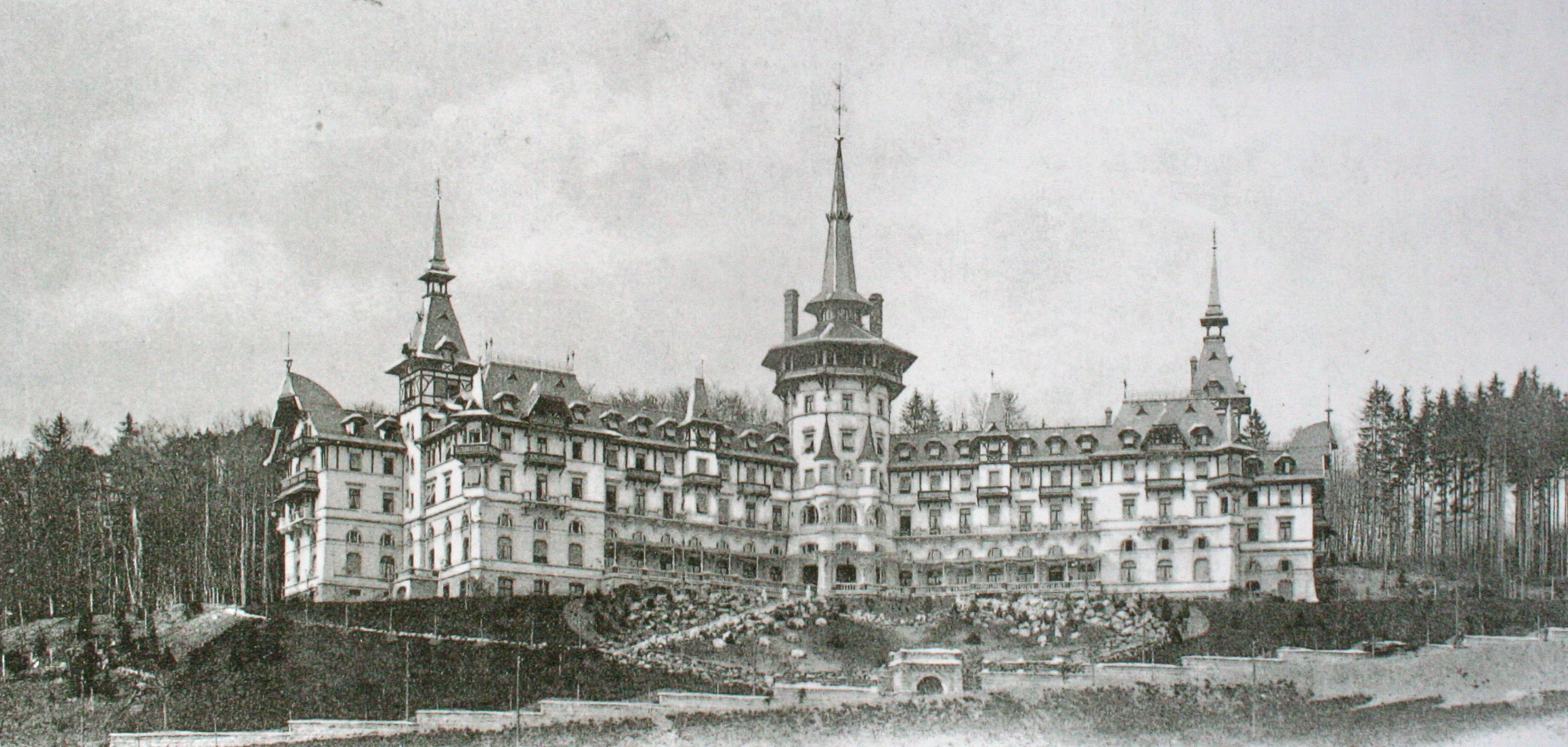
Chaletstil, Architekt Jacques Gros: Grand Hotel Dolder in Zürich, Foto von 1900

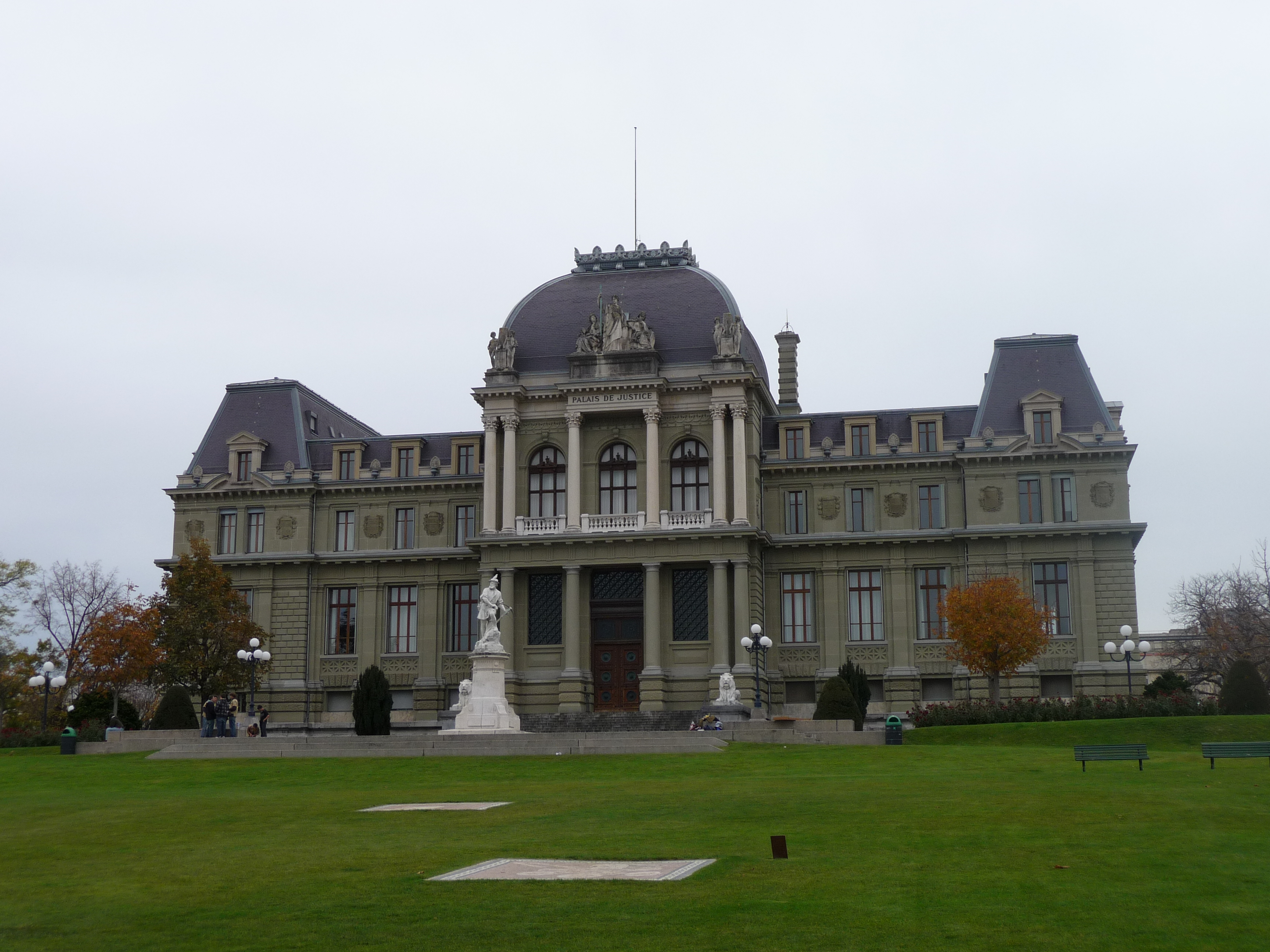
Lausanne, ehemaliges Bundesgericht, jetziges Bezirksgericht.

Auch in der Schweiz hat sich für einige Jahrzehnte der Historismus durchgesetzt, wofür insbesondere das Schweizerische Landesmuseum in Zürich steht. Im jungen Bundesstaat des ausgehenden 19. Jahrhunderts war die Rückbesinnung auf die eigene Geschichte von großer Bedeutung. Die Rückbesinnung auf die Geschichte führte in der Architektur zur Verwendung historischer Stilelemente und ihre Verschmelzung zu einem neuen Ganzen.
- Bundeshaus in Bern, 1852–1902
- Elisabethenkirche in Basel, 1857–1864
- Stadthaus in Winterthur, 1865–1869
- Hauptbahnhof Zürich, 1870–1871
- Historisches Museum Bern, 1892–1894
- Kirche Enge in Zürich, 1892–1894
- Tonhalle in Zürich, 1893–1895 (teilweise abgebrochen 1938)
- Schweizerisches Landesmuseum in Zürich, 1897
- Pauluskirche in Basel, 1898–1901
- Hotel Waldhaus 1908, Sils-Maria
- Suvretta House 1912, St. Moritz

Zur Verbreitung des Historismus in der Schweiz trugen die um 1830 aufkommenden Architekturzeitschriften, Bildungsreisen und die Ausbildung von Schweizer Architekten in München, Berlin, Paris und Mailand bei. Mit Gottfried Semper wurde 1855 ein großer Theoretiker und führender Entwurfsarchitekt an das Eidgenössische Polytechnikum in Zürich berufen. Sempers Tätigkeit in der Schweiz markiert die erste Phase des schweizerischen Historismus. Zu Sempers wichtigsten Bauten in der Schweiz gehören das Polytechnikum in Zürich (1858–1864), das Stadthaus in Winterthur (1865–1868) und das Geschäftshaus Fierz in Fluntern (heute Gemeinde Zürich, 1865–1868). Zu den wichtigsten Bauten des Historismus in der Schweiz zählen zudem der Hauptbahnhof Zürich (von Jakob Friedrich Wanner, 1865–1871), das ehemalige Bundesgericht in Lausanne (von Benjamin Recordon, 1881–1886), das ehemalige Verwaltungsgebäude der Gotthardbahn in Luzern (von Gustav Mossdorf, 1886–1888), die Kirche Enge in Zürich (von Alfred Friedrich Bluntschli, 1892–1894), das Schweizerische Landesmuseum in Zürich (von Gustav Gull, 1892–1898), und das Bundeshaus in Bern (Westteil von Friedrich Studer, 1852–1857, Ostteil 1888–1892, Mittelteil 1894–1902, beide von Hans Auer).

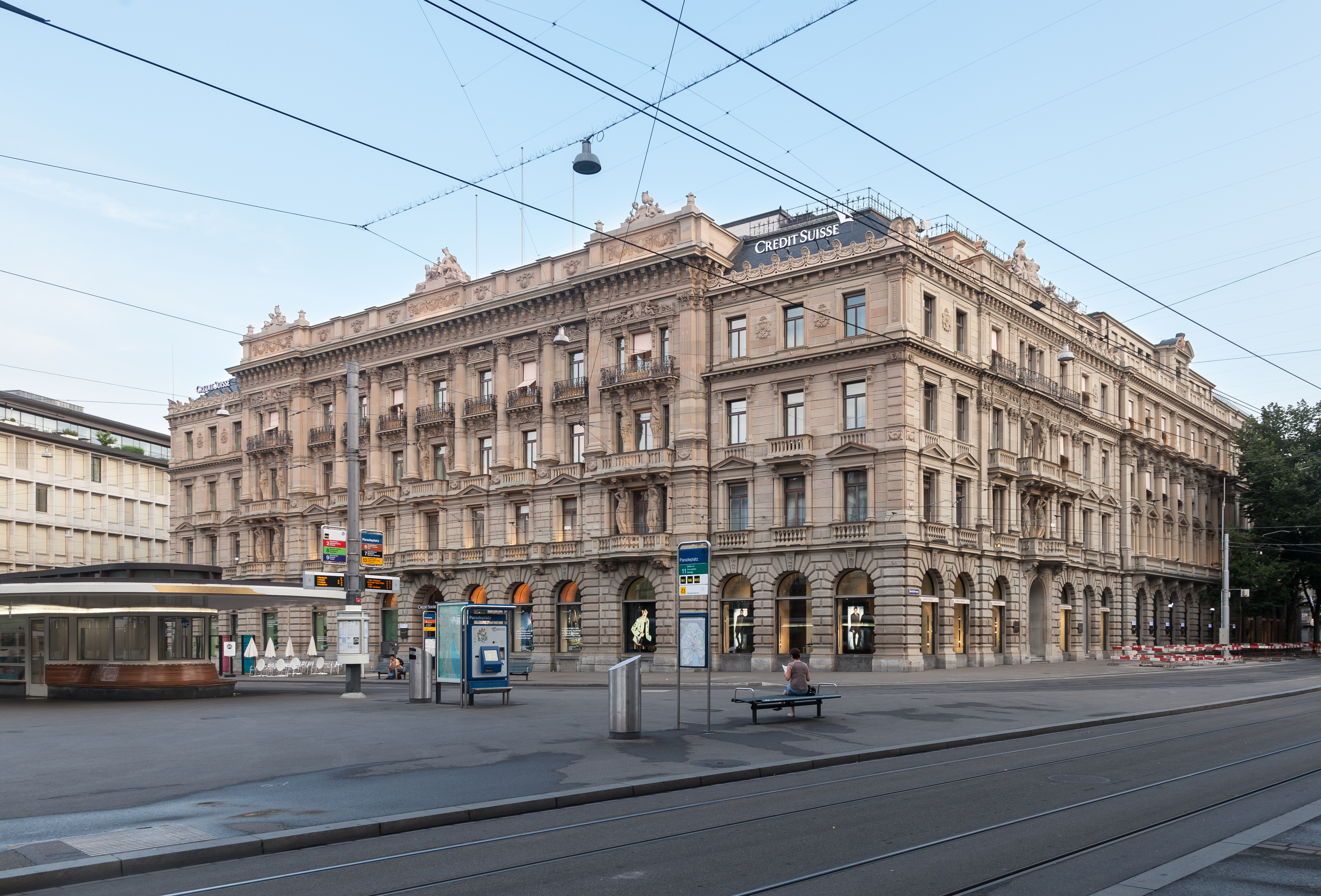
Zürich, Hauptsitz der Credit Suisse.

Auch renommierte ausländische Architekten bauten in der Schweiz: Pierre Joseph Edouard Deperthes die Kirche St. Peter und Paul in Bern, Eugène Emmanuel Viollet-le-Duc die schottische Kirche in Lausanne, George Edmund Street die englischen Kirchen von Mürren, Lausanne und Vevey sowie Friedrich Schmidt die Hauptpost in Basel. Die Engländer Sir Joseph Paxton und George Henry Stokes errichteten 1858 nach französischen Vorbildern in Pregny-Chambésy das Maison Rothschild. Der unmittelbare Einfluss des französischen Historismus setzte sich in der Schweiz jedoch erst im letzten Viertel des 19. Jahrhunderts durch, zuerst in der Westschweiz, wo Jacques-Elisée Goss ab 1862 in Genf Villen, Wohnhäuser und öffentliche Bauten (u. a. das Grand Théâtre, 1874–1879) errichtete, kurze Zeit später auch in der Deutschschweiz. Hier erbaute Jakob Friedrich Wanner 1872–1876 das Bankgebäude der Schweizerischen Kreditanstalt am Paradeplatz in Zürich. Die Wiener Architekten Ferdinand Fellner und Hermann Helmer errichteten ebenfalls in Zürich 1890–1891 das Opernhaus und 1893–1895 die Tonhalle in üppiger neubarocker Formensprache. Neben den Konzert- und Theaterbauten verkörperte in der zweiten Hälfte des 19. Jahrhunderts das Grand Hotel den Historismus französischer Prägung.
Auch großbürgerliche Wohnhäuser entstanden. Unter dem Architekten Heinrich Honegger-Näf entstand in Zürich in Seenähe das Weisse Schloss (1890–1893), ein Gebäudekomplex mit zerklüfteter Silhouettenwirkung und eklektischer Formensprache. Am Alpenquai (heute General-Guisan-Quai) erbaute Heinrich Ernst das Rote Schloss (1891–1893), einen aus mehreren Häusern bestehenden schlossartigen Wohnkomplex in üppig wuchernden Louis-XIII-Formen.

#### Schweizer Netzwerk für Historismus

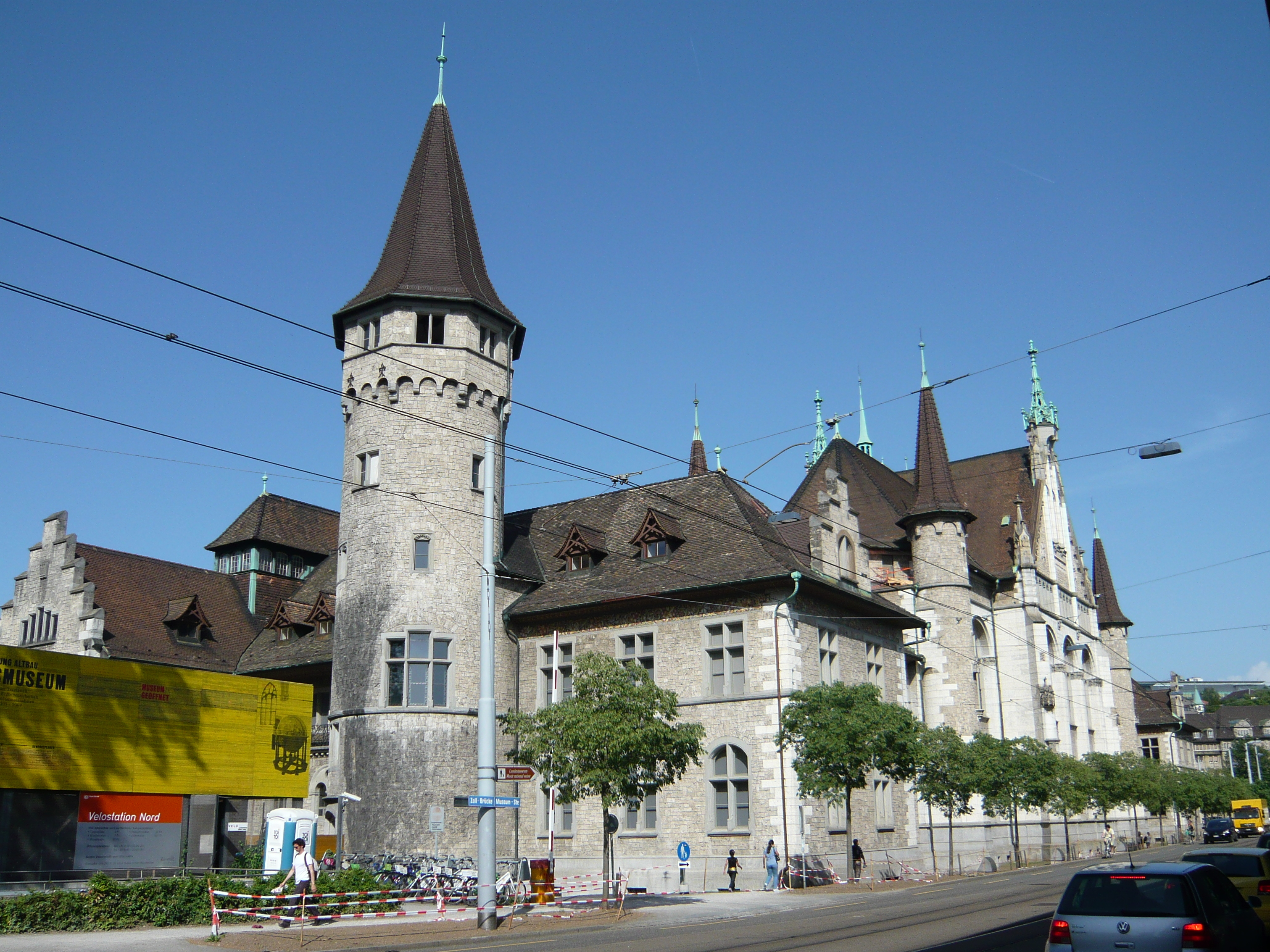
Zürich, Landesmuseum.

Das Schweizer Netzwerk für Historismus (Réseau suisse de l'historicisme - Rete svizzera dello storicismo - Rait svizra d'istorissem) vereinigt Fachleute aus Universitäten, Museen und der Denkmalpflege. Es hat sich zum Ziel gesetzt, das „das reiche Kulturgut (...) des Historismus in der Schweiz zu erforschen, zu valorisieren und international zu positionieren“. Das Untersuchungsfeld umfasst Architektur, Innenausstattung und Kunstgewerbe aus dem späten 18. bis ins frühe 20. Jahrhundert. Um den fachlichen Austausch zu fördern, organisiert das Netzwerk jedes Jahr die Schweizer Tagung für Historismus. Forschungsergebnisse werden in Form von wissenschaftlichen Aufsätzen in einer elektronischen Zeitschrift veröffentlicht.

## Historistische Architekten (Auswahl)
- Ignác Alpár
- Ludwig Becker
- Karl Börgemann
- Joseph Cades
- Carl Wilhelm von Doderer
- Georg von Dollmann
- Heinrich von Ferstel
- Adolf Funk (Architekt)
- Friedrich von Gärtner
- Felix Genzmer
- Ernst Giese
- Oswald Haenel
- Theophil Freiherr von Hansen
- Max Hasak
- Conrad Wilhelm Hase
- Carl von Hasenauer
- Georg von Hauberrisser
- Alajos Hauszmann
- Christoph Hehl
- Ludwig Hofmann
- Heinrich Hübsch
- Carl Käfer
- Albert Kortüm
- Hugo Licht
- Josef Mocker
- Heinrich Moldenschardt
- Hermann Nicolai
- Eduard van der Nüll
- Edwin Oppler
- Hermann Otto Pflaume
- Max Pommer
- Julius Rasch (Architekt)
- Julius Carl Raschdorff
- Wilhelm Rathkamp
- Wilhelm Rincklake
- Arwed Roßbach
- Adolf Schill
- Friedrich von Schmidt
- Franz Heinrich Schwechten
- George Gilbert Scott
- Gabriel von Seidl
- Gottfried Semper
- August Sicard von Sicardsburg
- Max Spitta
- Ferdinand Stadler
- Vincenz Statz
- Friedrich von Thiersch
- Georg Gottlob Ungewitter
- Eugène Viollet-le-Duc
- Paul Wallot
- Gustav Albert Wegmann
- Wilhelm Wickop
- Ernst Ziller
- Gebrüder Ziller
- Ernst Friedrich Zwirner

## Forschung
Die wissenschaftliche Anerkennung und Erforschung der Architektur und Kunst des Historismus erfolgte im deutschsprachigen Raum erst mit einigem zeitlichen Abstand zur Epoche ab den späten 1960er Jahren. Trotz der zwischenzeitlichen Zunahme an Forschungsarbeiten über den Historismus ist die Epoche bis heute im Vergleich zu anderen im wissenschaftlichen Diskurs unterrepräsentiert. 2018 wurde in Wiesbaden der gemeinnützige Förderverein Deutsches Forschungszentrum Historismus gegründet, der zum Ziel die Förderung und Stärkung der Forschungen zum Historismus hat. Auf dem 35. Deutschen Kunsthistorikertag in Göttingen im Jahr 2019 wurde der Verein und sein wissenschaftliches Programm erstmals öffentlich vorgestellt.